# ヨーガ

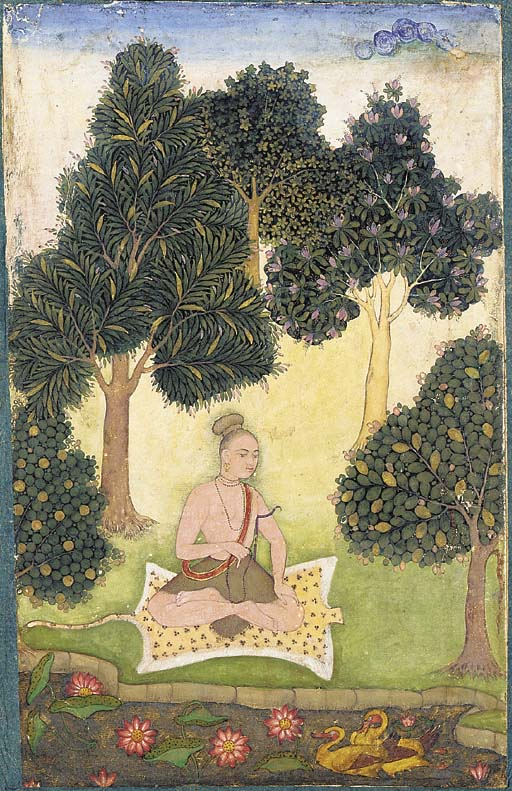
庭園に坐すヨーギー

ヨーガまたはヨガ（サンスクリット: योग; 発音 [joːɡɐ] ( 聞く)）は、古代インド発祥の伝統的な宗教的行法であり、瞑想を主とする。現代においては身体的エクササイズも含まれる。どうして、ヨガは宗教行為なのかというと、シヴァ神を主神とする営為であるからだ。他の神であると喜ばしい修行であるはずだが、苦行であったり、禁欲であったり、心の働きを順番に止めて行くことに破壊神を信奉する特徴がある。
元来は、心身、感覚器官を鍛錬によって制御し、精神を統一し、心の働きを止滅させ（不動心）、古代インドの人生究極の目標である輪廻からの「解脱（モークシャ）」に至ろうとするものである。
漢訳は相合、成、摂、成就、精勤修行など、音訳は瑜伽（ゆが）。仏教とヒンドゥー教の修行法の源流であり、インドでは宗教・宗派の違いを超え、インドの諸宗教と深く結びつき、バラモン教、ヒンドゥー教、仏教、ジャイナ教等の修行法として行われ、多様な展開を見た。ヨーガは、インド的・仏教的な伝統において、悟りに至るための精神集中や心の統一を伴う行法自体と、その世界をトータルに表す言葉である。
静的な瞑想であるヨーガの流れとは別に、密教ではタントラ的ヨーガが行われた。仏教がヨーガを重視することでヒンドゥー教のヨーガとの融合が進み、10-13世紀には、活動的・身体的変容論を含む、タントラ的で動的なヨーガであるハタ・ヨーガがある程度完成をみている。
また、智慧のヨーガ、神への信愛のヨーガ、行為のヨーガといった宗教実践の道の意味でも用いられる。
1990年代後半から世界的に流行している、身体的ポーズ（アーサナ）を中心にしたフィットネスのような「現代のヨーガ」は、宗教色を排した身体的なエクササイズとして行われているが、宗教的実践である「本来のヨーガ」とは別の潮流である。

## 概説
森林に入り樹下などで沈思黙考に浸る修行形態は、インドでは紀元前に遡る古い時代から行われていたと言われている。古ウパニシャッドの『カタ・ウパニシャッド』では、感覚器官（インドリヤ、感官）の堅固な総持（制御）がヨーガであるとされており、インドの宗教・仏教の研究者奈良康明は、ヨーガを簡潔に説明すると、呼吸を調整しながら、あるものを思念瞑想し、ついには恍惚状態となってその対象と合体する技法であるとしている。インド哲学研究者の島岩は、基本的に意識を一点に集中する瞑想の技法であり、心の働きを止滅させることを目的とすると説明している。インド思想研究者の保坂俊司は、インド的・仏教的な伝統においては、悟りに至るための精神集中や心の統一を伴う行法自体と、その世界をトータルに表す言葉として「ヨーガ」があり、密教の手法を含めた瞑想法、念仏、唱題、座禅など 仏教の行のすべてはヨーガの範疇に入るとしている。
ヨーガは元々、肉体の訓練と精神の修練が固く結びついた宗教的救済技術であり、解脱や宗教的至福を目的とする。身心の諸訓練と健康の保持を目的とする実際的な「技術」という性格が強いが、当初は健康を目的とはしていなかった。
梵我一如を達成し再度の死（輪廻）を脱する解脱は、伝統的に特定のバラモンのみが行える祭式の力によって可能になるとされていたが、誰でも実践できる修行、苦行によって、のちにヨーガ（静的なヨーガ）によって達成できると考えられるようになった。ヨーガの伝統は紀元前7 - 6世紀ごろに萌芽がみられるが、ヨーガという言葉及び思想は、インドの長い歴史においては比較的新しいものである。
ヨーガはインドの諸宗教で行われており、仏教各派でもそれぞれ独自の修行法が発展した。紀元前4 - 6世紀には、仏教の開祖であるブッダ（ガウタマ・シッダールタ、釈迦）、ジャイナ教の開祖マハーヴィーラ（大雄）が、当時はまだ未発達だったヨーガの伝統に沿って瞑想修行を行っており、ジャイナ教でもヨーガの修行は必須となっている。
仏教でいう禅定や止観、またはマンダラを用いた瞑想法なども広義のヨーガといえ、ヨーガの行法は中国・日本にも伝えられた。
初期仏教 - 大乗仏教におけるヨーガ
個体の精神的至福を追求するヨーガの行法は、初期仏教において重視された。仏教が誕生し衰退するまでの5・6世紀 - 10・13世紀には、インドのヨーガにおいて仏教のヨーガが主流もしくは大動脈の一つであった。古ウパニシャッド時代の初期には、正統バラモン階級は解脱の可能性は祭式によって生じるものだと考えており、個人がヨーガの実践を通して智慧を得て解脱する道は、仏教のような（正統バラモン階級から見て）異端の集団でまず重視されるようになった。保坂俊司によると、ブッダはヨーガを万人に解放された智慧による解脱の道として重視して再構成し、大転換をもたらした。
ヒンドゥー教（バラモン教）の古典ヨーガの発展に先行し、3 - 5世紀のインドの大乗仏教では、ヨーガの実修を好む瑜伽師(ゆがし、ヨーガ行者)によって、般若の空の思想と修行者のヨーガの最中の体験をベースに、徹底した主観的観念論の哲学体系を構築した瑜伽行唯識派（瑜伽行派、ヨーガチャーラ）が生まれた。彼らはヨーガの実修を通じ、人間が日常的に経験する事象はすべて心が作り出したイメージでしかなく、心そのものは存在せず、根源的な心識のみが唯一の実在である（唯識）と説き、この唯識観を理解し己のものとし最終的に悟りの境地に到達するには、ヨーガによる段階的な実践があってはじめて可能になるとした。
日本には仏教の修行法としてヨーガが伝わり、長い伝統を持つが、日本人の伝統精神がインドのヨーガに通じていると認識している日本人はほとんどいない。
バラモン教（ヒンドゥー教）の古典ヨーガ
勢いが衰えていたヴェーダの宗教が仏教や土着の信仰を取り入れて生じたバラモン教（ヒンドゥー教）もまた、個体の精神的至福の追及を重視するようになった。正統バラモン教のヨーガ（古典ヨーガ）は、4-6世紀ごろに体系化されたと考えられている。古典ヨーガによる解脱を目指すヨーガ学派（瑜伽派）の教典『ヨーガ・スートラ（瑜伽経）』が現在に残されているが、ヨーガの萌芽がみられた紀元前6-7世紀から1000年以上後に成立している。ヨーガの発祥からかなりの時間が経過しており、ヨーガ学派の伝統の中には様々な瞑想体系が取り入りこまれ、仏教の影響がうかがえる。仏教の理論がバラモン教のヨーガの体系付けに取り入れられたと考えられており、バラモン教と仏教は相互の影響が強く、不可分の関係であるといえる。しかし、『ヨーガ・スートラ』が仏教の影響を受けていることは、インドのヨーガ関係者の間ではあまり重視されていない。
『ヨーガ・スートラ』前後に成立した後期の古ウパニシャッドは、ヨーガの実践を説くことが大きな特徴の一つであり、正統バラモン教ではヨーガ学派に限られずヨーガが行われた。ウパニシャッドの梵我一如思想の流れをくむ解脱への道ジュニャーナ・マールガ（智道、知識の道）では、感覚器官を抑制し、輪廻の根源となる行為、さらにその根源である欲望を断つ必要があったため、感覚器官と心の動きを抑制するヨーガは解脱への手段として重視された。とはいえ、ヨーガ学派はヨーガ自体を解脱への方法と見做したが、ヒンドゥー教全般で見ると、ヨーガは解脱への道の一種の補助的な手段に過ぎない。
中世のタントラ的ヨガ
ヒンドゥー教の修行者は苦行を行ったが、苦行は苦行者だけでなく、祭祀においても浄め等のために行われたので、祭祀を通じて一般化し、ヨーガも影響を受け、後代では苦行が採用されるようになった。
ヒンドゥー教での救いへの道は上位カーストの男子に限られ、中世には、下層民にも救済の道を開こうと、人格神への熱狂的信愛であるバクティ、現世を肯定し欲望を解脱のエネルギーに変換しようという民衆のタントラの宗教的潮流が生じた。タントラ化した仏教である密教では象徴を用いて仏と合一（ヨーガ）することが目指されたが、8世紀になると、ヒンドゥー教シャークタ派やシャクティ（性力）信仰から影響を受けたとされる男性原理と女性原理の合一を目指すタントラ仏教（後期密教）が登場し、性ヨーガも実践された。
タントラの潮流の中で、ヒンドゥー教ヨーガもタントラ化し、性的・動的な要素を持つヨーガとなった。肉体的・生理的な鍛錬（苦行）を重視し、気の流れを論じ、肉体の能力の限界に挑み、大宇宙の絶対者ブラフマンとの合一を目指すハタ・ヨーガとそのヴァリエーションである。「ハタ」は「力、暴力、頑固」などを意味する。ハタ・ヨーガの教義的意味は、シヴァとシャクティ、太陽と月、個体と宇宙などの二元を速成なる統合を行う「速成の」ヨーガである。ハタ・ヨーガはヨーガの密教版ともいうべきもので、11-12世紀のシヴァ派ナータ派（ナート派）のゴーラクシャナータ（ヒンディー語でゴーラクナート）を祖とし、ナータ派は半仏教徒的な、半シヴァ派的な両者の混じり合った形態だった。ムドラー（印相）や、プラーナーヤーマ（調息、呼吸法）、シャットカルマ（浄化法）などの身体的修練を重視し、肉体こそ解脱を現証すべき聖地であり、肉体の鍛錬が唯一の儀礼であると説いて、正統派ヒンドゥー教の神像の礼拝儀礼や聖地巡礼を形骸化した形式主義と批判した。
ハタ・ヨーガの主張はヒンドゥー教のシヴァ派やタントラ仏教（後期密教）の聖典群（タントラ）、『バルドゥ・トェ・ドル（チベット死者の書）』の説と共通点が多く、プラーナ（生命の風、気）、ナディー（脈管）、チャクラ（ナディーの叢）が重要な概念となっている。ハタ・ヨーガとチャクラの理論が密接に結びついているのに対し、古典ヨーガとチャクラの理論に直接の関係はない。仏教もタントラを取り入れ密教（仏教タントラ）が生じたが、ヒンドゥー教のタントラより密教の様々な教派が先行して発展おり、ハタ・ヨーガの身心観は、密教のヨーガにもみられる。性的観念を用いる密教の性ヨーガは、インド密教からチベット密教に受け継がれた。
現代のヨーガ
今日ヨーガと呼ばれるものの多く動的なヨーガだが、伝統的なハタ・ヨーガの流れとは別である。1990年代後半から、身体的ポーズ（アーサナ）に重点を置いたヨーガがアメリカ、イギリスなどの英語圏を中心に世界的に流行している。現代では、一般に“ヨーガ（ヨガ）”または“ハタ・ヨーガ“と呼ばれるものの多くは、このヨーガを指している。この近現代のヨーガは、日本においてもアメリカなどの影響により、今世紀に入って爆発的な広がりを見せている。その特徴は「アーサナ（ポーズ）」の実践にある。宗教学者のエリザベス・ド・ミシェリスはこうしたヨーガを「現代体操ヨーガ（Modern Postural Yoga）」と呼んでいる。この現代の「ヨーガ教室」等で教えられているヨーガは、20世紀前半のインドで西洋の体操やボディビルディングなどの外来の身体鍛錬を取り入れてインド人のための国産エクササイズを作ろうとする動きから生まれた「創られた伝統」を直接的な起源としており、マーク・シングルトンは、現代のヨーガと元来のヨーガにおける「yoga」とは似て非なる「同音異義語」であると評している。
このヨーガは、アメリカで「スピリチュアルな実践」とも解釈されている。多くの現代人はヨーガに「インド古来の、何か難しいポーズをとる、健康に良いらしいもの」というイメージを持っており、現代ヨーガは流派によって練習内容が異なりはしても、「古代インドの修行法」「アーサナ（ポーズ）・呼吸（プラーナーヤーマ＝調息）・瞑想」」、「科学的に検証された健康に良い効果」という3点から構成され、この神話的要素ともいえる3つの絡み合いが魅力になり、人気を博しているという論がある。しかし、現代ヨーガのチャクラ理論は、西洋人オカルティストによってハタ・ヨーガの身心論をもとに20世紀にアレンジされたものであり、古代インドの概念ではない。ヨーガの歴史は、古来より続く、時代を超越した一つの伝統的な修行法というロマンティックな物語として、一般に（特にマーケティング戦略として）かなり広まっているが、こうした物語は西洋人のロマンティックなオリエンタリズムや東洋学の影響を受けている。もともと宗教的実践であったヨーガは対価を払って習うような「商品」ではなかったが、広くブームになっている現代のヨーガは、専門スタジオやフィットネス・クラブにおいて有料で提供される「商品」となっている。
近現代のヨーガの歴史に関する研究は、エリザベス・ド・ミシェリス、ジョセフ・アルター、マーク・シングルトンなどの学者によって、この20年の間に着実に発展してきた。主にインドのイギリス植民地時代の最盛期からの発展と変容に焦点を当て、18世紀から21世紀までの実践と思想の流れを探求し、今日一般的にみられるヨーガがどのように徐々に形成されたのか解明されてきた。こうした研究により、ヘンリー・トーマス・コールブルックのような東洋学者、ヴィヴェーカーナンダといったインドの著名人、そして神智学協会、ヨーロッパのボディビルや体操のグループまで、多様な団体の影響が明らかになってきている。
健康への効果と危険性
現代ヨーガは、健康法として多くの効果が喧伝される一方、心身に対する様々な危険性も指摘されている。
現代ヨーガの利便性と危険性
また現代では、様々な文献が翻訳・執筆され容易に入手できるので、書籍や映像により独習されることも少なくない。ヨーガを取り入れていたオウム真理教の教祖麻原彰晃は、正規のグルにつかず文献を基に独学で修行しているが、このことがのちに様々な問題を生ぜしめた要因の一つであるとも言われている。その一方、アヌサラ・ヨーガやビクラム・ヨーガといった巨大ヨーガ教室のトップがセクハラ、パワハラ、性犯罪で告発されるなどの権力の乱用もあり、商業化された現代のヨーガで、指導者に帰依することは妥当かどうか疑問も持たれている。
欧米・日本における女性化
ヨーガはインドでは伝統的におおむね男性のものであり、現在もインドでは指導者の大部分が男性であるといわれるが、欧米では指導者も実践者も主に女性で、女性的な実践として受容されている。日本では、オウム真理教事件後にイメージを一新しようとフィットネス的ヨーガを若い女性にターゲット広め、流行したため、この傾向がさらに顕著であり、都市部より地方で極端に女性実践者が多い。現代日本のヨーガでは、「美」の観念が強調され、マタニティ・ヨーガや親子ヨーガなど妊娠・出産という生殖を中心とした女性身体への意味づけをめぐる実践が活況である。また、ヨーガは伝統的に性とのつながりが強く、欧米ではヨーガの実践でセックスが向上するという考えはよく見られ、それを目的にヨーガを行う人も少なくないが、日本では生殖に直結する文脈を除き、性的な要素はほぼ完全に排除されている。

## 「ヨーガ」という言葉
サンスクリット語のヨーガ (योग) は、「牛馬にくびきをつけて車につなぐ」という意味の動詞 根√yuj（ユジュ）から派生した名詞で、「結びつける」という意味もある。つまり語源的に見ると、牛馬を御するように心身を制御するということを示唆しており、「軛（くびき）」を意味する英語yokeと同根である。『リグ・ヴェーダ』では、精神統一や瞑想を意味する yoga の用法はほとんど見られない。バラモン階級を中心に伝承されたのは祭式（祭儀）や呪術を中心とする信仰であり、アーリア人が祭祀に行うことで目指したのは yoga-kṣema（労働と休息、獲得と所有）であり、一般的に言うと「幸せ」「快適」であったといえる。この場合の yoga は、幸せを獲得することであった。「牛馬にくびきをつけて車につなぐ」から派生し、乗り物、実施、適用、手段、方策、策略、魔術、合一、接触、結合、集中、努力、心の統一、瞑想、静慮（じょうりょ）という意味がある。最初は具体的にものを結び付けるという意味で使われ、次いで抽象的なものの結びつきについて使われるようになり、さらに心と対象との結びつきを意味するようになったと考えられる。
ヨーガが発展し体系化していった初期には、心を三昧に結び付けるというように「結合」「合一」を意味しており、『ヨーガ・スートラ』は「ヨーガとは心の作用のニローダである」（第1章2節）と定義している（ニローダは静止、制御の意）。森本達雄によると、それは、実践者がすすんで森林樹下の閑静な場所に座し、牛馬に軛をかけて奔放な動きをコントロールするように、自らの感覚器官を制御し、瞑想によって精神を集中する（結びつける）ことを通じて「（日常的な）心の作用を止滅する」ことを意味する。

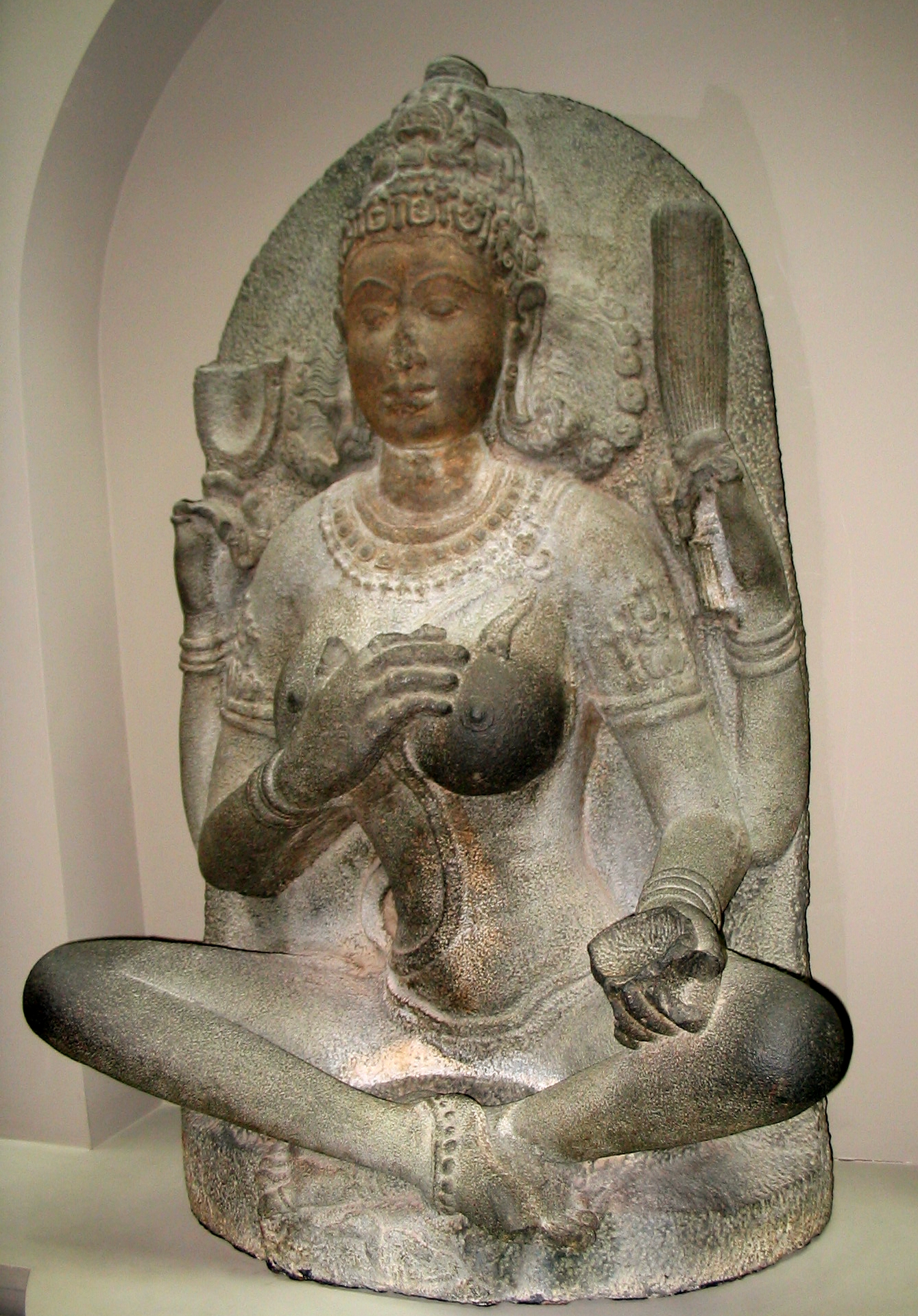
ヨーギニー女神の像、10世紀

日本では一般に「ヨガ」という名で知られているが、サンスクリットでは「यो」（ヨー）の字は常に長母音なので「ヨーガ」と発音される。漢訳は相合、成、摂、成就、精勤修行など、音訳は瑜伽（ゆが）。中国で瑜伽は瑜伽行唯識派の呼称でもあったため、区別のためか、修行法としてのヨーガを指す言葉としてはあまり使われていない。
古典ヨーガ（ラージャ・ヨーガ）やハタ・ヨーガという時のヨーガが指しているのは、行法でありその体系であった。古典ヨーガの経典『ヨーガ・スートラ』よりも新しいヨーガを伝える『バガヴァッド・ギーター』はヨーガの聖典でもあるが、ここでのヨーガの用法は『ヨーガ・スートラ』より広く、宗教実践の道や方法、修行全般をも意味すると解釈できる。仏教ではヨーガという言葉は、修行の正しいあり方といった意味でも使われていた。
ヨーガの行者は日本では一般にヨーギーまたはヨギと呼ばれるが、ヨーガ行者を指すサンスクリットの名詞語幹は男性名詞としてはヨーギン (योगिन्、瑜祇)、女性名詞としてはヨーギニー (योगिनी、瑜伽女) であり、ヨーギーはヨーギンの単数主格形（日本語にすると「一人の男性行者は」）に当たる。インド研究家の伊藤武によると、サンスクリット語のヨーギニーに「ヨーガをする女性」の意味はない。現代日本ではヨーガを行う女性を俗にヨギーニと呼ぶことがあるが、前述のようにサンスクリットでは「ヨー」は常に長母音なので、女性名詞はヨーギニー (yoginī) であってヨギーニではない。ヨギーニは英語読みに由来する発音だと説明する本もあるが、英語の発音は /'joʊgəni/ （ヨウギニ）または /'joʊgəniː/ （ヨウギニー）である。ヨギーニという日本固有の新しい呼称には、ヨーガに付いたオウム真理教のイメージを払拭しようというヨーガ関係者の意図があるようである。
修行者は男性であった。タントリズムの性的ヨーガにおいて、男性行者の性行為の相手をする女性がヨーギニーと呼ばれていた。南インドで、親が娘を神殿や神（デーヴァ）に嫁がせる宗教上の風習デーヴァダーシー（神の召使い）の対象となった女性もヨーギニーと呼ばれた。彼女たちは伝統舞踊を伝承する巫女であり、神聖娼婦、上位カーストのための娼婦であった（1988年まで合法であった）。

## インドの歴史

### ヨーガ以前

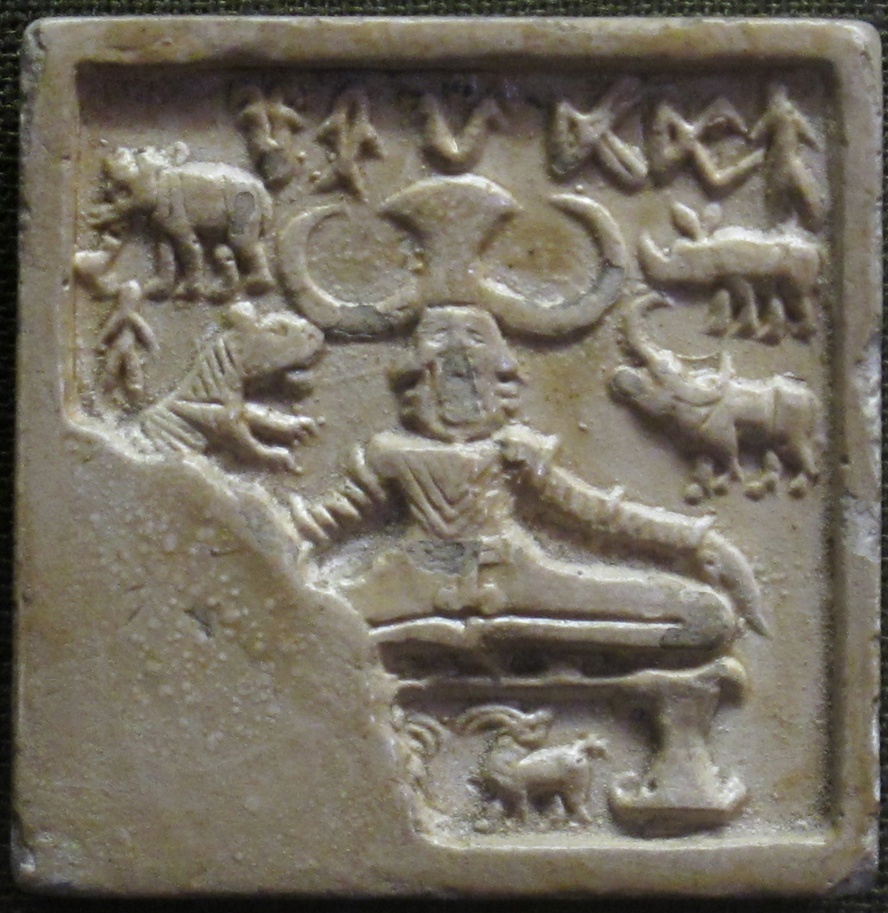
紀元前2500-1500年ごろの彫像

ヨーガの起源には不明な点が多く、その成立時期を確定することは難しい。ヨーガの起源を最も古くに見るものは、紀元前2500年-1800年のインダス文明に、その遠い起源を持つとするもので、これは20世紀初頭の考古学者達によって考え出されたものである。1921年にモヘンジョ・ダロとハラッパーの遺跡を発掘した考古学者のジョン・マーシャルらは、発掘された印章に彫られた図像を、坐法を行っているシヴァ神の原型であると解釈した。そこから宗教学者エリアーデも、これを「塑造された最初期のヨーガ行者の表象」であるとした。近代に至るヨーガの歴史を研究したマーク・シングルトンは、この印章がのちにヨーガと呼ばれたものであるかは、かなり疑わしいものであったが、古代のヨーガの起源としてたびたび引用されるようになった、と述べている。日本で出版されているヨーガに関する書物でも、インダス文明にヨーガの起源をみるとする立場を取るものも多い。
しかし、佐保田鶴治も指摘するように、このような解釈は、あくまで推論の域を出ないものであるという。インダス文明には、文字らしきものはあっても解読には至っておらず、文字によって文献的に証明することのできない、物言わぬ考古学的な史料であり、全ては「推測」以上に進むことはできない、と佐保田は述べている。また、インド学者のドリス・スリニヴァサンも、この印章に彫られた像をシヴァ神とすることには無理があり、これをヨーガ行法の源流と解することに否定的であるとしている。近年、このようなインダス文明起源説に終止符を打とうとした宗教人類学者のジェフリー・サミュエルは、このような遺物からインダス文明の人々の宗教的実践がどのようなものであったかを知る手がかりはほとんど無いとし、現代に行われているヨーガ実践を見る眼で過去の遺物を見ているのであり、考古学的な遺物のなかに過去の行法実践を読み解くことはできないとしており、具体的証拠に全く欠ける研究の難しさを物語っている。
インダス文明は、アーリア人のインド侵入とともに衰退したともいわれる。アーリア人が紀元前12世紀ごろに編纂した『リグ・ヴェーダ』などのヴェーダの時代には、「ヨーガ」やその動詞形の「ユジュ」といった単語がよく登場するが、これは「結合する」「家畜を繋ぐ」といった即物的な意味で、行法としてのヨーガを指す用例はない。比較宗教学者のマッソン・ウルセルは、「ヴェーダにはヨーガはなく、ヨーガにはヴェーダはない」（狭義のヴェーダの時代）と述べている。その後、先住民（ドラヴィダ人）の土着信仰がアーリア人の正統バラモン思想圏に取り入れられる中で、瞑想や修行を基礎とする宗教的な行為としてのヨーガの思想実践が発展していったと思われる。
広義のヴェーダ文献の最後に当たるのが、ウパニシャッド（奥義書）であり、バラモン教の一群の聖典を指す言葉である。ウパニシャッドの基本思想は、多様多彩で変化し続けるこの現象世界には、唯一不変の実体（ブラフマン、梵）がその本質として存在し、人間の個体の本質（アートマン、我）はブラフマンと同一であるという梵我一如の思想である。個人の本体は大宇宙の本体と同一であり、何らかけたところのない自身の本体を把握する者は、大宇宙の本体を我が物とできると考えられた。こうした実感は、ウパニシャッドの哲人たちにより詩のような形で断片的に語られていたが、徐々に論理的に整理されていった。
ウパニシャッドの時代では、単語としての「ヨーガ」が見出される最も古い書物は、紀元前500年-紀元前400年の「古ウパニシャッド初期」に成立した『タイッティリーヤ・ウパニシャッド』である。この書では、ヨーガという語は「ヨーガ・アートマー」という複合語として記述されているが、そのヨーガの意味は「不明」であるという。紀元前6世紀から4世紀に成立したと考えられる『シュヴェーターシュヴァタラ・ウパニシャッド』では、ヨーガの実践はまだ明確に定義されていない。
紀元前5世紀には、ガンジス川平地で政治的経済的な発展があり、小さな国の首領だったものクシャトリア（王族・武士）階級は、新たに生まれた都市の支配者層になり、ヴァイシャ（商人）階級は、経済発展に伴って富を蓄積し力を得た。世襲の祭祀階級であったバラモンは、諸神崇拝の祭祀・呪術を担っていたが、その祭祀主義は形式化し、それまでの権威を失っていた。クシャトリアとヴァイシャは、バラモン階級の人々と同様またはそれ以上の社会的地位を彼らに与える新しい宗教に関心を持った。世俗を離れて出家しさまざまな新しい思想を展開する宗教者たちが現れ、彼らは沙門（サマナ、励む人の意味）と呼ばれた。このような中生まれたのが、仏教とジャイナ教であり、開祖のブッダ（ガウタマ・シッダールタ、釈迦。紀元前5世紀ごろ）とマハーヴィーラはともにクシャトリヤ出身で、紀元前5世紀ごろの人物である。仏教とジャイナ教は、ともに正統バラモン教からは異端とされている。

### 仏教

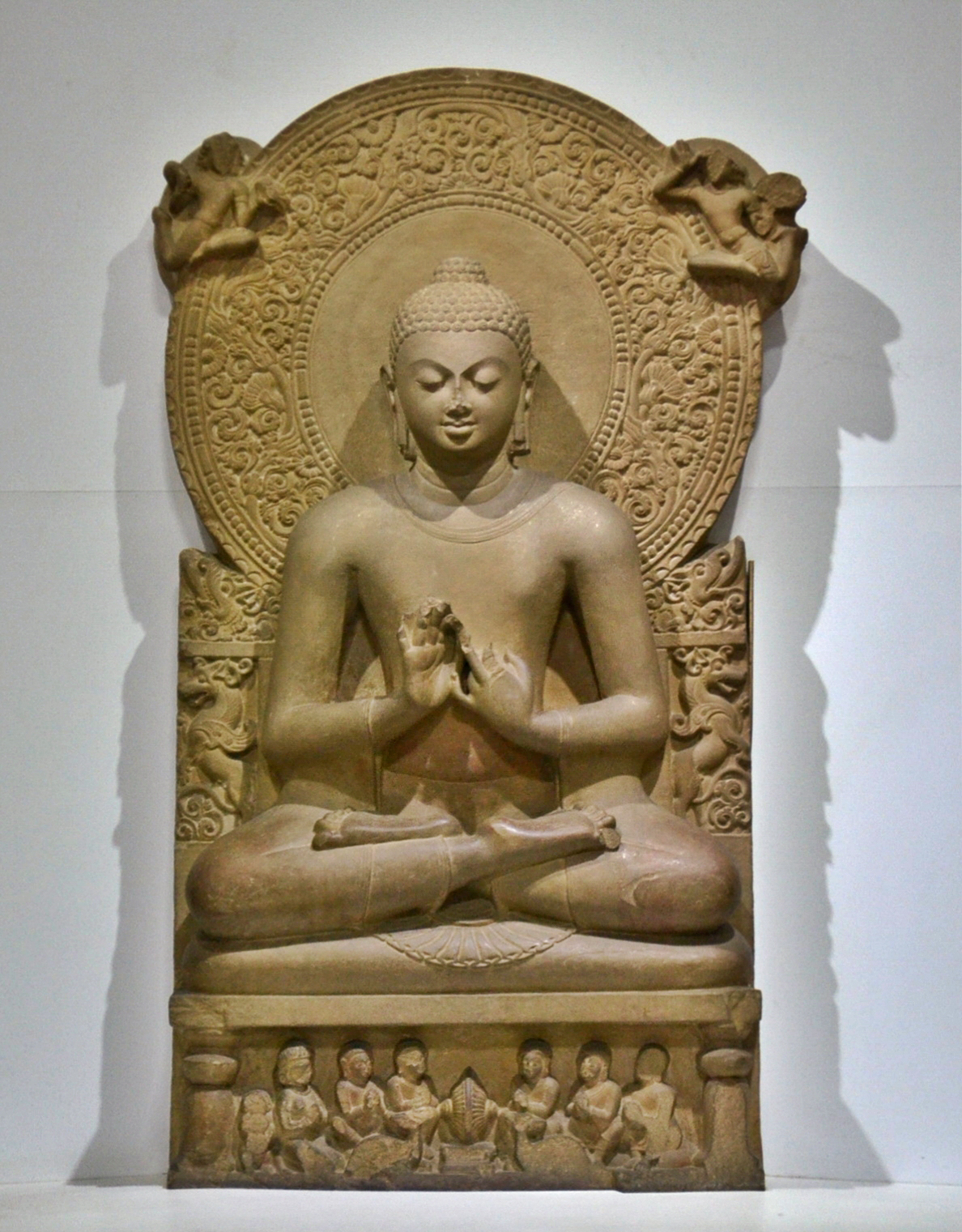
ブッダの像

ブッダは当時禅定の第一人者と言われていた二人のバラモンから、無所有処定（心を静めて何らこだわるところがないという禅定（精神集中のヨーガの瞑想））と、非想非非想処定（何かを心の中に思っているのではなく、また思っていないのでもないという禅定）に学び、すぐに師と同じレベルに達した。しかし、この種の精神集中のヨーガ、集中による無念無想の無思考は、心理的な心の鍛錬ではあり、瞑想の間だけは無欲望になるが、それ自体は盲目的であり、瞑想中にあたかも「不動の境地を得た（悟り）」または「不動の真理に合一した」と感じても、瞑想が終われば再び心は動揺してしまう。一時的なものであり、ブッダはこのやり方では安らぎの境地（涅槃）、世界存在の根本を貫く真実である悟りに達することはできないと感じ、師の元を離れた。
続いて6年の間、禅定と並ぶ実践修行であった苦行（タパス）を行った。呼吸の抑制法、断食などの苦行と共に瞑想も行い、これまで以上に精神統一を行ったが、満足できる境地に至ることはできなかった。青年時代に父と主に農耕の祭りに外出した際に、樹の下に坐して初禅（身心一致し安定した状態）に達したことを思い出し、体を癒し、菩提樹の木の下で瞑想し、悟りに至った。
心の働きを止滅させるヨーガの瞑想を「止（サマタ）」と呼ぶが、ブッダはこの行法により、人間の「苦」の根本原因が「無明」であることを自覚し、「十二因縁」を順逆に観想する「観（ヴィパッサナー）」によって「無明」を脱したとされる。経蔵中部の『聖求経』に説かれるところによると、ブッダが悟りに至るまでの段階は、尋（省察作用）・伺（考察作用）・喜（喜び）・安楽（安らぎ）のある瞑想から、不苦・不楽・自然清浄に至るまでの4段階の四禅と、無変な虚空を思い念ずる境地（虚空無辺処）、認識作用の無辺さを思い念ずる境地（識無辺処）、無所有を思い念ずる境地（無所有処）、非想非非想処定、思いや感覚の働きが止滅し、智慧によって観じ煩悩が完全に滅した境地（想受滅）までの9段階に整理されるであろうと考えられる。ブッダの悟りの内容には複数の伝承があるが、平木光二は、要するに智慧と慈悲心を獲得し解脱に至ったと説明している。悟りの内容については諸説がある。
仏教は、ヴェーダの祭祀思想を個人化、内面化した先に成立した。当時の修行者の多くは、呪力の獲得、天界への再生、無限の至福の獲得といった現実的で個人的な目的をもって修業を始めたが、ブッダは「善」という抽象的かつ普遍的なものを求めて出家し、そこには個人的救済観を超えた普遍性があった。これは、彼が王子であったことが大きく影響していると思われる。ブッダの意識の中に倫理性を問題としない現世利益や来世利益を追求する呪術的なヨーガはなかったと思われ、仏教はバラモン教のような祭祀を認めず、祭祀文献は一切受け継がなかった（ただし、のちにタントラを取り入れた密教は祭祀を行うようになった）。
呪術性が強く、集中の行であったヨーガは、ブッダによって、徹底観察・考察を目指す、智慧の獲得のための行というパラダイムの転換がなされた。仏教の瑜伽行（ヨーガ）は、ブッダが悟った「止」と「観」が同時に行われる止観である。ヨーガ観法（瞑想法）を取り入れて、この祈りと瞑想の技術が多様に発展したことが、仏教の特徴であるといえる。また、バラモン教に先行して、哲学的思索を深め教理体系（論蔵＝アビダルマ）を作り上げている。
仏教で出家者は、日常生活において従うべき実践的規律「戒（シーラ）」を守り身心を拘束することで欲望の制御を学び、瞑想すなわちヨーガ観法「定（サマーディ。静慮、禅那、禅定、思惟修とも）」を実践するという2つの「修行」の過程を経、仏教哲学の理論「慧」（パンニャー、般若）を学ぶ。この「三学」によって悟りを得ることを目指す。仏教では、悟りに導く智慧（聞思修、洞察）を修行の段階によって分類しており、他人から教えを聞いて了解する智慧（聞所成慧）、道理を考察して生ずる智慧（思所成慧）、瞑想の実践によって体得する正しい智慧（修所成慧、観想）の3つがある。悟りは思考で到達できるものではなく、瞑想の実践によって生じる智慧によって到達できると考えられているため、修所成慧が最も重視されている。

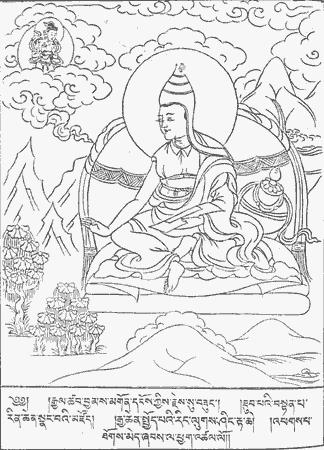
瑜伽行唯識派の開祖といわれるマイトレーヤナータ（弥勒）

西暦前3世紀半ばからの約550年間、根本分裂の後に生まれた部派仏教の繁栄と、大乗仏教の発展がみられた。3 - 5世紀のインドの大乗仏教では、ヨーガの実修を好む瑜伽師(ゆがし、ヨーガ行者)によって、般若の空の思想と、修行者のヨーガ行の最中の体験、外界の存在や心象が消えうせ根源的な心識のみが唯一の実在として残る（唯識）体験を教義のベースとした思想体系が生まれた。この学派は瑜伽行唯識派（瑜伽行派、ヨーガチャーラ）と呼ばれ（ヨーガ学派と呼ばれることもあるが、バラモン教のヨーガ学派とは別である）、中観派と並び大乗仏教思想の中核の一であった（中観派では観行という行法が行われた）。瑜伽行唯識派の基本的論書として『ヨーガーチャーラ・ブーミ・シャーストラ（瑜伽師地論）』がある。『ヨーガーチャーラ・ブーミ・シャーストラ』では「信・欲・精進・方便」がヨーガであるとされ、正行（悟りを得るために実践しなければならない正しい修行）の要件がすべて含まれるとされる。
瑜伽行唯識派は、外界の対象の存在を否定し、人間が日常的に経験する事象はすべて心が作り出したイメージ（相）にすぎず、心そのものは存在せず、全てはイメージを作るものと作られるものの仕組みに還元されるという徹底した主観的観念論の哲学体系を作り、諸事象を現象せしめる原動力としてアーラヤ識（阿頼耶識、根本蔵識）を創案した。瑜伽行者の止観行の深まりのプロセスとして、「資糧位」・「加行位」・「通達位」・「修習位」・「究竟位」の「五位」が説かれた。
瑜伽行唯識派は、中国の玄奘・基を通じ、日本の法相宗の伝統に連なる。
7世紀の法相宗の僧である円測（玄奘の門下）は『解深密経疏』で、一切乗（上座部仏教と大乗仏教）の境（対象）・行（方法）・果（結果）のすべてが広義の瑜伽に含まれ、狭義には止観であるとしている。

### 古典ヨーガ以前
ヨーガを本格的に扱うウパニシャッドは、仏教の影響を受けて成立しており、ブッダ以後に成立した「中期ウパニシャッド」では、ヨーガの技法と初期ウパニシャッド以来の形而上学が合わさり、ウパニシャッドで初めて禅定や三昧などの行法が記載された。紀元前350年-紀元前300年ごろに成立したのではないかとされる「中期ウパニシャッド」の『カタ・ウパニシャッド（カータカ・ウパニシャッド）』には、ヨーガの最古の説明が見い出すことができる。ヨーガが初めて内面的修養法をはっきりと指すようになり、知覚器官、マナス、ブッディが徹底的に統御された状態がヨーガであり、それが最上最高の境地であり、自己認識がヨーガの崇高なる目的であるとされている。『その原因が、サーンキヤとヨーガによって到達されるべきものである神と知って、一切の束縛から解放される。』という記述があり、サーンキヤとヨーガが解脱へ導く方法の一つであると考えられていたと推察される。その後、後期ウパニシャッドの 『Cvetacvatara-Upanisad』において、呼吸の統御について書かれ、コントロールが困難な馬を繋いだ車を御するようにマナスを抑制し、呼吸を統御し、整えながら、鼻から息を吐くという方法が示された。
『バガヴァッド・ギーター』はヨーガの聖典でもあるが、ヨーガ行者は一人で修業すべきであり、節度ある生活をし、ヨーガ修行が進んで心が統一されると、理想的な寂静に至ると説かれている。仏教と同じく苦行は否定されており、ウパニシャッドよりもさらに中庸である。『バガヴァッド・ギーター』では、カルマ・ヨーガ（行為の道）、ジュニヤーナ・ヨーガ（知の道）、バクティ・ヨーガ（信の道）が説かれ、これらは独立した道として説かれていると思われがちだが、3つのヨーガの総合が理想として提示されている。
しかし、ヨーガの目的が崇高なものであるとされるにもかかわらず、宗教学者のエリック・デントンによると、ほとんどの初期のサンスクリット文学では、ヨーガによって超自然力（シッディ、超能力）を備えたヨーギーたちは、悪役として描かれている。ヨーガを通して「アートマンとブラフマンが同一である」と悟る前に、かなりの超自然力が身につくと考えられており、ヨーギーが持つ力として、人間や動物の体や死体に入り込んでコントロールする力がよく知られていた。他に、飛ぶ、心を読む、透明になる、過去の命を呼び覚ますといった能力を持つヨーギーが描かれているが、超自然的な力はほぼ悪用されて描かれていた。17世紀までヨーギーは、おおむね黒魔術師や魔法使いとして描かれており、恐れられていたことがうかがえる。

### 古典ヨーガ

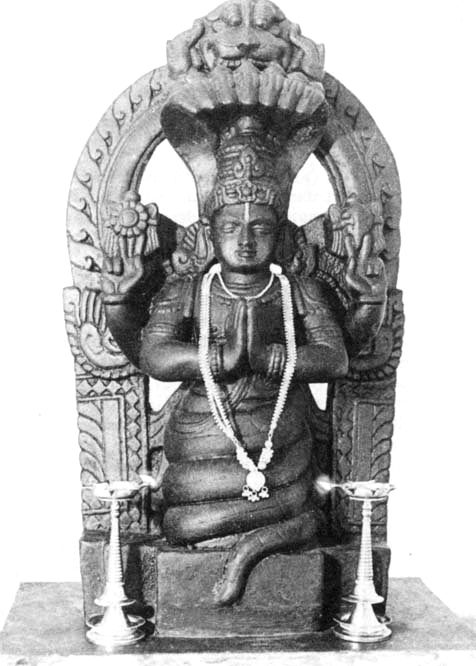
パタンジャリの典型的な像

ウパニシャッド聖典において業（カルマ）と解脱の思想が確立してからは、それにさまざまに哲学的解釈が試みられ、紀元前後にはヴェーダの権威をある程度認めるブラフマンたちによって、古典ヨーガを体系化し実践したヨーガ学派、ヨーガ学派の兄弟学派といわれるサーンキヤ学派など、いくつかの学派（宗派）が成立した。
記録に残るヨーガの最初の体系は、『マイトリー・ウパニシャッド』に記されている六支の体系であると考えられる。六支はプラーナーヤーマ（調気法）、プラティヤーハーラ（制感）、ディヤーナ（静慮）、ダーラナー（凝念）、サマーディ（三昧）の5つがのちの『ヨーガ・スートラ（瑜伽経）』の八支と共通で、ヤマ（禁戒）、ニヤーマ（抑制）、アーサナ（座法）は存在せず、代わりにタルカ（思慮）が含まれる。つまり、元々ヨーガ行者が生活において守るべき節制や瞑想を行う際の外的な条件はなく、後から付け加えられたということである。
紀元後4-5世紀ごろには、『ヨーガ・スートラ（瑜伽経）』が編纂された。同書はヨーガ学派の教典である。瞑想を主な命題とし、簡潔な短文で構成されており、4章から成る。この書の成立を紀元後3世紀以前に遡らせることは、文献学的な証拠から困難であるという。『ヨーガ・スートラ』の編纂者はパタンジャリとされているが、彼のことはよくわかっていない。『ヨーガ・スートラ』は、ヨーガの萌芽がみられた紀元前6-7世紀から1000年以上後に成立しており、ヨーガ学派のヨーガには様々な瞑想体系が取り入りこまれている。内容は様々な素材や群小教典をまとめたものと考えられ、主に心の形而上学的問題を扱う第4章は、仏教、特に大乗仏教の瑜伽行唯識派（瑜伽行派、ヨーガチャーラ）への反論がなされているため、ほかの3章より後にできたという意見もある。

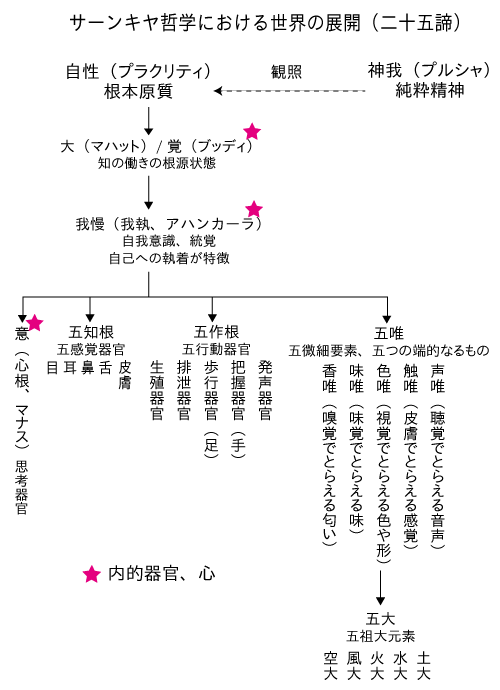
サーンキヤ学派の世界観。プルシャの観照を契機にプラクリティから現象世界（物質世界）が展開している。ヨーガ学派は、ヨーガによりプルシャとプラクリティの関係を断ち独存の状態に戻すことを目指す。

ヨーガ学派のヨーガの目的は、ヨーガにより輪廻から解脱することである。ヨーガ学派の世界観・形而上学は、大部分をサーンキヤ学派に依拠しており、プルシャ（純粋精神、神我）とプラクリティ（根本物質、自性）の二元論である。ヨーガ学派では最高神イーシュヴァラの存在を認める点が、サーンキヤ学派と異なっている。『ヨーガ・スートラ』と同時期と思われる4-5世紀に編纂されたサーンキヤ学派の『サーンキヤ・カーリカー』が残されており、これが現存するサーンキヤ学派の最古の原典である。ヨーガ学派には、仏教、ジャイナ教、サーンキヤ学派の影響がみられ、さらに最高神イーシュヴァラへの祈念であるイーシュヴァラ・プラニダーナに念神思想が認められ、非常に複雑な成り立ちであることが分かる。『ヨーガ・スートラ』の思想は、仏教思想からも多大な影響や刺激を受けており、仏教の理論はヨーガの体系の構築に用いられた。石橋丈史はヨーガ学派と瑜伽行唯識派の文献を分析し、両者に親密な交流があった可能性を指摘している。
『ヨーガ・スートラ』は、現代のヨーガへの理解に多大な影響を与えており、国内外のヨーガ研究者や実践者のなかには、この『ヨーガ・スートラ』をヨーガの「基本教典」であるとするものがある。マーク・シングルトンは、『ヨーガ・スートラ』は当時数多くあった修行書のひとつに過ぎないのであって、かならずしもヨーガに関する「唯一」の「聖典」のような種類のものではないと指摘し、『ヨーガ・スートラ』をヨーガの「基本教典」とする理解に注意を促している。佐保田鶴治は、サーンキヤ・ヨーガの思想を伝えるためのテキストや教典は、同じ時期に多くの支派の師家の手で作られており、そのなかでたまたま今日に伝えられているのが『ヨーガ・スートラ』であると述べている。雲井昭善は、ヨーガ学派の設立には、ヴィヤーサ(Vyasa、5 - 6世紀)の註釈書『ヨーガ・バーシャ』（バーシヤ、Yoga-bhashya）の影響も大きく、同書は『ヨーガ・シャーストラ』と呼ばれ『ヨーガ・スートラ』と同じくらい重んじられたと述べている。『ヨーガ・バーシャ』や、これに対するヴァーチャスパティ・ミシュラ（10世紀ごろ）の復注である『タットヴァ・ヴァイシャーラディー』には、仏教、ジャイナ教と共にサーンキヤ学派の影響が濃くみられる。ヨーガ学派は、『ヨーガ・スートラ』とこれらを含めた数多の注釈類を含めて言うのが一般的である。
『ヨーガ・スートラ』では、ヨーガを次のように定義している。

ヨーガとは心の作用を止滅することである （『ヨーガ・スートラ』1-2）

その時、純粋観照者たる真我は、自己本来の姿にとどまることになる （『ヨーガ・スートラ』1-3）

心の作用を止滅することは、古典ヨーガのオリジナルの教えではなく、インドにおいては早くからウパニシャッドに見られ、仏教やサーンキヤ学派（数論派）など、伝統ある多くの教えで重要な課題として取り組まれてきた。心の働きを止滅させると、感覚器官（五官）によって認識される外界の対象、物理的現実、身体が消え去り、次いで苦楽や欲望などの内的な対象も感じなくなり、内官（「私」という意識の拠り所としての自我意識）も、内官の活動によって生じた「私」という意識も消え去り、主客未分の境地に至る。心の作用を止滅し、根本物質（プラクリティ）から生じた心作用がプルシャ（純粋精神）であるとする誤認を正し、心作用と同化しているプルシャ（純粋精神）を清めて本来の在り方に立ち返らせ、プルシャがプラクリティと無関係になり独存することで、輪廻からの解脱に至ると考えられた。ヨーガ学派は、絶えず揺れ動く心の作用について探求し、記憶や意識下の潜在印象が煩悩を形成する原因になると考えて、潜在印象についても深く考察した。上記の引用でいう心の作用は、日常経験の心の作用とそれを形成する潜在印象（サンスカーラ）、業（カルマ）の潜在余力（カルマサーヤ）、および残存印象（ヴァサーナ、薫習）も含めた、いわゆる現代の用語でいう広義の深層心理での心の作用を意味する。
ヨーガ学派のヨーガは、主に観想法（瞑想）によるヨーガ、静的なヨーガであり、それゆえ後世では「ラージャ・ヨーガ」（＝王・ヨーガ）と呼ばれるようになった。
『ヨーガ・スートラ』は、次の3系統の瞑想説が複合的に統合されていると考えられる。後ろ2つは、三昧の状態に関する系統の異なる2つの教説であり、仏教の瞑想説との関わりが深い。
- 八支（アシタ・アンガーニ。アシュターンガ・ヨーガ、八階梯のヨーガ）：心作用の止滅と規定されたヨーガであり、八つの段階的な実践と瞑想への展開を想定し、マニュアル的な構成になっている[20]。八支ヨーガは、ヤマ（禁戒）、ニヤーマ（抑制、勧戒）、アーサナ（座法）、プラーナーヤーマ（調気法、呼吸法を伴ったプラーナ調御）、プラティヤーハーラ（制感、感覚制御）、ダーラナー（凝念、精神集中）、ディヤーナ（静慮、瞑想）、サマーディ（三昧）の8つの段階で構成される[121][127]。仏教の八正道を基礎にまとめられていると考えられ、少なくとも八正道と八支には強い類似性がみられる[128]。『ヨーガ・スートラ』には仏教と重複する用語が頻出し[113]、ダーラナー、ディヤーナ、サマーディなどの言葉は仏教では同義語としてあまり区別されずに使われていたが、『ヨーガ・スートラ』では明確に区別されている[20]。この3つは同一の対象に行われるのでサンヤーマ（綜制）と総称される[20]。サンヤーマは純粋に心的な行法であり、心の作用の止滅に直接に働く。三昧が最も心の作用の止滅に関して重視され、ディヤーナと同じ対象だけが顕れていて、本性が無くなったかのような状態であるとされる[20]。注釈者のヴィヤーサは、「ヨーガは三昧である」と述べている[124]。『マイトリー・ウパニシャッド』の六支ヨガ、正統思想の伝統的な瞑想を引き継いでおり、瞑想が体系的に発展する前の原初的な姿を残していると考えられる[20]。

- サンプラジュニャータ・サマーディ（有想三昧）・アサンプラジュニャータ・サマーディ（無想三昧）：三昧に関する教説で、心の諸作用を「止滅させる想念」を修習する、またはイーシュヴァラ・プラニダーナ（自在神祈念、念神）によって、自意識などの想念がまだ残っている有想三昧から、想念はなくなったが未だ潜在印象の残る無想三昧へと進む[20][126]。『ヨーガ・スートラ』では無想三昧が最も存在感を持って語られており、中心的位置づけとなっていると思われる[20]。
- サビージャ・サマーディ（有種子三昧）・ニルビージャ・サマーディ（無種子三昧）：三昧に関する教説で、心の境位（心の状態）が詳細に説明されている。煩悩を作る原因がまだ残っている有種子三昧（さらに4段階に分かれる）から、対象がすべてが消え去った無種子三昧へと進む[20][126]。有種子三昧の段階を上り詰めると三昧知（直感知）が生じ、これからも潜在印象が生じるが、すでに煩悩が消滅しているため、心の作用が生じることはなく、これが無種子三昧であり真の解脱であるとされる[126]。

八支ヨーガにおける三昧は「対象だけが顕れていて本性が無くなったかのよう」と説明されているが、これは有種子三昧のなかの無尋定（ニルヴィタルカ・サマーパティ）とまったく同じ表現である。八支ヨーガの三昧は、無種子三昧の外的部門とされている。
瞑想への直接的な手段作法、三昧（無想三昧）に至る手段として、イーシュヴァラ・プラニダーナ（自在神祈念、念神）と スヴァディアーヤ（読誦）が説明されている。イーシュヴァラ・プラニダーナ（自在神祈念、念神）とは、最高神イーシュヴァラへの祈念であり、クリヤー・ヨーガ（実践ヨーガ、行事ヨーガ）、ニヤーマ（抑制、勧戒）のひとつの方法である。自在神祈念と読誦に苦行（タパス）を加えたものが、ラージャ・ヨーガに対してクリヤー・ヨーガ（実践ヨーガ、行事ヨーガ）と呼ばれる。イーシュヴァラ・プラニダーナは三昧（無想三昧）に到達する方法の一つであり、最も手近な方法であるとされる。イーシュヴァラは、ヨーガ行者にとって理想像であり、古の師たちの師、行者にとっての師であり、行者が合一を目指したり一切の行為をゆだねる対象ではない。イーシュヴァラは業（カルマ）や果報の影響を受けない特殊なプルシャであり、聖音「オーム」に象徴されるもので、心を集中させるために念ずる一実在、対象であると考えられる。よって、イーシュヴァラ・プラニダーナはダーラナー（凝念）と同列に考えることができる。
スヴァディアーヤ（読誦）とは聖句を声に出して低く唱えることであり、解脱へ導く聖典を学習することである。『ヨーガ・スートラ』の注釈書『ヨーガ・バーシャ』では、聖句を唱え、その対象、意味を念想することで、1つの対象に心を深く統一する心一境性が可能になるとされる。自在神祈念によって無想三昧に到達し、読誦によって心一境性が実現すると考えられた。
アーサナ（座法）、プラーナーヤーマ（調気法）は、瞑想への架け橋であると明言されていないが、文脈からそうであろうと考えられる。
『ヨーガ・スートラ』には、後のハタ・ヨーガのような一元論的な、個我と真我（アートマン）が合一し全ての観念が消え去った状態という明確で普遍性を持った解脱の感覚は見られない。一章を丸々使ってヨーギーに備わる超自然力（シッディ）の説明がされているが、ヨーガの目的はあくまで「心の作用を止滅すること」とされており、超自然力の習得が最重視されているわけではない。
イーシュヴァラ・プラニダーナは、熱狂的な神への帰依である後世のバクティとは別系統の思想であると考えられるが、のちに注釈家たちによってバクティやサンニヤーサ（行為の厭離・放擲（ほうてき））、行為の結果への無関心と関連づけて解説された。10世紀には古典インド哲学体系が完成したが、それを作り上げた哲人の一人ヴァーチャスパティ・ミシュラ（9-10世紀）による『ヨーガ・スートラ』の註解には、ハタ・ヨーガの述語が使われており、ハタ・ヨーガ的解釈が施されている。ヴァーチャスパティ・ミシュラは、『ヨーガ・スートラ』で説明される3種類のプラーナーヤーマは、ハタ・ヨーガのレーチャカ、プーラカ、クンバカに当たるとしている。ただし、こうした注釈家たちの後世の思想に引き寄せた『ヨーガ・スートラ』の解釈は正確な理解とはいいがたく、問題があると指摘されている。
古典ヨーガの世界観のベースである二元論のサーンキヤ学派の思想は、インドの宗教哲学の初期には根本的な影響を与え、隆盛したが、6世紀を過ぎると徐々にその思想を拒否する者もあらわれ、10世紀を過ぎると衰退した。後世にヨーガ学派やサーンキヤ学派を名乗った修行者たちの多くは、シヴァ神やヴィシュヌ神を信仰していたことが知られている。サーンキヤ学派の思想は、種々の思想と折衷され、有神論的一元論に傾斜して一元論のヴェーダーンタ学派の教義に融合されていき、統合的で包括的なヒンドゥー教の「超越的体系」が完成されていった。ヴィシュヌ派のシャクティ思想の文献には、サーンキヤ学派の二元論とヴェーダーンタ学派の一元論が共に取り入れられ、シャクティを讃える言葉として用いられた。
『ヨーガ・スートラ』は15世紀にはほとんど忘れ去られていたが、イギリス人インド学者のヘンリー・トーマス・コールブルック（1765年 - 1837年）の著作によってふたたび知られるようになった。
『ヨーガ・スートラ』は、ヨーロッパ人研究者の知見に影響を受けながら、20世紀になって英語圏のヨーガ実践者たちによって、また、ヴィヴェーカーナンダやH・P・ブラヴァツキーなどの近代ヨーガの推進者たちによって、「基本教典」としての権威を与えられていった。

### 中世

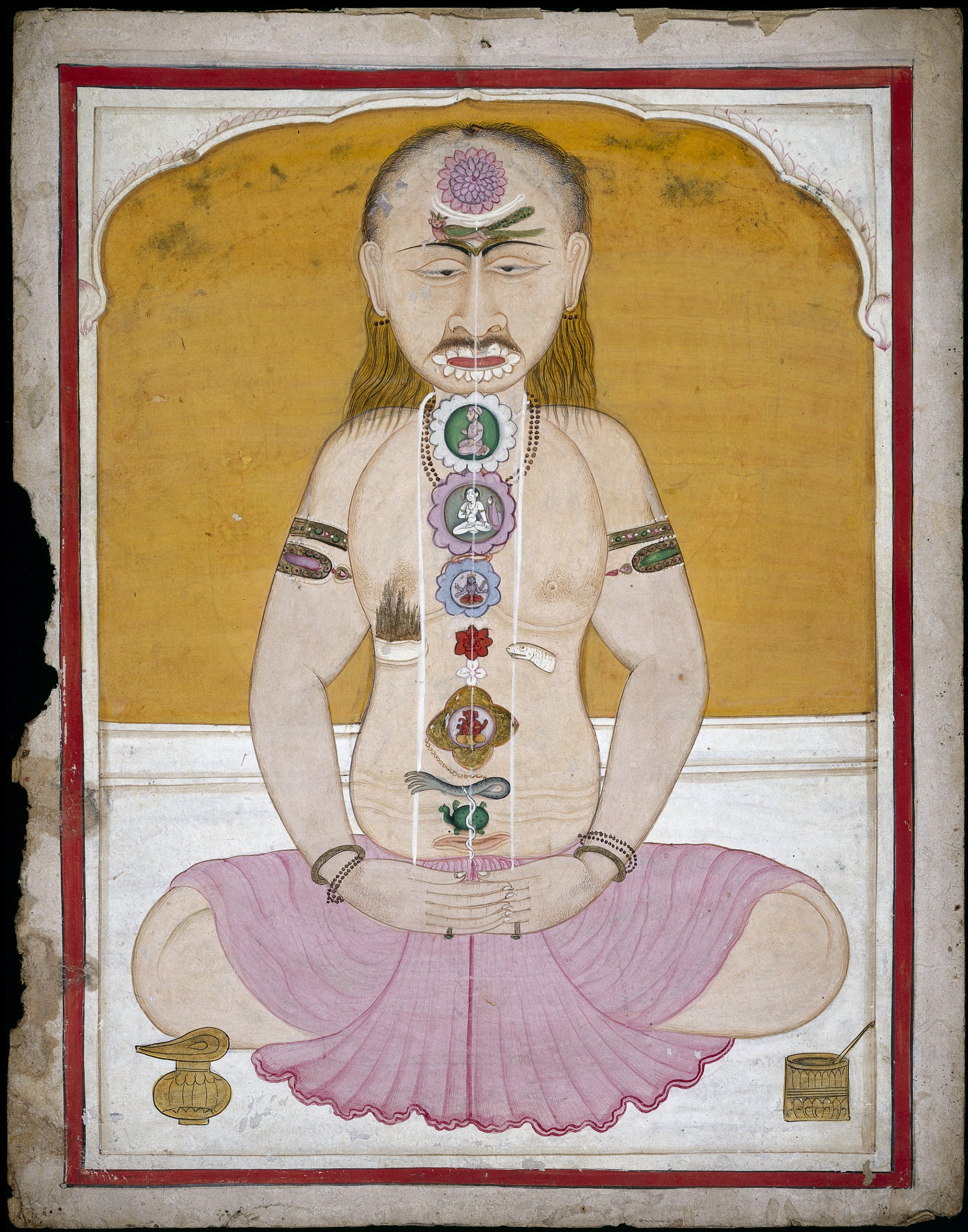
チャクラ、ナディーが描かれた瞑想するタントラ行者の図

バラモン教で説かれた解脱には、膨大なヴェーダ聖典の学習が必要であり、学習は上部3カーストの男子にしか許されていなかった。ヴェーダの祭式は王侯や司祭階級バラモンたちが独占し、ウパニシャッドに説かれる自己と宇宙に関する深遠な哲学は、知的エリートだけのものであり、民衆と女性は救いへの道から締め出されていた。農業生産拡大政策で農民であるシュードラ（隷属民）の人口が増大し、彼らの重要性が増したが、領主へと成長を遂げていたバラモンや仏教の比丘僧院は、シュードラの成長を抑圧し、彼らからの租税徴収のために、自分たちに比べシュードラがいかに宗教的資質に劣っているかを説き、彼らを救済の儀礼の枠から遠ざけることによって自らを正統化しようとした。こうした聖職者たちに反発し、彼らの行いを批判し、農民を中心とするシュードラなどの下層民に救済の道を開こうとする宗教運動として、神に絶対的な敬愛を捧げひたすらに称えることで恩寵により解脱に至るとするバクティ運動（人格神への献身の道であるバクティ・ヨーガ（バクティ・マールガ、信愛の道））や、現世を肯定し欲望を解脱のエネルギーに変換しようという民衆のタントラが盛り上がっていったのである。
仏教で瞑想修業は出家者のみに求められることだったが、大乗仏教が発展すると、世俗で生きながら仏教の修行を行う「居士（こじ）」が現れ、その生き方が称賛を得るようになっていった。バクティ運動の指導者である新鋭のバラモンや民衆密教の指導者である脱俗の修行者は、シュードラなどの下層民もバラモンあるいは比丘と同等の宗教的境地へ到達することができると考え、シュードラ出身の成就者（シッダ）も多く記録されている。『バガヴァッド・ギーター』においてバクティは解脱に至る三つの道のうちの一つにすぎなかったが、南インドに伝わって土着の「地上の神」観念と結びついて、神々に熱烈な参加をささげる宗教詩人たちが生まれ、彼らの中には下層出身者や女性も含まれていた。バクティ思想は現象世界を神の力の顕れたものと見るタントラ思想と結びつき、10世紀ごろには人格神との情熱的な愛情関係こそが最高の境地であるという『バーガヴァタ・プラーナ』が生まれた。絶対者への個人の存在の解消という従来の解脱観は意義を失い、バクティ思想は民衆的な宗教思想として完成し、ナータ派が浸透していた北インド各地を席巻した。バクティ運動は盛り上がり、バクティがヒンドゥー教の主流となった。バクティにはヴィシュヌ派の信徒が多い。

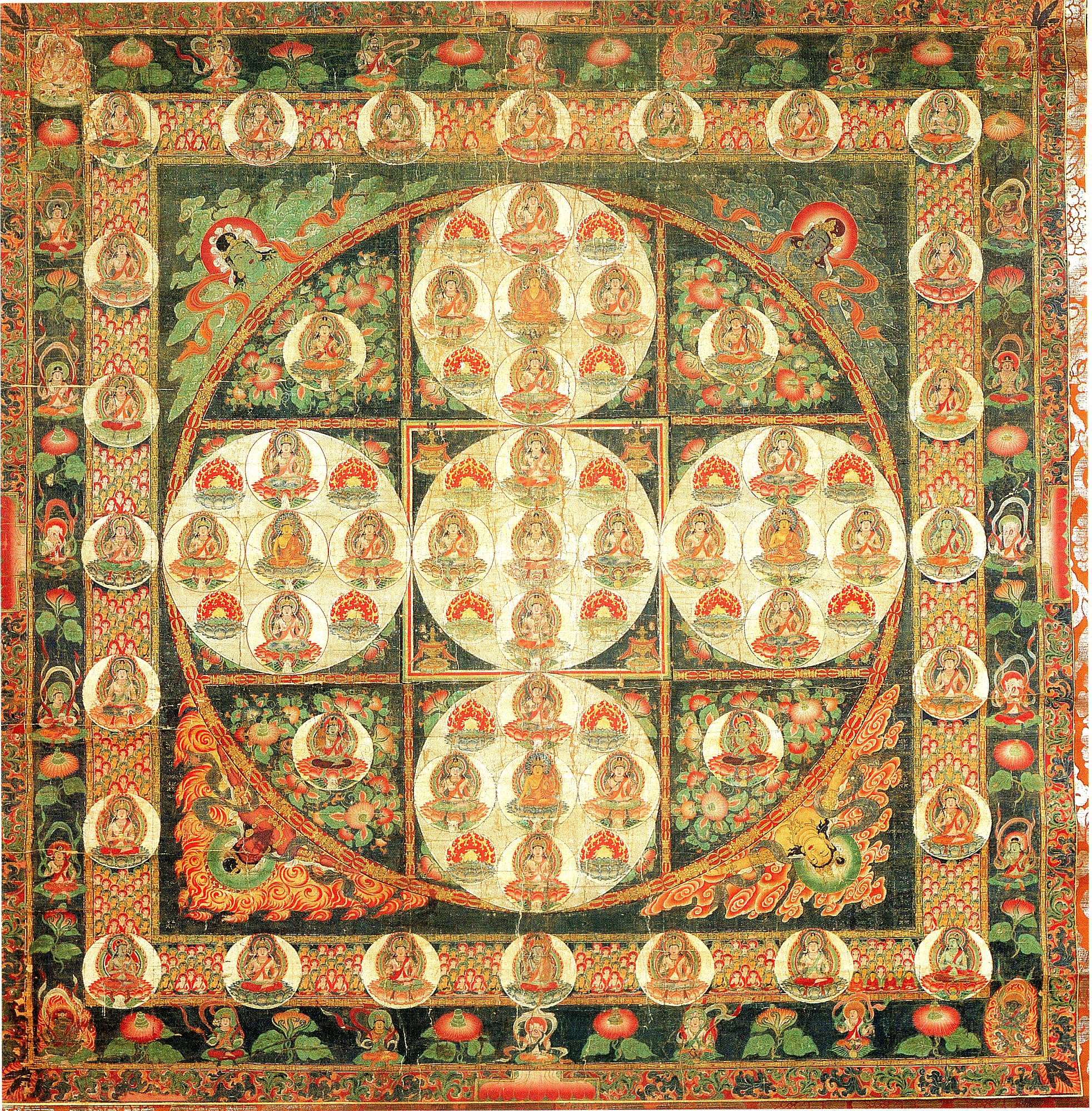
日本の密教の曼荼羅（マンダラ）。密教の曼荼羅などは、ヨーガの実修によって体感された瞑想世界を表現したもの。

インドではグプタ朝（320年から550年ごろ）以後ヒンドゥー教が興隆し、仏教の勢力は下降していたが、ヒンドゥー教と重複する様々な民衆宗教の要素を取り入れる仏教再興への挑戦が起こり、ヒンドゥーの思想やタントラ、土着の信仰を取り込んだ密教が大乗仏教から生じた。密教は瑜伽教、密教の真言宗は瑜伽宗または瑜伽密宗、または相応宗とも呼ばれる。密教では、修行者自らが象徴的に仏そのものになり、仏と合一することがヨーガ（瑜伽）であるとされ、中期インド密教では、真言（マントラ）、印契（ムドラー）やマンダラを用いる三密行を通して仏となることができるとする瑜伽の思想と実践がみられた。大乗仏教、特に密教では、儀礼の執行、呪術的な密教儀式が非常に隆盛したが、ヨーガの修行で超自然力（シッディ、神通力、呪術的能力）を得た人間が行うことで呪術的儀礼が効果を持つと考えられ、修行による超自然力の獲得が重視され、ハタ・ヨーガのチャクラの理論を含む擬似生理学的な行法や性的行法が密教に取り入れられた。密教（仏教タントラ）がヒンドゥー教のタントラの様々な教派より先行して発展おり、密教の神々がのちにヒンドゥーの神々に同化されたと考える学者が多い。
8世紀になると、ヒンドゥー教シャークタ派のタントラやシャクティ（性力）信仰から影響を受けたとされる、男性原理（精神・理性・方便）と女性原理（肉体・感情・般若）との合一を目指す密教が登場した。これを後期密教といい、後期密教は無上瑜伽密教、タントラ仏教と呼ばれる。なお、後期密教は儒教の強い中国では左道密教と批判され受け入れられなかったため、日本には伝わっていない。

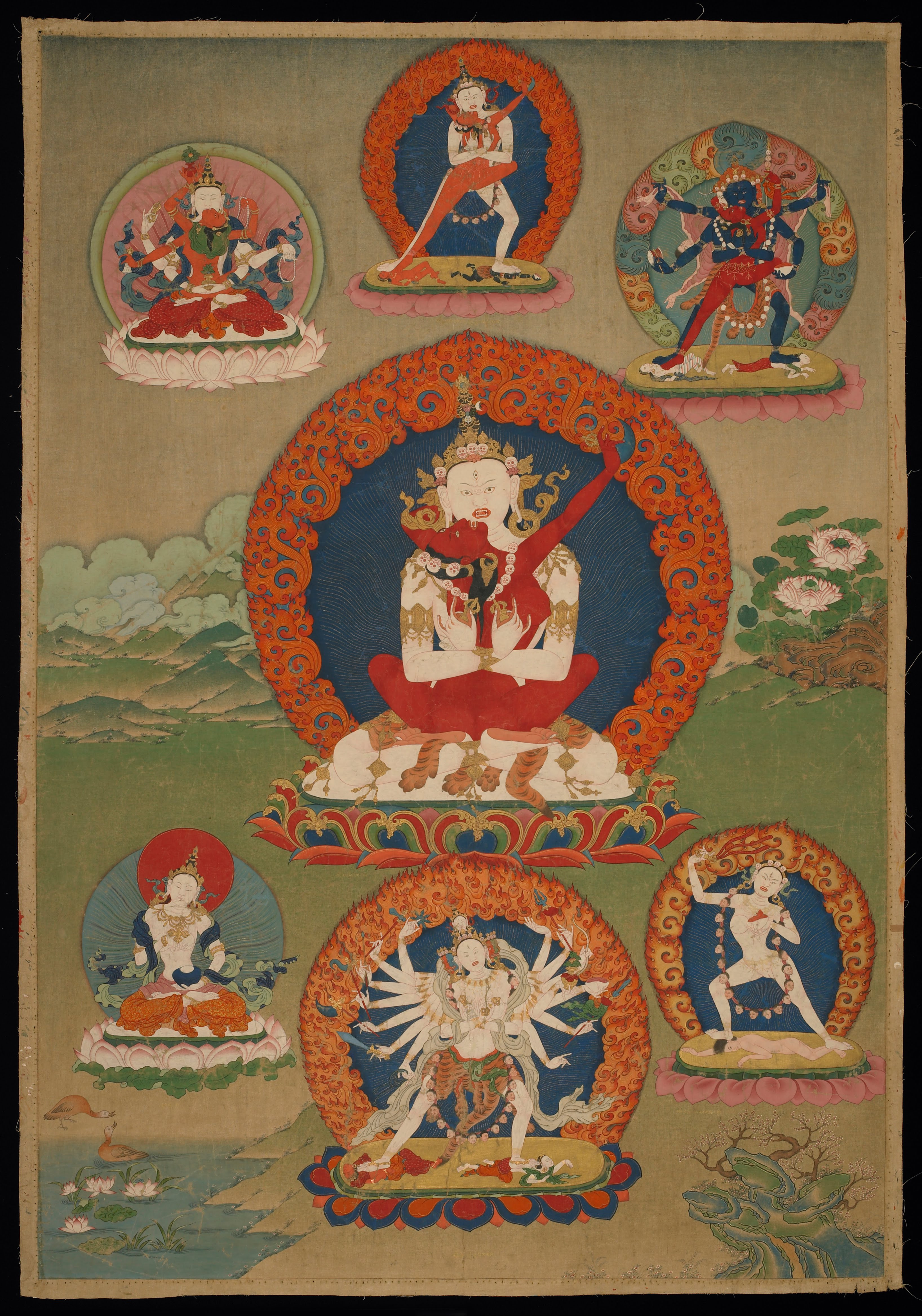
ヤブユム（男女合体尊）、18世紀チベット

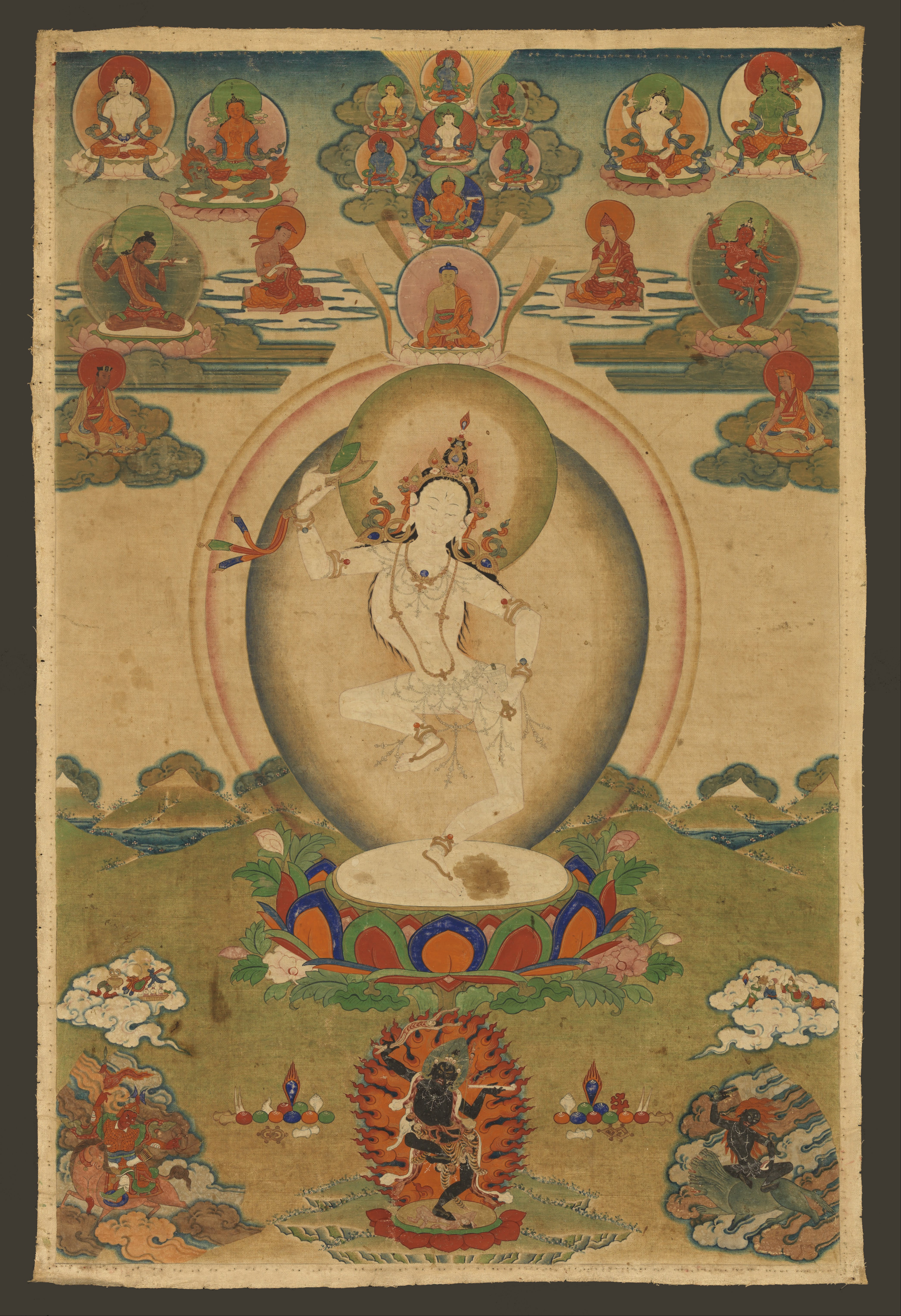
チベット密教シチュー派の開祖でチューの行法を創始したマチク・ラプドゥンマ （1055 - 1143）。仏教の宗派の開祖になった唯一の女性。タムパ・サンゲ（? - 1117）のパートナーとして性ヨーガを実践し彼女自身も悟りを得た、または無名の男性行者との性ヨーガを通し圧倒的な霊的力を開花させたとも伝承される。

世俗のあらゆる存在は、無分別を性質とし絶対的な「清浄」さを持つ「真実在」、「空なる心性（心の本来的なあり方）」（空性）を内に持っている、つまり世俗内の存在は全て清浄であり、生まれながらにして真理を内に持っていると考えられるようになり、この「心性」の性質を知り、その中へ「帰入」することが悟り・成就であるとされた。インドには、性の恍惚境の感受であるカーマは万人が経験でき万人の内にあるという意味で遍在しているという「遍在するカーマ」の観念」があり、真実在は伝統的に性の恍惚の境地と結びついており、後期密教の諸タントラにおいて、多くの場合「真実在」への到達、悟り・成就は、性的合一をモデルとした性ヨーガによって達成されると考えられた。
後期密教は、解脱のためにあらゆる手段が肯定される解脱至上主義であり、酒と肉食（悪食）、糞や尿といった不浄物の摂取、貪欲行（性ヨーガ）などの儀礼を行う秘密集会が仏教の正統な修法・行法として定期的に行われた。性ヨーガは、男女の集団で、または師と弟子とマハームドラー（カルマ・ムドラー、明妃、ヨーギニー、瑜伽女。性ヨーガの相手として選別された被差別階級（不可触民、アウトカースト）の女性）、修行者とマハームドラーによって行われた。8世紀の『秘密集会タントラ』の冒頭では、「ブッダは、一切如来たちの身語意の源泉たる諸々の金剛女陰に住したもうた（ブッダは女性たちと性的ヨーガを行じておられた）」と説かれ、1000年ごろのインドではこの経典を典拠とする聖者流の修行法が流行した。男性修行者たちが女性との性ヨーガを必要としたのは、女性の生命力で自身の生命力を活性化し過酷な修行を乗り切るため、また、究極の把握対象であり、死ぬときに現れ、その把握にはたとえようもない快楽が伴う「歓喜」であるとされた「空性」を、男女の性行為が孕むであろう「死の先取り」を通して体得するためであると考えられる。性ヨーガなどを行う秘密集会に専心することで、死後ではなく生きている間に悟ることができる（即身成仏）と説かれ、象徴を用いた儀礼が悟りに有用であるとされ、象徴するものと象徴されるものとは同一であり、自己の構造を象徴操作を通じて絶対者と相似な状態に再構築することで自己が絶対者と合一（ヨーガ）することができると考えられた。
男性と女性の性的ヨーガの状態が、そのまま悟り（菩提）を象徴されるようになり、チベット密教では悟りそのものを男女の性行為の形態で象徴的に表現する像や図が作成された。8世紀以降の仏教では、男性の精液は「菩提心」（悟りを求めようとする根源的な心）の象徴であると考えられたため、射精は菩提心の放出であるとみなされ、密教の修行者は、師の僧が性ヨーガの女性パートナーと性交し、精液と女性の愛液の混ざったものを菩提心として弟子の口の中に入れる灌頂儀礼の他は、射精することは強く禁止されていた。
1000年ごろのインドでは、修行者たちは『秘密集会タントラ』等に書かれた通りの行を実践していたようである。おそらく仏教では女性が悟りを得ることは元々考えになかったが、性ヨーガを実践する場合は女性パートナーの力が大きく関与したため、後期密教は他の仏教と女性に対する見解が異ったと思われ、性ヨーガでの女性の優れた指導者や女性の成就者（悟った人）の記録が残されている。密教の修行者には、家庭と世俗の職業を捨てた脱俗の行者（遊行者）、家庭や職業を持つ在俗の行者、頭を剃って出家し仏教僧院の中で瞑想に専念する比丘（僧）がいた。出家者が行う性ヨーガは性的な観念を用いたもので実際の性行為は伴わないと考えられるが、こうした性行為の形態の仏像の姿を再現し性行為を伴う性ヨーガを行うこともあったといわれる。性的実践は主に在家の密教行者によって行われていたと考えられているが、出家者が女性在家信者に性ヨーガの相手を強要することもあったといわれる。
後期密教の、どのような身分の人であれ「真実在」と神秘的合一を達成するならば、出家せずとも、在俗のままでも等しく解脱できるという考えは、バクティと同じく下層民に救済の道を開こうとする宗教運動の一部をなしている。

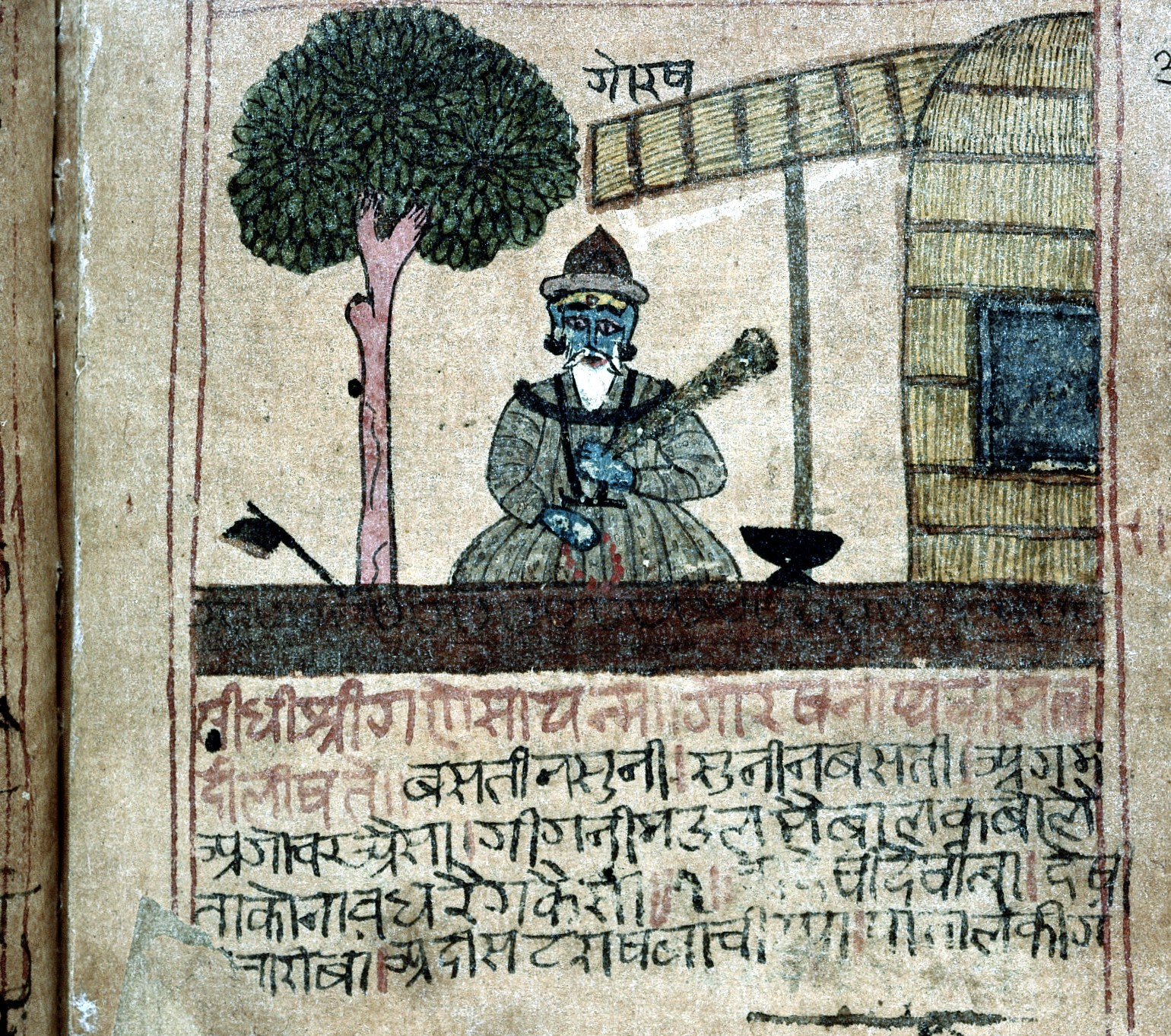
ハタ・ヨーガの祖ゴーラクシャナータ（およそ11-12世紀）

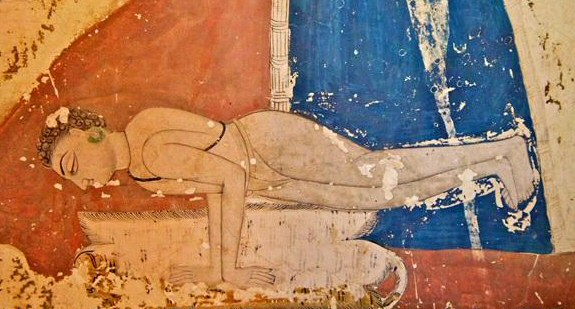
マユラサーラ（孔雀のポーズ）。ナータ派のヨーガ行者の壁画（19世紀初頭）

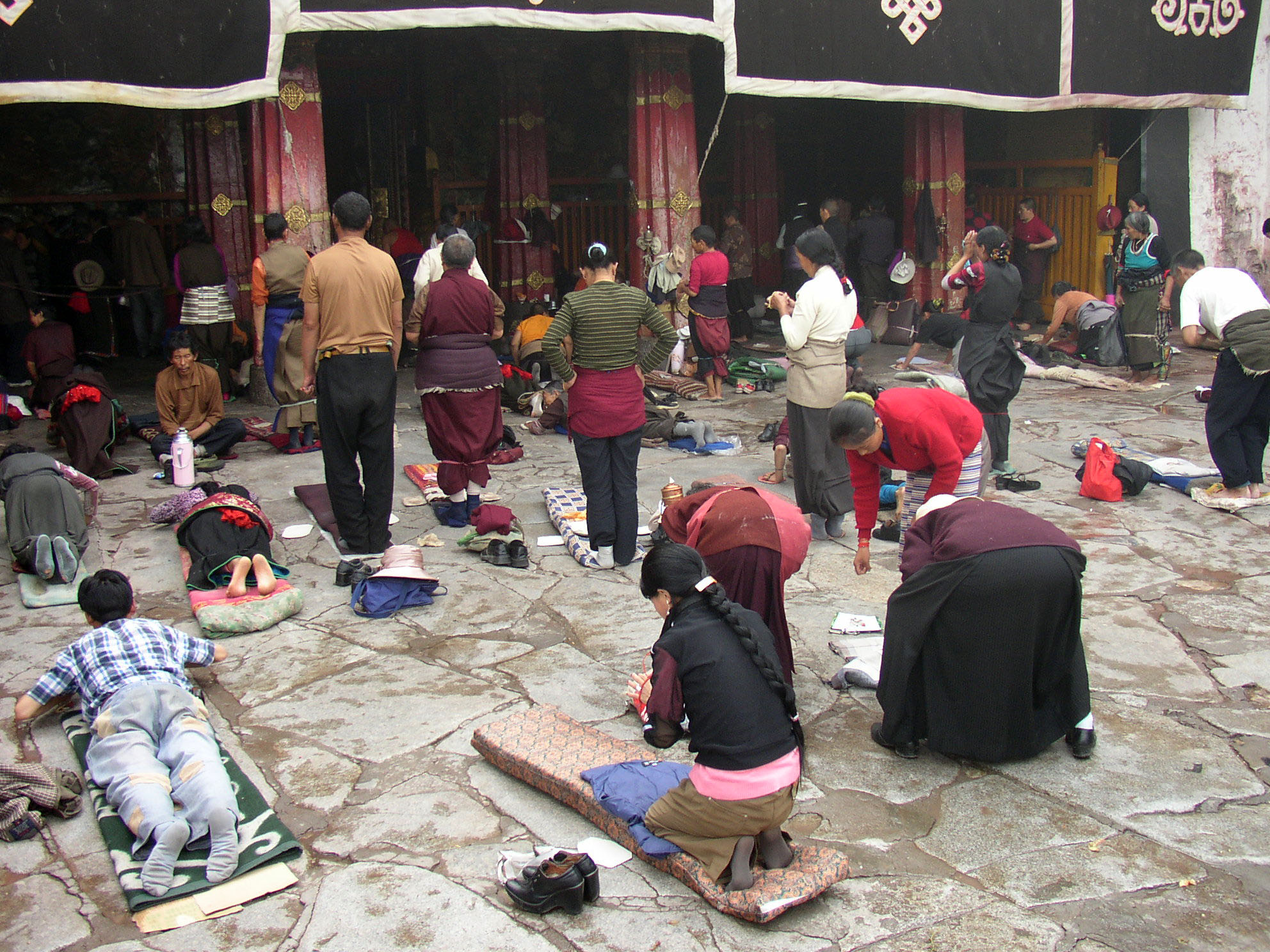
チベット仏教寺院におけるバクティの様子

『バガヴァッドギーター』にも『ヨーガスートラ』にもアーサナの記述はあるものの、10世紀に入ってからアーサナの詳しい説明のある文献が現れた。ハタ・ヨーガは、ちょうど後期密教と同時期に現れた。ヒンドゥー教でもタントラが隆盛し、12世紀-13世紀には、タントラ的な身体観を基礎として、動的なヨーガが出現した。これはハタ・ヨーガ（力〔ちから〕ヨーガ）と呼ばれている。内容としては印相（ムドラー）や調気法（プラーナーヤーマ）などを重視し、超自然力（超能力）や三昧を追求する傾向もある。
教典としてはスヴァートマーラー『ハタ・ヨーガ・プラディーピカー』（16 - 17 世紀）、『ゲーランダ・サンヒター』（16 - 17 世紀）、『シヴァ・サンヒター』がある。「心のはたら
きの止滅」の土台作りのための身体技法（アーサナ、呼吸法、浄化法、食事法など）がまとめられた『ハタ・ヨーガ・プラディーピカー』に記載された具体的なアーサナは、座法も含めて15種類、『ゲーランダ・サンヒター』でも32種類に過ぎず、これらの教典で示されるアーサナは、あくまでも三昧に至る道程の一部に過ぎない。どちらの経典にも、現代ヨーガでよく実践されるアーサナ（頭立ちのポーズ、肩立ちのポーズ、バックベント等）の記述は全く存在せず、ハタ・ヨーガは動的といっても、一種の瞑想法であり、今日のような様々なポーズによる体操的な身体技法が中心であったわけではない。
仏教徒であったといわれるマッツェーンドラナートの弟子で、ヒンドゥー教シヴァ派の一派ナータ派の開祖であるゴーラクシャナータ（ゴーラクナート）が、ヨーガの実修法を整備してハタ・ヨーガの体系を確立した。ゴーラクシャナータの史料はほとんどなく、実像はほぼ不明だが、仏教側の伝承等からおよそ11-12世紀の人物と考えられ、8世紀のシャンカラの後に中世において最大の影響力を持った聖者である。ゴーラクシャナータは師の認識論、宇宙生成論をほぼそのまま受け継ぎ、純粋精神である「最高のシヴァ神」に創造の意欲という「シャクティ」が生じ、その結果としてこの二大原理から因中有果論に従って残りの原理が展開し、「束縛されたシヴァ」が個我（ジーヴァ）として顕現するとした。人間は個我を形成するレベルの低次のシャクティによって体を維持しており、会陰部に「クンダリニー」（とぐろを巻いた蛇）として眠るこのシャクティをハタ・ヨーガによって目覚めさせ、頭頂にあるとされる「至高のシヴァ神」の元に上らせ、この二元を合一させ至高の歓喜を得ることを説いた。マッツェーンドラナートはヨーガの実修に女性を伴い禁忌とされた五種の物質を使用する左道派となったが、ゴーラクシャナータが師をそこから救い出したと伝えられ、左道化していたヨーガ行を純化し立ち直らせた業績を讃える伝承であると思われる。ナータ派は仏教とシヴァ派が混然となったような形態で、正統派のヒンドゥー教の儀礼や巡礼を形式主義と批判したこともあり、社会における階層は低い。バクティの在家の宗教詩人たちは、ナータ派の思想の流れを汲んでいる。
ハタ・ヨーガの考え方の基礎には、性的エネルギーの変換と昇華によって悟りに至るという考え方がみられ、人間の体にあるチャクラという見えない輪に意識を集中して瞑想し、低級な性的エネルギーである「オジャズ」（生理学的に解釈するなら「精液」）を宇宙的な創造の力である「シャクティ（性力）」に変換することを原則とする。人体を宇宙と同一視し、ヨーガによって人体に眠るクンダリニーの蛇（シャクティ）を目覚めさせ、シャクティとシヴァを合一させることで梵我一如を実体験し、解脱することを目指し、これはタントラ・ヨーガと呼ばれる。
ハタ・ヨーガでは、人間の強い性的な欲望は、神々の境地に昇華されるためのエネルギーと位置付けられ、肯定されている。シャクティとシヴァの合体はしばしばセックスにたとえられ、またはセックスそのものであるとされ、タントラ・ヨーガはセックス・ヨーガとも呼ばれる。タントラを構成する4つの主要な要素として、礼拝の次第に関する「チャリヤー」、神像や寺院の作成に関する「クリヤー」、セックス・ヨーガの実践に必要な心身を準備するための「ヨーガ」、セックス・ヨーガやヤントラ、マントラ（真言）などを用いて宇宙精神そのものを直接認識し、自身を神そのものと同一化して神を供養する「ジュニャーナ」がある。経典には実際の性行為を含む儀礼が記載されている。ただし、そうした性儀式が文字通りに実践されていたかは不明であり、否定的な見方もある。
他に中世ヒンドゥー教のヨーガの流派としては、古典ヨーガの流れを汲むラージャ・ヨーガ、社会生活を通じて解脱を目指すカルマ・ヨーガ（カルマ・マールガ、行為の道）、哲学的な思索の道であるジュニャーナ・ヨーガ（ジュニャーナ・マールガ、知識の道）があるとされる（カルマ・マールガ、バクティ・ヨーガ、ジュニャーナ・ヨーガは19世紀末にヴィヴェーカーナンダによって、『バガヴァッド・ギーター』の三つのヨーガとして提示された）。
8世紀にはイスラームのインドへの波及が始まり、11世紀のガズナ朝から本格化、16世紀のムガール帝国がほぼ北インドを征服した。仏教は僧院中心主義であり、世俗的な儀礼にも否定的であったことから、ヒンドゥー教隆盛の一方世俗の世界での魅力を失い、仏教再興の試みもあったが、イスラームのインド侵攻で僧院が破壊されると、インドでは急速に衰退した。北インドでは10世紀からイスラーム政権による実質支配が続き、イスラーム神秘主義のスーフィーの活動がバクティ運動と結びついてインドで受け入れられた。また、イスラームの「アッラーの前にすべての人間は平等である」という教えは、インドの民衆にとって、カーストやヒンドゥー教と結びついたさまざまな習慣による抑圧から解放してくれるという面もあり、インドにおけるイスラームを一概に否定的のとらえることはできない。イスラーム商人との交易で都市が広がり、ムガール帝国ではインド＝イスラーム文化が栄えた。ムガール帝国は19世紀まで存続した。

### 近現代
18世紀後半の時点で、インドにおけるサンスクリット語や聖典、古典の研究は事実上途絶えており、サンスクリット語を理解できる人はほとんどいなくなっていた。19世紀半ばには、インドの伝統的なヨーガの実践と、『ヨーガ・スートラ』の体系のつながりはすでになくなっており、古典ヨーガの体系について教えることのできるインド人の学者はいなかったという。インドはイギリスの植民地として支配下に置かれ、インド人知識人たちはそこから抜け出そうともがき、西欧人に蔑視されるインドにも誇れる文化があることを示そうと、西洋の知的伝統によってインド哲学のヨーガ学派、古典ヨーガの有効性を示そうと試み、『ヨーガ・スートラ』はインドの文化的ナショナリズムと関わる形で注目され、復権し、重視されるようになった。
インドには、ヨーガで心身を鍛えた戦闘的サンニヤーシン（托鉢修行僧、遊行者）の長い伝統があり、ハタ・ヨーガと武術訓練とは結びついていた。15世紀ごろにナータ派から武装した宗教集団が登場した。彼らはカーストにも社会秩序にも縛られず野放図な振る舞いをし、異様とも見える苦行で心身を鍛え、裸体で武器をもって略奪を行った。交易ルートを支配して、18世紀にはムガール帝国からインドの支配権を奪いつつあったイギリス東インド会社を脅かすほどの勢力となっていた。伊藤武は、マーク・シングルトンは彼らを武装したヨーギーの集団としているが（Sannyasa#Warrior_asceticsを参照）、ナータ派に帰依した土豪の兵というのが正しいと思われ、イギリスの侵略に対する抵抗運動であると述べている。ナータ派武装集団による略奪行為、抵抗運動は失敗に終わった。

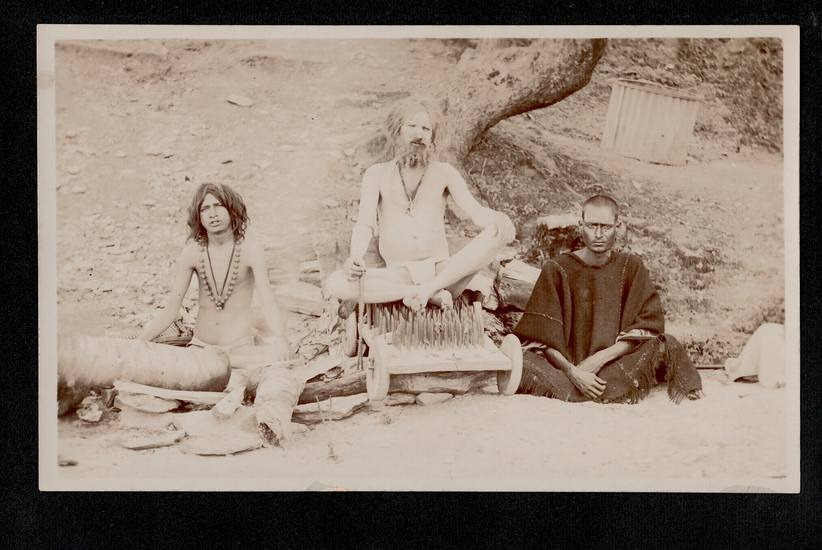
棘の上に座り苦行を見せるヨーギー

ヨーギーは支配層からは忌み嫌われ恐れられ、1773年にはベンガルで最初にヨーギーの放浪が規制されて、警察の監視下で非武装化と定住化が促進されるようになり、ヨーガはサーカスのような見世物として生き延び、怪力や綱渡り、心臓停止などがヨーガとして行われていた。インドを訪れたヨーロッパ人たちには、貧しく奇妙ないでたちのヨーギー達は、物乞いや貧民と区別できず、ヨーギーはしばしば黒魔術、性的放蕩、不潔さ、飢餓などのイメージがもたれ、これはヨーロッパ人が暗黒時代と呼ぶ中世ヨーロッパのイメージとも重なるものがあったようである。イギリス人や西洋的教育を受けたインド人の知識人から見れば、ヨーギーは「曲芸を見せてお金を取り、淫らな悪巧みをする社会的パラサイト」であった。これらの行者のなかには、かなり暴力的な方法で物乞いをする者達もおり、一般の人々から恐れられていたという。正統派ヒンドゥー教徒、西洋人やインド人の知識人たちからは、社会の寄生虫として蔑視され、インド文化の陰の部分として忌まれていた。

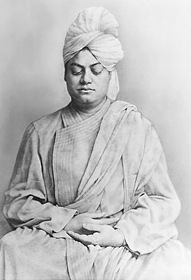
ヴィヴェーカーナンダ

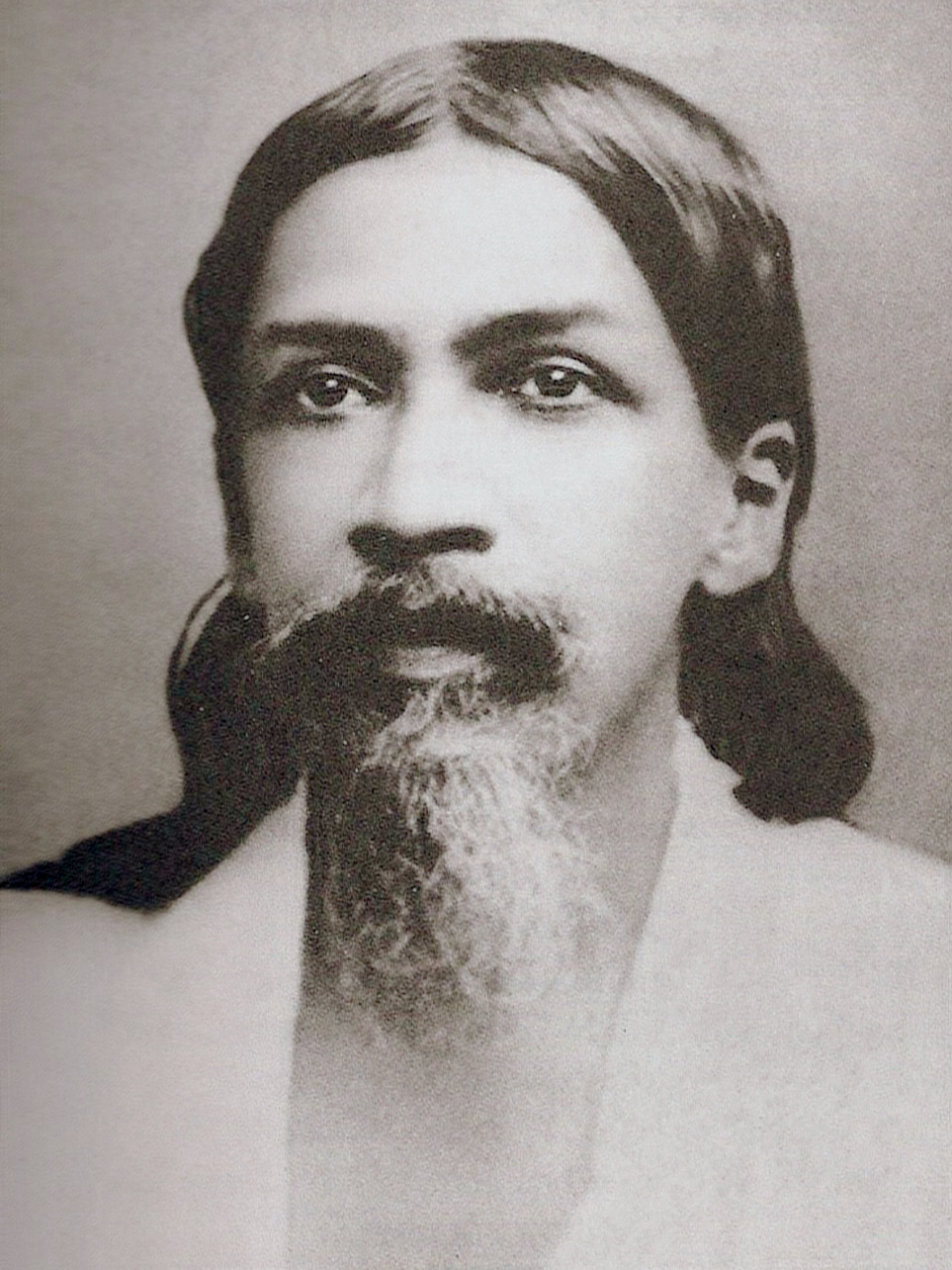
オーロビンド・ゴーシュ

マーク・シングルトンによれば、こうした経緯により近代インドでは、ハタ・ヨーガは望ましくない、危険なものとして避けられる傾向にあった。ヨーロッパの人々は、現在ではラージャ・ヨーガと呼ばれる古典ヨーガやヴェーダーンタなどの思想には東洋の深遠な知の体系として高い評価を与えたが、行法としてのヨーガとヨーガ行者には不審の眼を向けた。それは、17世紀以降インドを訪れた欧州の人々が遭遇した現実のハタ・ヨーガの行者等が、不潔と奇妙なふるまい、悪しき行為、時には暴力的な行為におよんだことなどが要因であるという。インド研究の第一人者マックス・ミュラーは、ハタ・ヨーガのポーズを自らへの「拷問」と呼んで糾弾し、文献のなかのサーンキヤ学派やヴェーダーンータ学派の深遠な哲学から卑俗な実践へと退化しており、「ハタ・ヨーガ」の「いかさま行者」達こそ、本来のヨーガ思想を堕落させたと批判した。
インド人は、こうしたヨーガの負のイメージを払拭しようと様々に努力した。ヴィヴェーカーナンダやオーロビンド・ゴーシュ、ラマナ・マハルシら近代の聖者とされる指導者たちは、ラージャ・ヨーガやバクティ・ヨーガ、ジュニャーナ・ヨーガなどのみを語っていて、高度に精神的な働きや鍛錬のことだけを対象としており、ハタ・ヨーガは危険か浅薄なものとして扱われた。このように、19世紀末から20 世紀初頭において、身体技法としてのヨーガの実践は、西洋人にとっては深遠な教えの堕落であり、先進的なインド人にとっては取り除きたい過去の遺物という扱いだった。
『現代ヨーガの歴史（A History of Modern Yoga）』の著者で宗教学者のエリザベス・ド・ミシェリス（Elizabeth de Michelis）は、主にインドの宗教に関心のある西洋人と西洋の影響を受けたインド人との相互作用によって過去150年間に形成されたヨーガの潮流を「現代ヨーガ」（modern yoga）と呼び、ヘンリー・デイヴィッド・ソロー（おそらく超絶主義者ラルフ・ワルド・エマーソンの図書室でヨーガを知ったと思われる）が「私もヨーギーである」と友人への手紙に書いた1849年と、ヴィヴェーカーナンダが『ラージャ・ヨーガ』を出版した1896年を、「現代的ヨーガ」の重要の節目であるとみなしている。
西洋で講演し人気を博したヴィヴェーカーナンダは、シャンカラ的な幻想主義的一元論のアドヴァイタ・ヴェーダーンタ思想（不二一元論）に基づく普遍主義的な教えを説き、「インド人には鉄の筋肉と鉄の心が欠けている」として身体鍛錬文化を支持し、西洋を外遊しインドに帰国した後「筋肉的ヒンドゥー教」ともいえる立場を取り、影響を与えた。
また、インド独立運動の志士であったオーロビンド・ゴーシュ（1872 - 1950）は、シャンカラ的なアドヴァイタ・ヴェーダーンタ思想に基づいて、絶対者ブラフマンを有・知・歓喜が統合されたものであると考え、インテグラル（綜合）・ヨーガを創始した。彼はインドの精神的伝統の正統な後継者を自任したが、インド嫌いの父によって完全に英語でイギリス風の教育を受け、大学生になるまでインド的なものに触れる機会がなく、彼のヨーガは西洋の進歩的歴史観、当時西洋で流行していた俗説的進化論をベースにしている。人類はブラフマンをヨーガによって体験することで、自己が変容してさらなる進化を遂げ超人になることができ、病気や苦痛、死から解放され、あの世や天国ではなくこの世で天国的な永遠の生を得ることができると説いた。このような超人が世に増えることで、世界が救済されるという。オーロビンドは国際的に有名となり、アジア東洋学院の教授ハリダース・チョードリによってアメリカでわかりやすく紹介された。

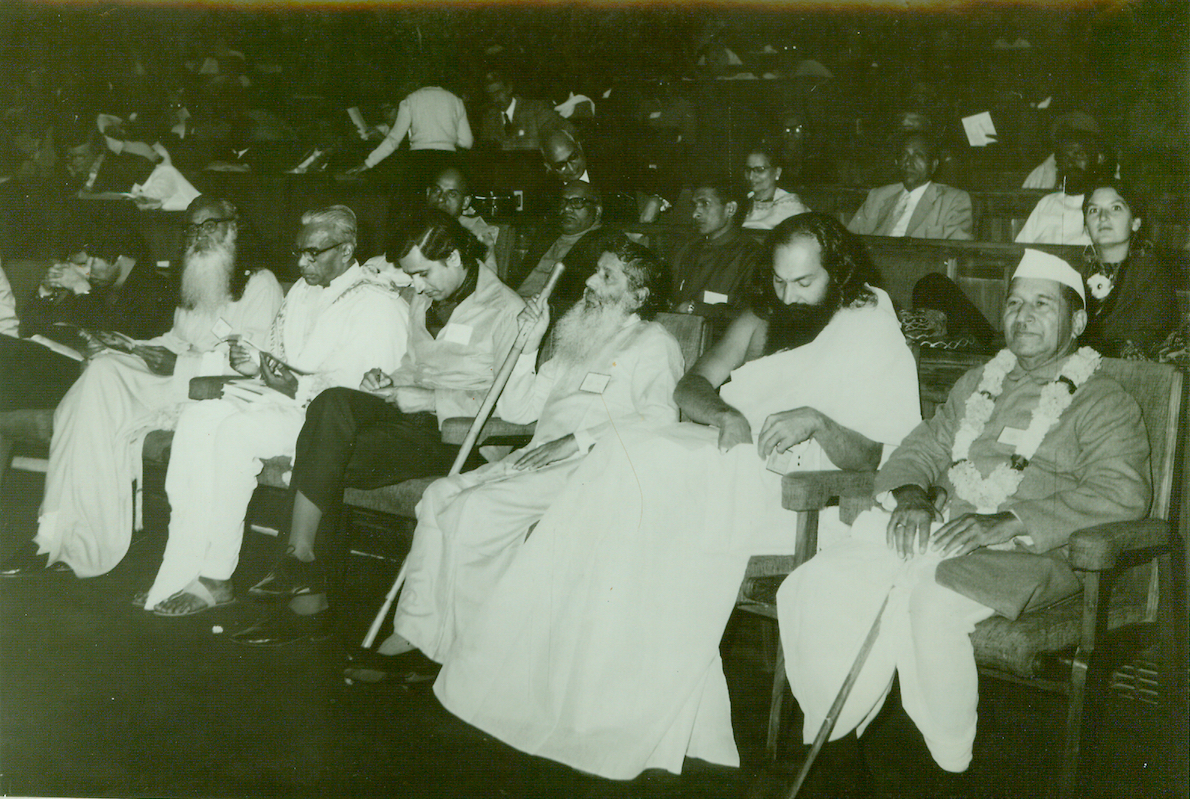
左からスワミ・サッチダーナンダ、B・K・S・アイアンガー、アムリット・デサイ、クマラ・スワミ、ディレンドラ・ブラフマチャリ、B・I・アートレーヤ博士。科学的ヨーガに関する世界会議（the World Conference on Scientific Yoga）、1970年、ニューデリー

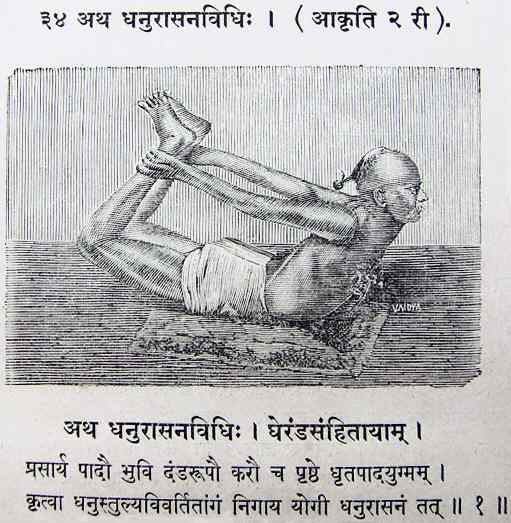
多くのヨーガの流派で行われている弓のポーズ。1934年のシヴァーナンダの本により広く普及した。

19世紀後半から20世紀前半に、西洋で身体鍛錬運動が発達し、20世紀初めまでに植民地下のインドにスウェーデン体操などの西洋式体操が導入された。アーサナを健康体操としてとらえようとする動きが生じ、アーサナがスウェーデン体操などと比較して解説され、またヨーガをボディビルとして、ボディビルをヨーガとして捉えようとする者もあらわれた。身体鍛錬運動に由来するさまざまなポーズ（アーサナ）がインド独自のものとして「ハタ・ヨーガ」の名によって体系化されたが、この時点では、西洋的な体操的技法をインド古来の文化のなかから見出して編纂した「インド流スウェーデン体操」のようなものだった。このヨーガ体操が近現代のヨーガのベースとなっており、現在世界中に普及しているヨーガは、この新しい「現代のハタ・ヨーガ」がベースとなっている。現代ヨーガの立役者のひとりであるティルマライ・クリシュナマチャーリヤ（1888年 - 1989年）は、アーサナを西洋式体操に取り入れたハリー・クロウ・バックらのYMCAの体育教育の影響も受け、西洋式体操を取り入れてハタ・ヨーガの技法としてアレンジした。
インド伝統のエクササイズ（健康体操）と喧伝されることで、アーサナが中心となったハタ・ヨーガの名前が近現代に復権することになった。医療人類学者のジョセフ・アルターは、体を動かす運動としてのヨーガの発展に、ヒンドゥー至上主義の民族義勇団の影響があると指摘している。
バンキム・チャンドラ・チャートパーディヤーエの愛国小説『アノンドの僧院』（1884年）やV・D・サヴァルカールのノンフィクション『1857年インド独立戦争（セポイの乱）』（1908年）などの作品もあり、外国の勢力と戦うヨーギーのイメージは高まった。身体文化の活動家でヨーガで鍛え怪力を得たというK・ラマムルティや世界チャンピオンになったインド人レスラーは、自由への闘争の英雄的シンボルになった。ヨーガ、身体文化の実践者たちは、西洋の身体文化とインドの伝統的な鍛練法であるヨーガを融合し、それを身体文化と見ることもあれば、ヨーガと捉えることもあり、全てインド由来と主張しインドの身体文化の方法の優越性を説くこともあった。ヨーガの指導、練習は戦闘訓練の隠れ蓑としても行われた。
2016年、ユネスコが推進する無形文化遺産にインド申請枠で登録された。それに先立つ2014年、モディ政権は政府に「ヨーガ・アーユルヴェーダ・伝統医学担当省」（AYUSH省）を設立するとともに、国連加盟各国に働きかけて夏至の6月21日を「国際ヨガの日」として国連総会で定めることに成功した。インドの身体文化の世界的盛況は、年間約450万人の外国人観光客が訪れるインド国内の観光産業にも波及しており、インド政府は観光資源の最大の目玉と位置づけ、「国家プロジェクト」として、旅行者の誘致をしている。インド政府観光局のキャンペーン・ポスターには、ヨーガのポーズをした女性の写真が使われることが多くなっている。
グローバルに展開する現代のヨーガの流行は、ヨーガの発祥地であるインドにも影響を与えている。インドにおいてヨーガは伝統的に、宗教の修行者やヒンドゥー教の僧侶、上位カーストのバラモン階級などにほぼ限定された宗教文化であり、インドでは修行者のような一部の人々に実践され、一般の人々からは近寄りがたく思われ敬遠されていた。近年、欧米の流行からの逆輸入としてヨーガが再評価され、肥満問題の深刻化する都市部の新興富裕層や中産階級を中心に、ヨーガのリバイバルが起きている。ヨーガ指導者のラムデヴ（1965年 - ）は、ヨーガの難解な理論をあえて避けてわかりやすく教えを説き、簡単なポーズを1日30分実践する手法を提案して健康やストレス解消を求める中産階級を取り込んで、ヨーガを一般の人々に広めた。彼は、経験豊富な師から指導を受けるべき非初心者向けの秘儀的実践と考えられてきた複雑なプラーナ―ヤーマ等を、慣例を破ってヨーガ・キャンプで初心者に教えた。糖尿病やエイズ、がんを患う人に、現代治療を受け高い治療費を払うよりプラーナ―ヤーマを実践することを勧めた。アーユルヴェーダビジネスを積極的に展開し、何百万ものインド人が彼のアーユルヴェーダ薬を利用しており、ヨーガ道場や薬局チェーンの経営で約200億円の事業収入を持つといわれる。人々がラムデヴに教わったヨーガでよい効果があったと語ることで、彼の「病を治癒する」という権威が高まり、現代インドのヨーガのカリスマとなった。彼はテレビでもヨーガを教え、インドのテレビ業界で最も視聴率を稼ぐことができる人物の一人とみなされている。
欧米で改良されたエクササイズ的なヨーガは、今日ではインドでも広く受け入れられており、インド都市部の中間層向けのヨーガ教室やフィットネスジムは、「NY 直輸入」「NY スタイル」「ハリウッドスタイル」等と称して人気を集め、街の書店ではヨーガのDVDやアメリカのヨーガ専門誌が並んでいる
また、現代ではインドのカトリック教会でもヨーガが取り入れられ、クリスチャン・ヨーガとして実践されている。

## 世界への伝播

### 中国
インドで段階的に発展した仏教は中国に伝えられたが、距離がかなり離れているため、インドの各教団の思想や行法は随時伝わらず、時系列やコンテクストが分からない状態で、脈絡なく伝来した。中国では、いわば無秩序に伝わった仏教を整理して、理解できるよう再編成する必要があった。文献中心で流入したため、ヨーガ行（定、修行法）がどれだけ正確に伝えられ、実践され理解されたのかはわからない。仏教の基本は戒（日常での実践的規律）、定（ヨーガ行）、慧（仏教哲学の理論）の三学を学ぶことであり、定を経なければ戒も慧も意味がないが、文献によって修行法の統一性・一貫性がなく、いかに定（禅、禅定）の体系を確立するかというのが中国仏教の重要の課題だった。天台宗の開祖智顗（538-597年）らは、中国人の思想を通して経典の教えの深さを計って体系化して再統合を行い（これを教判という）、中国の大乗仏教の修行法を体系化し、定学を発展させていった。
智顗はヨーガや禅那、三昧ではなく「止観」という言葉を重視し、インド仏教で行われていた実践的な修行法の全てを止観として統合したため、止観が中国仏教においてヨーガの瞑想を象徴する重要な用語、東アジア仏教を代表する瞑想（修行）法となった。仏教は中国で道教と儒教と密接な関係をもって土着化し、涅槃の目的は仏性を得ることであるとされるようになった。天台宗の修行法は、中国で6世紀までに普及していた陰陽五行説に基づく気の生理学・身体観をベースに、インドの四大理論（三大理論）に基づく身体観が統合されている。
また、禅宗が隆盛したことで、「禅」という用語も東アジアの仏教で、瞑想や悟りの境地を表す重要な言葉になった。禅は道教（老荘思想）の影響を受けて、徐々にインド的要素を基礎としながらも、その制約から離れて独自に発展した。禅は瞑想の宗派であり、悟りの方法として直感を信頼し、瞑想の実修を究極の真理への手段として他の宗派より特に重視する。禅宗では、涅槃の目的である仏性は言語表現を超えるものであり、恣意的に求めて得ることはできないとされ、一切に思慮分別を捨てた禅の実修により、究極の真理である空に到達できるとした。禅はアーサナ（坐法）を前提に行われたことから、座禅と呼ばれるようになったと言われる。中国での禅宗の拡大により、止観も広い意味で禅の一部に組み込まれた。
8世紀ごろには、インドからヒンドゥー教ヨーガと融合関係にある密教が入ったが、中国ではあまり受け入れられず、中国から伝わった日本の方が影響が大きかった。
ヨーガのもう一つの形態である念仏や観仏といったヨーガは、浄土教団によって重視され、禅と念仏は別々の行法として行われるようになった。

### 欧米への紹介

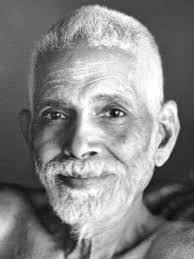
ラマナ・マハルシ

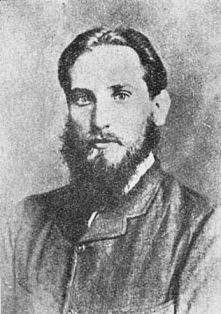
チャールズ・W・レッドビーター

近世に入って、インドが西欧の文化に接触すると、ヒンドゥー教に改革の機運が生じ、ブラフモ・サマージ、アーリヤ・サマージ、神智学協会がつくられ、さらに19世紀には現在でも知られるヨーガ行者が何人も現れた。また、キリスト教の異端的潮流であるニューソートの実践家で心霊研究家、弁護士のアメリカ人ウィリアム・ウォーカー・アトキンソン （1862年 - 1932年）は、ヨギ・ラマチャラカのペンネームでインド人を偽り、西洋のオカルティズムの生命エネルギー概念、ニューソート思想、メスメリズム（動物磁気療法）などの思想をベースに、インド思想の用語を使い、伝統的なハタ・ヨーガの技法、当時の欧米の健康法（運動食事や入浴法など）、体操（北欧体操から借用したと思われる）など、東西の技法を混えて再構成したものを「ハタ・ヨーガ」として紹介した。彼の著作はアメリカでベストセラーになっており、これがヴィヴェーカーナンダが受けれられた素地になっている。アトキンソンの著作は日本にも翻訳され、近代日本の民間療法に影響を与えている。
ヴィヴェーカーナンダは、1893年にシカゴ万国博覧会にともない2週間近くにわたって開催された万国宗教会議に出席し、続いて1896年末まで欧米各地でインドの思想を説いてまわった。『バガヴァッド・ギーター』やヨーガ学派の思想を再編成し、ヴェーダーンタを再解釈し、単純化し、近代化して、ヨーガの名によって説いた（ネオ・ヴェーダーンタ）。ヴィヴェーカーナンダのヨーガの最終目標はジュニャーナ・ヨーガ（智慧の道） であると考えられているが、アメリカで人気となったのは、プラーナ（呼吸）とプラーナーヤーマ（調息）に関してハタ・ヨーガの生理学的要素を取り入れた、プラクティカルなラージャ・ヨーガ（心身統一の道）であった。個人が自力で霊的な高みに上る方法論として受容され、ロマン・ロランによれば、人びとは「世界征服の幼稚不健全な秘密を求めて力のヨーガ‐ラージャ・ヨーガ‐に飛びついた」のである。
このヴィヴェーカーナンダの活動を手始めとして、ヨーガ行者たちはアメリカやヨーロッパに渡航して指導するようになり、ヨーガが欧米の一般社会に次第に紹介されるようになった。オーロビンド・ゴーシュや、シャンカラ的なアドヴァイタ・ヴェーダーンタ思想を学ぶことなく自らの神秘体験を通してその境地に到達したラマナ・マハルシなどの思想も書物などによって欧米に知られるようになった。ラマナ・マハルシのもとには、カール・グスタフ・ユングなどヨーロッパの著名人も訪れている。
また、ニューヨークで設立された「神智学協会」は、創設者のブラヴァツキー夫人とオルコット大佐が、1879年にインドに本部を移し、『ヨーガ・スートラ』などの文献の翻訳、チャクラなどの概念を欧米に紹介し、ヨーガへの貢献が大きかった。神智学協会は、ヨーガはレムリア大陸やアトランティス大陸から伝えられた霊的進化のための行法であると主張している。オカルト活動の一方、インド独立運動も支援した。

### ニューエイジ・対抗文化

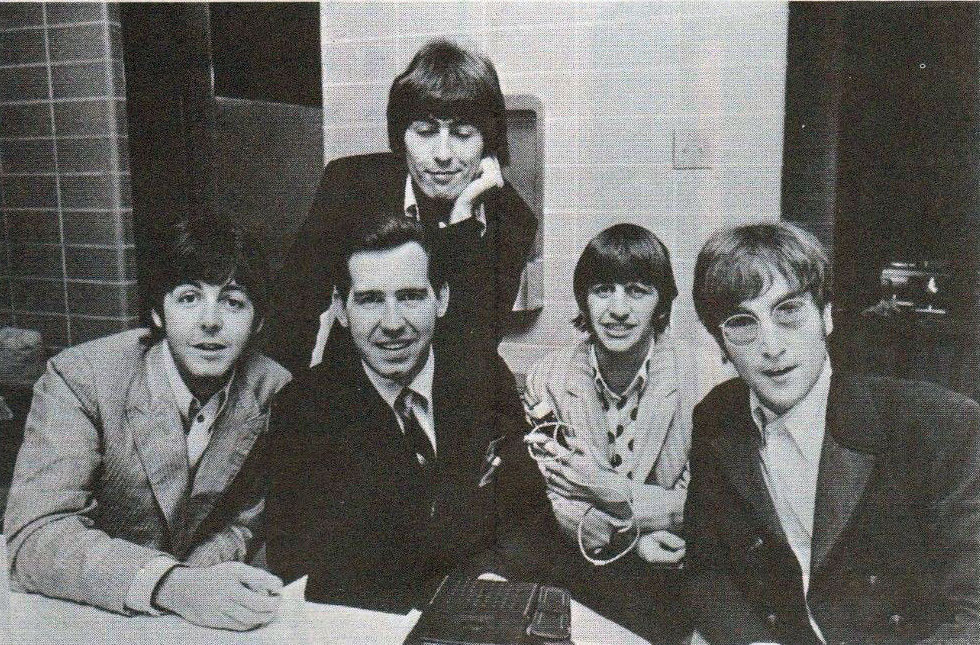
ビートルズ

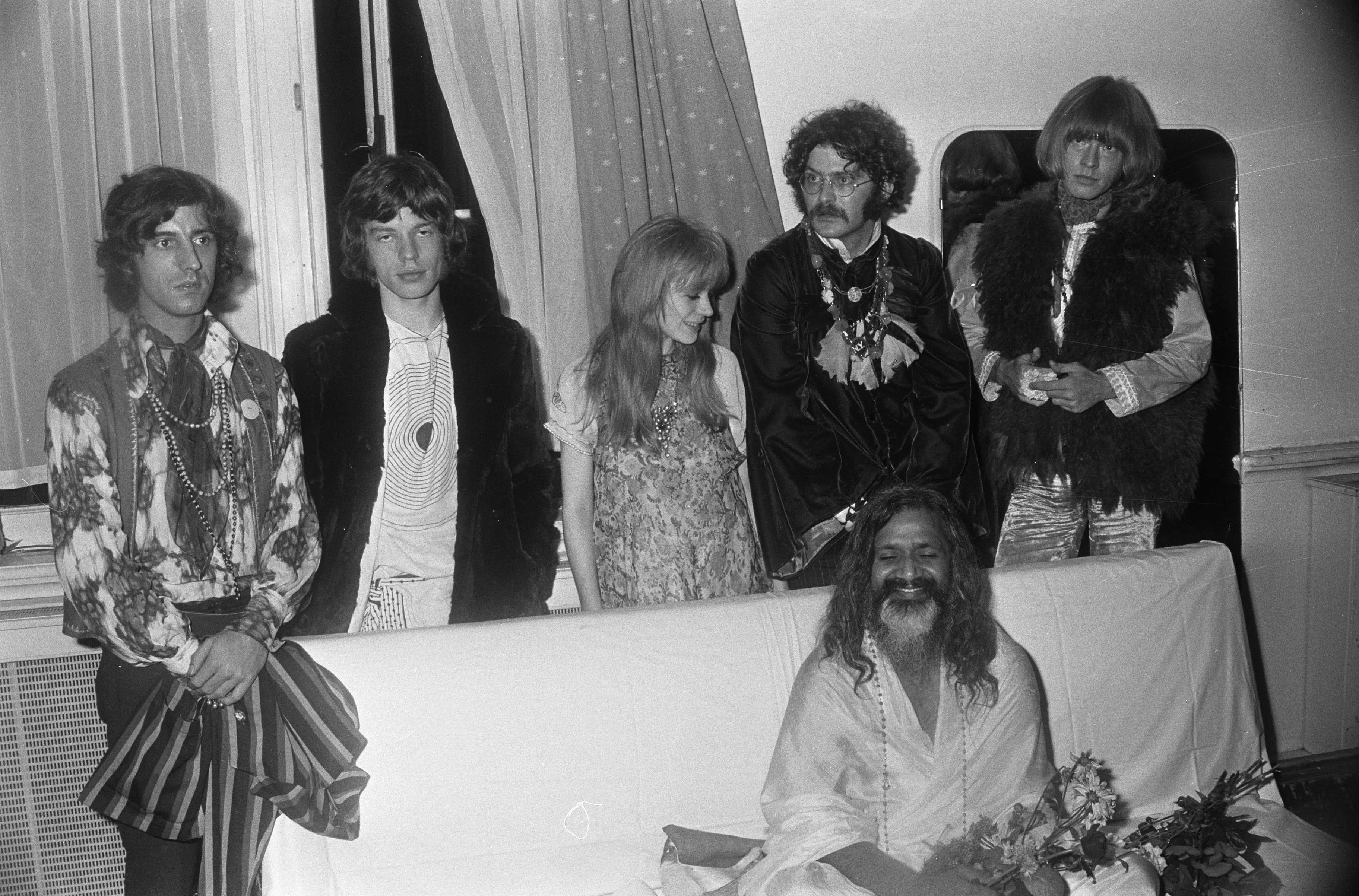
ミック・ジャガー、ブライアン・ジョーンズ、マハリシ・マヘーシュ・ヨーギー

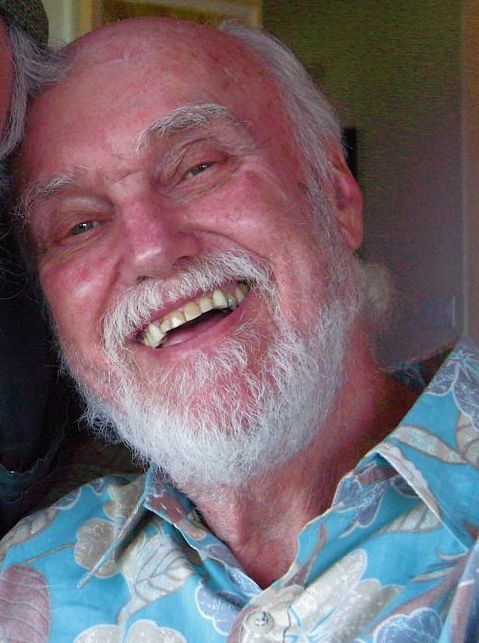
ラム・ダス

近代ヨーガは西洋文化の影響をうけ、体操的な意味合いが強くなっていたが、アメリカに渡り、行き過ぎた近代主義や西洋主義に反発し、東洋的でスピリチュアルな実践を求めるアメリカ人の影響を受け、再びスピリチュアルな意味合いをもつようになっていった。
1960年代に対抗文化がはじまり、主流文化に反抗する若者たちは、東洋思想や薬物使用による脳の覚醒、高次への覚醒を目指すサイケデリックに傾倒した。60年代初期にはカリフォルニアのエスリン研究所等の前衛的な「成長センター」で、心理劇、エンカウンターグループ、ゲシュタルト療法等のグループ・セラピー、ホロトロピック・ブレスワーク、ボディワークなどの心身技法と共に、瞑想やヨーガが個人変容・自己啓発のテクニックとして教えられるようになり、これらのセンターはヒューマンポテンシャル運動の中心となっていった。こうした潮流から、アメリカから「ニューエイジ運動」が起こった。行き過ぎた近代主義や西洋中心主義に対抗するニューエイジ・ムーヴメントは、東洋思想や神秘主義、エコロジーなどを取り入れて、精神性を追求し、平和や調和を掲げた。
サイケデリック文化の主要人物ティモシー・リアリーは、人類の意識で眠っている回路をヨーガの訓練やドラッグによる神経の活性化によって目覚めさせることができ、さらに完全な覚醒のためには宇宙への移住が必要だと説いた。LSDの実験を繰り返したリアリーは、ドラッグ体験をグッドトリップにするための手引書として、チベット密教ニンマ派の経典『チベット死者の書』を用いることを提案し、本書をヒッピーの経典的な存在にした。快適なドラッグ体験のために、本書を翻案してドラッグのセッションの際に唱える文言を集めた書籍を刊行し、ヒッピーたちから絶大な支持を得た。ヒッピーの運動は世界に広まり、先進諸国の若者たちはインドやネパールに大勢押し寄せ、ドラッグやフリーセックス、ヨーガや瞑想に浸る生活を送った。リアリーの同僚でユダヤ人のリチャード・アルパートは、LSD体験でこの世界は作り出された虚構のゲームに過ぎないと悟り、LSD体験の意味を求めてインドを放浪し、ヒンドゥー教のグルであるニーム・カロリ・ババ（通称マハラジ）に出会い、帰依した。アルパートはラム・ダスと名乗り、ヨーガのアーシュラムで数年修行し、アメリカに帰国後自らの回心体験やヨーガの修行法をまとめた『ビー・ヒア・ナウ』を出版し、ニューエイジ思想の聖典として強い支持を得た。ヒッピーやニューエイジャーによるコミューンが多く作られたインドでは、様々な聖者、カリスマが崇拝され、その中にはアメリカに移住して多くの信者を集めるものもおり、こうした状況は「グルはインドの主要な輸出品である」と揶揄されることもあった。
ニューエイジの初期の象徴的なイベント、モントレーのフェスティバルでは、インド人のラヴィ・シャンカルがシタールを演奏した。また、その規模を拡大したのがウッドストック・フェスティバルであった。この時代のヨーガに多大な影響を与えたのは、ビートルズであった。1968年にビートルズはインドに渡り、超越瞑想を広めたインド人グルのマハリシ・マヘーシュ・ヨーギーが主催するリシケーシュのアーシュラム（道場）を訪問し、2ヶ月に渡って瞑想やヨーガを実践した。この時ビートルズは、ガールフレンドや友人、マネージャー、リポーター等総勢200人以上を引き連れており、インドに渡ったメディアも「ヨーガ」に注目し、流行を後押しした。1970年代には、インド人のビクラム・チョードリーが、アメリカのビバリーヒルズにビクラムヨーガ（ホットヨーガの一種）のスタジオを開設している。1960-70年代は、欧米の第一次ヨーガブームと呼べるような流行を見せ、ビートルズや彼らに注目したメディアもそれを後押しする形となった。
1980年には、ニューエイジの論客ケン・ウィルバーがトランスパーソナル心理学の理論書『アートマン・プロジェクト』を出版したが、トランスパーソナル心理学は、「宇宙的存在に触れることで本当の自分に目覚める」というモチーフを骨子とするユング心理学の体系と神智学的なヨーガ論を融合させたものと考えられる。
ヨーガの普及は先鋭的な若者たちに限られていたが、当時アメリカに600万人のヨーガ人口があり、イギリス内でのヨーガ教室は全国にまたがり数千カ所に及び、ドイツ、スイス、フランスでも盛んにおこなわれていた。

### 世界的な大流行

スポーツジムのヨーガ教室

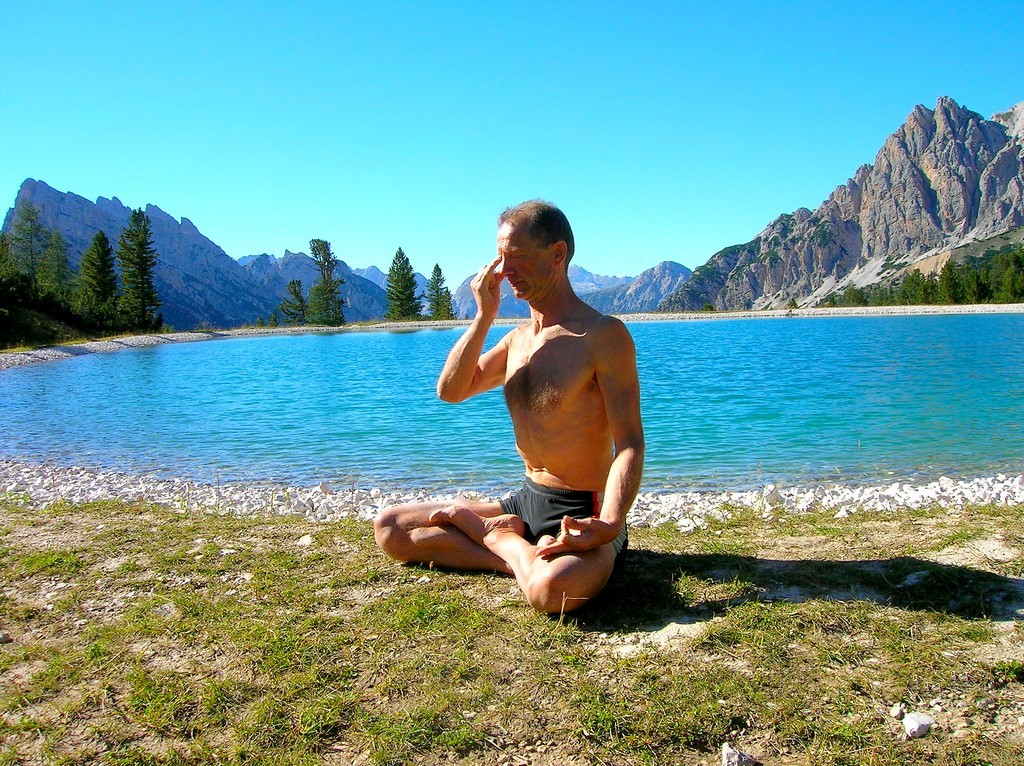
プラーナーヤーマを試みる男性

1980年代には、欧米で空前のフィットネスブームがあった。西洋とインドの身体文化がシンクロする形で生まれた「アーサナ体操」は、1980-90年代、特に1990年代後半以降にアメリカをはじめとする世界各国に広がり、「スピリチュアルを喚起するインドの伝統的な身体技法」として受容されるようになった。1990年代初頭のアシュタンガ・ヨーガやパワー・ヨーガの台頭である。アメリカでは、ヨーガ・マットを肩からさげて、モダンな雰囲気のヨーガ・スタジオに行くことが、新しいカルチャーになろうとしているという。
1983年になると、バーチ夫妻とブライアン・ケストが、インドのアシュターンガ・ヴィニヤーサ・ヨーガ（通称 アシュタンガ・ヨーガ）に筋肉トレーニングの要素を加え、フィットネス仕様（ワークアウト）にアレンジしたパワー・ヨーガを開発した。
スワミ・サッチダーナンダの弟子で、カリフォルニア大学サンフランシスコ校医学部教授のディーン・オーニッシュは、心臓病の回復にヨーガが役立ちうるという研究結果を発表し、ヨーガは代替医療としても注目を集め、オーニッシュのヨーガプログラムを取り入れる病院も出てきた。欧米の近現代ヨーガの初期の指導者たちは、インドで時間をかけて修行し学び、教える立場に立ったが、ヨーガへの急激な注目の高まりで指導者の需要が急増し、数日で指導者を養成することが望まれるようになった。ヨーガのコミュニティは、指導者の質の低下や、ジムや病院、保険会社、政府機関が指導基準を作り、ヨーガ業界に押し付けることを危惧するようになり、熟練の指導者たちによるヨガアライアンス（YA）は、1999年に数十年間インドのアシュラムで行われていた1カ月の研修プログラムの時間に基づき、生徒を安全に指導するための最低トレーニング時間を200時間とすることに決めた
アメリカでフィットネス仕様にアレンジされた新しいヨーガが、マドンナなどハリウッドのセレブリティ（セレブ）が実践していたことで脚光を浴び、アメリカで広範な人気を得たことで、アメリカ発の爆発的で世界的な大流行をするに至っている。2005年の統計によれば、アメリカのヨーガ人口は1650万人となり、特に18-24歳の若者達に限れば、年に50パーセント近い割合で増加したという。

## 日本の状況

### 仏教伝来
日本には、道教の影響を受けた中国経由の仏教が伝来した（仏教公伝は6世紀半ば）。このころどのような修行法が行われたかわからないが、朝鮮から仏教僧が渡来するようになると、瞑想を中心とする仏教の行が行われたと考えられる。この時代の修行者は、渡来僧、中国で学び帰国した僧、聖徳太子などの一部のエリートに限られていた。
8世紀には、バラモン僧正とも呼ばれたボーディセーナ（菩提僊那）が南インドから渡来し、仏教の教義とインド直伝のヨーガを日本にもたらした。彼が在籍した大安寺は独自の行法を伝え、東大寺初代別当の良弁、空海の師ともいわれる勤操、止観をよくした最澄などの人物を輩出し、呪術的傾向の強い山岳信仰の形成にも大きな影響を与えた。

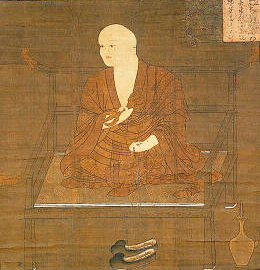
空海

古代から中世においての仏教ヨーガの実践者として、代表的な人物は空海である。空海は勤操とされる僧に、記憶力増進のためにマントラを百万遍唱える行（ヒンドゥー・ヨーガではマントラ・ヨーガに当たる）「虚空蔵求聞持の法」を教わって実践した。さらに唐に渡り、インド人僧侶の般若三蔵などから直接教えを受け、禅法（中国の禅宗の座禅ではなく、インド式のヨーガ瞑想法）を習い、死ぬまで熱心にこれを実践していた。大同元年（806年）に唐より帰国して中期密教のヨーガを伝え、智慧のヨーガにヒンドゥー教的呪術性が加わった密教の根本道場として、高野山を開いた。空海の教えは、直接インド人僧から教えを受けたため、瞑想だけでなく呪術・祭式含め、ヒンドゥー系ヨーガの色が強い。密教の修行、ヨーガの行による神秘体験によって、死後でなく生きたまま仏と合一し、仏となる即身成仏を説いた。
空海の先輩にあたり比叡山を開いた天台宗の最澄は、仏教ヨーガの中国的展開といえる止観を熱心に行い、弟子たちに推奨した。天台宗では念仏も盛んにおこなわれた。

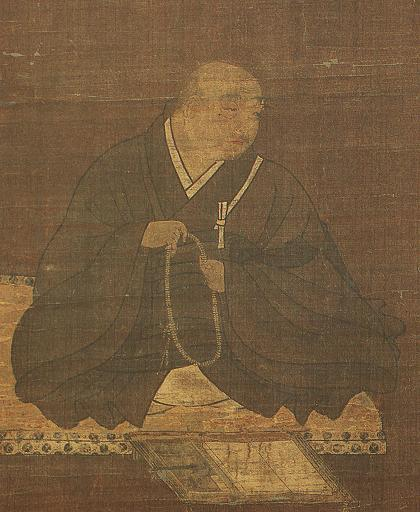
法然

日本仏教では、密教と別の大きな系統として、浄土教系の仏教がある。日本の浄土教の祖といえる法然は、諸行をすべて捨てて「称名」のみを選択し、念仏に専念した。一心に阿弥陀の名を唱える念仏は、バクティ・ヨーガの道と同じ考え方である。日蓮もまたバクティ・ヨーガの流れにあり、マントラ・ヨーガ行者であるともいえる。一遍の踊念仏もバクティとの共通性が深い。明恵はインド仏教のヨーガ瞑想法が達した最高境地を表した『華厳経』を拠り所に、ヨーガ瞑想法を中心とする修行を行った。道元は禅宗として禅を仏教の本道から独立させようとする考えに異を唱え、ブッダへの回帰を目指し禅の教えを説いた。
また、ヒンドゥー系ヨーガで強調されたカルマ・ヨーガ（行為のヨーガ）は、日本ではかなり独自の発展を遂げた。世俗の諸芸道を修行の道と同置して宗教的な意味を与え、芸道や武道の「道」に邁進することが悟りの修行であるとした。こうした教えは、日本では特に禅宗の道元が強調し、さらに江戸初期の鈴木正三が一段深化させ、すべての職業の実践を悟りへの道に結び付けた。
東京都世田谷区の南西部に発音の似た「用賀 (Yōga)」という地名 (玉川地域の大字) があるが、12世紀にこの地（当時は「勢田郷」と呼ばれていた）により「瑜伽」の道場が開設され、16世紀に真言宗真福寺によって道場が所有されていたことが「用賀」という地名の由来と云われている。
このように、日本には仏教の修行法としてヨーガが伝わり、長い伝統を持つが、日本ではそれはほとんど認識されていない。インド思想研究者の保坂俊司は、明治・大正の日本人が、脱亜入欧・西洋近代化を目指し、仏教などの既存の日本の文化との連続性を断とうとした行動が、近代以降に日本に入ったインド思想やヨーガと仏教の伝統に連続性があっても自覚できず、訳語の不適当・曖昧さゆえに、翻訳元の本来の意味や内容を正確に把握できないという弊害をもたらしたと指摘している。哲学者の井上哲次郎は、欧米の思想の翻訳の際に仏教関連用語を意図的に避けており、そのため瞑想関連の訳語には混乱がみられる。こうした事情のため、日本人はインド思想やヨーガ（ヨガ）と日本の仏教や伝統精神の連続性・関連性をほとんど自覚していない。

### 近代ヨーガの受容
アメリカから書籍で日本に紹介され影響のあったヨーガは自称インド人も多く、戦前はアメリカ白人のものが中心だった。曹洞宗僧侶で駒沢大学初代の学長の忽滑谷快天は、仏教だけでなく、修養法や心霊術、オカルトに関心を持っており、ヨギ・ラマチャラカ（ウィリアム・ウォーカー・アトキンソン）のアメリカにおけるニューソートやスピリチュアリズムの中で再構成されたヨーガの技法、ラーマクリシュナの弟子のアベダーナンダ とヴィヴェーカーナンダの著作などの内容をまとめた『養気及び錬心の実験』（1915年出版。1925年に『錬心術』として再販）で、日本ではじめてクンダリニー・ヨーガを紹介した。
近代日本における本格的なヨーガの受容は、1919年に中村天風が天風会を設立し、各界で説法したことに始まる。ただし、天風は「ヨーガ」という言葉をほとんど使用せず教えを説いており、自らの技法を「心身統一法」としている。ヨギ・ラマチャラカ（ウィリアム・ウォーカー・アトキンソン）は天風に大きく影響を与えたといわれている。その後、1940-50年代に神智学者の三浦関造が竜王会を主宰し、「綜合ヨガ」の研修会でアーサナや呼吸法を指導した。この二人が、日本のヨーガの「草分け的存在」とされる。
実際にヨーガを広めたのは、1950年代より活動を始めた二人の人物である。一人は、沖ヨガの創始者沖正弘で、ヨーガを体系的に指導した先駆者であり、多くの後進を育てたことから「日本ヨガの父」とも呼ばれる。沖のヨーガは、英語圏で隆盛した近代ヨーガのアーサナを取り入れているが、アーサナ中心ではなく、東洋医学や禅も取り入れた、いわば「日本的」なスタイルとなっている。沖と双璧とされるのが、インド哲学の権威佐保田鶴治で、『ヨーガ・スートラ』などのヨーガ文献の翻訳とヨーガの思想をまとめあげ、60歳を過ぎてから本格的な実践を始めて、多くの人に受け入れられるヨーガを紹介した。戦前から戦後にかけてのヨーガは、政治家や知識人、経営者などの一部のエリート層に限られて行われており、ヨーガの思想を学んだり、座禅のような瞑想を中心とするようなものであったらしい。
霊能者の母に育てられ幼少期から修業を実践し神秘体験を経験したという本山博は、自らの経験を科学的に検証することを目指し、1963年に『宗教経験の世界』を出版し、ヨーガ行者や霊能力者の主観的な超感覚的体験を、ESPテストや神経機能検査による実証的検証や深層心理学により理論的に把握する必要性を主張した。

### 精神世界の潮流
1970年代には、アメリカに端を発したニューエイジ・ムーヴメントが紹介されるようになり、日本でヨーガも含めた「精神世界」として受け入れられるようになった。これは、精神性や心、自然との調和を重視する思想を核とするが、なにか「宇宙的なもの」を感じされるものが何でも取り込まれた、ニューエイジ以上に雑多なジャンルであった。具体的には、東西の神秘主義、錬金術、魔術、ヨーガ、密教、禅、仙道、輪廻転生、超能力、占星術、チャネリング、深層心理学、UFO、古代偽史などがあり、人間の内面世界の潜在的可能性を探る実践として、現在まで続いている。この対抗文化の影響を受けたヨーガは青年層が中心であり、自己鍛錬により精神の向上を目指す「修行」のイメージの強いものであった。
阿含宗の教祖桐山靖雄は、1971年の著作で、密教の修行とは潜在能力開発法であり、このトレーニングで誰でも超能力者になれると説いてベストセラーになり、さらに1972年の著作では、三浦関造や佐保田鶴治、チャールズ・ウェブスター・レッドビータの著作を参照しながら、クンダリニー・ヨーガこそが人間の超能力を目覚めさせる最も優れた方法であると主張し、クンダリニーの覚醒により人間は「ホモ・サピエンス」から「ホモ・エクセレンス（卓越した人類）」に進化すると唱えた。人間の進化は行き詰まっているため、「ホモ・エクセレンス」に進化できなければ人類は滅亡の危機に瀕するとし、1981年の著作でノストラダムスの終末論ブームに乗り、悪しきカルマの増大による世界の終末を唱えた。桐山の主張はセンセーショナルかつ分かりやすいものであったため、多くの関心を集めた。
本山博はクンダリニー・ヨーガの技法の紹介し、道場を開いて指導を行った。1978年に『密教ヨーガ』を刊行し、ヨーガの修行の方法が詳細に紹介され、クンダリニーと7つのチャクラを覚醒させることで「宇宙との一体化」が実現できると説かれ、自らのクンダリニー覚醒による空中浮揚体験が紹介された。桐山靖雄と本山博は、日本にクンダリニー・ヨーガが広く浸透するうえで大きな役割を果たした
1981年には、宗教学者の中沢新一が、阿含宗系の出版社から『虹の階梯-チベット仏教の瞑想修行』を刊行し、チベット仏教ニンマ派での約1年半の瞑想修行の経験を紹介した。中沢は、ニンマ派の修行「大究竟（ゾクチェン）」で心の幻影をすべて打破するに至るまでの修行の段階の内容・方法を詳細に記述し、自らの意志を放棄しグルの教えと指示に徹底的に従い帰依する「グル・ヨーガ」の重要性を強調した。また、「大究竟（ゾクチェン）」の成就者は、意識を生身の肉体から外または霊的な肉体に移し替える「ポア）」が可能であり、ポアにより生前の修行が十分でなかった死者を追い解脱またはより高い世界に導くことができるため、生前にグルを見出し十分に帰依することが大切であるとされた。研究者である中沢が、日本で左道密教と考えられていたチベット密教やその神秘体験をポジティブに語ったことは、社会的に影響が大きかった。

### メディアでの紹介と普及

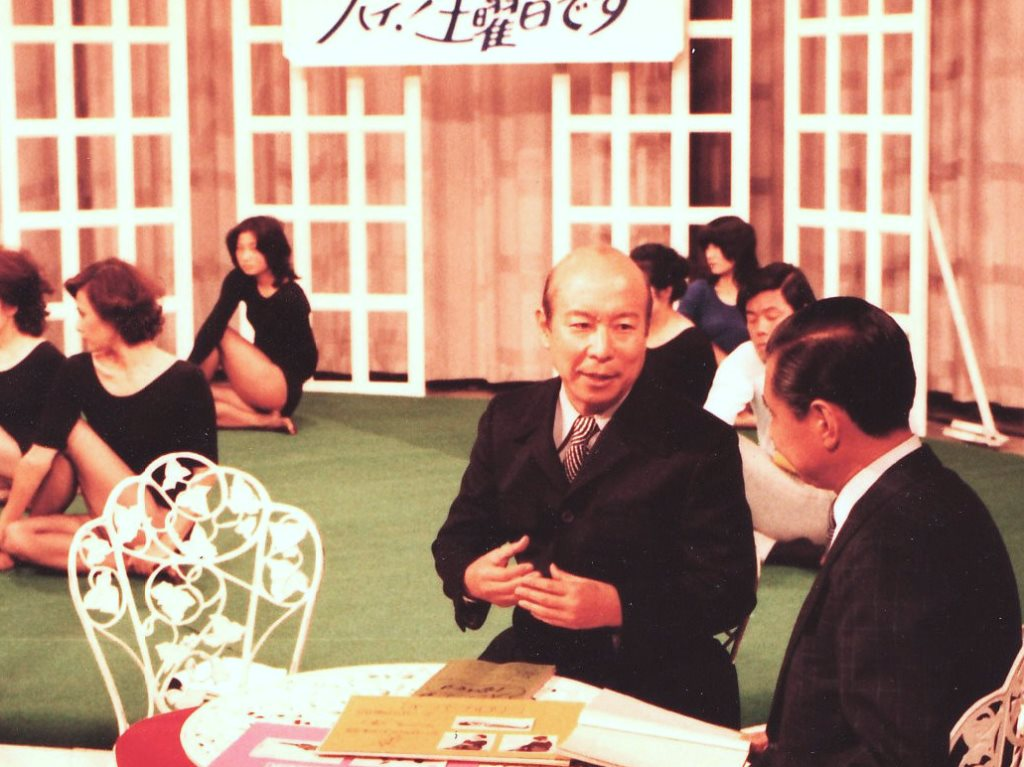
テレビ番組「ハイ!土曜日です」で美容健康体操としてのヨーガを紹介する松島茂雄（1979年）

また、1970年代半ば以降カルチャー・センターが人気を得るようになると、そのなかでヨーガ教室も開かれるようになった。ヨーガは一種の「健康体操」として、比較的高齢の人びとに受容されたが、まだ十分に浸透するには至らなかった。同時期、1978年テレビで「ヨガ美療教室」がスタートし、毎回健康上の悩みを取り上げ、それに適するアーサナを紹介し、メディアで取り上げられる機会も増えた。書籍の出版やメディア出演が行われるようになったが、当時は30代から50代の方が大半で、現在のように若者中心ではなかった。1980年代にはエアロビクスブームに乗り、レオタードに網タイツというスタイルで、緩やかなエクササイズとしてのヨーガが行われるようになり、若者向けのメディアや新聞にも広く取り上げられるようになり、「健康と美容」で全世代に浸透するようになった。このブームの契機となったのは、ヨーガ指導者の綿本昇（綿本彰の父）である。このヨーガの流行に、精神世界的な要素は見られない。
こうしてヨーガは、一定の支持者を獲得していた。このころのヨーガは、中高年を対象にした単発ポーズを行うソフトなヨーガか、インドから直輸入した本格的なヨーガであった。
そのような時期、1995年に、オウム真理教による「地下鉄サリン事件」を始めとする一連の事件が発生した。

### オウム真理教
麻原彰晃が率いたオウム真理教は、「オウム神仙の会」と名のる小さなヨーガ道場から始まり、無差別テロに至った、前代未聞の宗教団体である。麻原は視覚に障害を持ち、6歳から20歳まで盲学校の寄宿舎で暮らした。22-30歳ごろに、神智学系のクンダリニー・ヨーガの理論などの精神世界やヒトラーの人心コントロール術などの雑多テーマを遍歴し、特にヨーガの修行による超能力の獲得に興味を持った。1980年に阿含宗に約3年入信して修行したが満足する成果が出ず、その後、空中浮揚ができるようになるとアピールしていた超越瞑想のクラスにも出入りした。1984年にヨーガ道場「オウム神仙の会」を開設。当初の雰囲気は明るく宗教色もなく、集まったメンバーは真面目にヨーガの修行に取り組んでいたという。麻原は阿含宗での修行の後、『ヨーガ・スートラ』に出会い、佐保田鶴治が訳したハタ・ヨーガのテキスト『ハタ・ヨーガ・プラディーピカー』、『ゲーランダ・サンヒター』、『シヴァ・サンヒター』を読んでヨーガを独学し、1985年に空中浮揚するまでに至ったという。
阿含宗は1970年代の超能力獲得の路線から、1980年代になると祖先崇拝に大きく路線変更し、超能力を重視する信者たちがこれに失望して離脱し、超越瞑想や本山博のヨーガ道場に移った。麻原の空中浮揚の写真がオカルト雑誌に掲載されると、それを見た若者や、超能力獲得のためにさらに過激な修行を求める元阿含宗信者が集まり入信したといわれる。麻原は1985年に、戦前の反ユダヤ主義のオカルティストのハルマゲドン（最終戦争）の予言を知って影響を受け、1986年にはインドに渡航しヒマラヤで解脱したとされる。
オウム真理教は、ヨーガや密教の修行、特にクンダリニー・ヨーガを重視し、宇宙の支配者であるシヴァ神との性的な合一を究極の目的とした。修行によって進化して超能力を獲得し、生死を超えた神的存在「神仙民族」になることができると説き、超能力開発ができない宗教はすべて偽物であると主張した。現代日本はユダヤ=フリーメイソンに裏から支配され洗脳されているとし、「神仙民族」による千年王国の建設が目指された。
信者の日常は、グルである麻原やシヴァ神への帰依の文句を何万回と唱える「立位礼拝」が修行の大部分であり、日常生活では教団のための労働が多くを占めていたが、選別された修行者は、グルや神々と意識を合一させる「秘儀瞑想」、激しい呼吸と限界までの止息を行う「調気法」、集中しながらひたすら歩く「経行」、体をリラックスさせ湧き出るイメージをひたすら観察する「究竟の瞑想」といった修行に参加した（オウム真理教の修行）。こうした修行はまともな睡眠や食事をとらずに行われ、参加者は様々な神秘体験や変性意識状態を体験したといわれる。1994年以降には、LSD等の覚醒剤・幻覚剤を用いた瞑想によるイニシエーションも行われたが、こうした強烈な神秘体験に薬物が用いられていることは信者には知らされていなかった。
また、クンダリニーの覚醒は個人の努力だけでは難しいが、「シャクティーパット」という技法で麻原が弟子にシャクティを注入し、弟子のクンダリニーを覚醒させ超能力を目覚めさせることができると喧伝され、教団の拡大とグルへの絶対的な帰依が加速した。麻原は、弟子が自己を空っぽにしグルに盲目的かつ絶対に帰依することで（グル・ヨーガ）、グルのエネルギーで満たされる「ヴァジラヤーナ（金剛乗）」の教えを説いた。さらに、これにチベット密教の「ポア」の理論を合体させ、生きるべき人間と死ぬべき人間を判断する権限は解脱者にあり、悪しきカルマに染まり死後は人間以下に転生することが確実だとグルが判断した人々を、グルの指示に従い殺害し救済する善行として、慈悲殺人「ポア」が説かれた。これがオウム真理教の最終教義「タントラ・ヴァジラヤーナ」である。1988年9月に信者の事故死を隠蔽したことを契機に、1989年2月には脱退しようとした信者が殺害され、教団に反発する信者の殺害、教団の敵の殺害と、殺人・テロ行為が繰り返され、ポアのための化学兵器の開発が行われた。1989年11月には教団と対立する坂本弁護士とその家族を殺害し、1994年6月には猛毒のサリンをまき死者8人・負傷者約140人を出した松本サリン事件を起こし（被害者が犯人扱いされた冤罪事件でもある）、1995年3月には東京の地下鉄でサリンを使った日本社会への無差別テロが実行され、この地下鉄サリン事件は死者13人・負傷者5,800人以上という甚大な被害を出し、日本及び世界を震撼させた。
オウム真理教が元々ヨーガ道場であり、信者を集める手段としてヨーガ教室が用いられたこと、教義にヨーガが含まれること、その思想がインドの伝統思想を基礎にし、ヒンドゥー語やサンスクリット語に起源する用語、ヨーガの用語を多用したこと（「オウム」は聖音「オーム」、慈悲殺人「ポア」はチベット密教の「ポワ」を基にしている）、もあり、聖音（オーム）や瞑想、ヨーガという言葉には、オウム真理教のイメージがつきまとうようになった。この教団による一連の事件が日本のヨーガに与えた影響はきわめて大きく、「ヨーガ＝洗脳」という強い負のイメージ、宗教への恐れが人々に刻まれた。オウム真理教の仏教解釈やヨーガの思想・行法の利用は極めて独善的で恣意的であったが、仏教関係者にもヨーガ関係者にも、それを正面切って糾す人はほとんど出ず、彼らのこうした消極的な態度が、一般人の仏教やヨーガへの失望をさらに強め、理解を損なうことにもなった。看板からヨーガの文字が外されたり、生徒のいないクラスがあるなど、ヨーガは下火となり、廃業する教室も少なくなかった。当時嫌がらせの電話を受けるなど、苦い経験を持つヨーガ関係者も少なくない。こうした状況の中、オウム真理教事件以前からあるヨーガ道場は、地道な活動を続けていった。

### 21世紀のヨーガの流行
日本では、1980年代からエアロビクスを中心に女性向けエクササイズがフィットネス・クラブを中心に広がって定着していたが、それでも、オウム真理教事件の影響があったため、アメリカで1990年代後半には既に流行していたフィットネス的なヨーガは、すぐには日本に入ってこなかった。今回のヨーガの流行は、アメリカにおけるそれから10年近く遅れた。
ヨーガはメディアに無視されていたことで、多くの人々に「新しいもの」というイメージで捉えられることとなった。ヨーガ関係者は、ヨーガからオウム真理教を連想させないよう、新しいエクササイズとして受け入れられるよう、「アーサナ」ではなく「ポーズ」という言葉を使い、ヨーガ実践者を Yogini（ヨギーニ）という日本式の造語で呼ぶなど、細心の注意を払った。2003年にアメリカから入ってきたパワー・ヨーガやアシュタンガ・ヨーガは、マドンナやクリスティー・ターリントンに象徴されるセレブリティな雰囲気から爆発的な人気となった。インドのヨーガは、アメリカを経由して新たな装いで洗練されたイメージとなり、こうした流行の最先端をいく人たちの実践によって、ヨーガの普及にさらなる拍車をかけることになった。2004年には、「YOGA フェスタ東京」と雑誌『Yogini』の創刊があり、東京に30以上のヨーガスタジオがオープンし、ここからブームが盛り上がっていった。「YOGA フェスタ東京」はケン・ハラクマが綿本彰に提案し、アメリカで行われているようなヨガの大規模イベントを日本で試みようと企画された。2004年の段階で日本のヨーガ実践者には、女性が多かったことから、さらに若い女性にアピールする目的で女優の千葉麗子を主催者に据えたことで、成功をおさめ、毎年開催されるようになった。ストレスの概念が注目されることで、ストレス緩和の方法としてもヨーガは注目された。入江恵子は、「ヨガの『もともとの』教えにある心身一体を目指す点はホリスティックなものとして、また、ストレッチ効果による精神面や身体面への効果などは「癒し」として、スピリチュアルブームと親和性が高かったことがブームを加速させた一因であると考えられる」と分析している。ヨーガは消費文化であるスピリチュアル文化に取り入れられ、生徒が「癒し」や「リラックス」などの様々な目的に合わせてヨーガの講座を購入し受講するシステムが普及した。
日本のヨーガブームは、消費文化としてのLOHASブームや江原啓之が広めたスピリチュアルブームとも並行しており、フィットネスであると同時に、スピリチュアルを好む女性の需要に合うような雰囲気や精神性もアピールされているが、オウム真理教を連想させるような宗教を感じさせないよう、スピリチュアルな演出にも注意が払われている。2006年の『ヨガのすべてがわかる本』では、日本のヨーガはもはや宗教ではないと繰り返し主張されている。
日本でヨーガが実践される場所として、現在のヨーガ・ブームの中心であり、2003年以降に設立された主にアメリカ式のフィットネス様式のヨーガが行われるヨーガ専門スタジオ、フィットネス・クラブのヨーガ・プログラム、伝統的ヨーガ道場がある。フィットネス・クラブでは2003年以前には、ヨーガが提供されることはあっても、エアロビクスやフィットネスに付随する軽いの運動という扱いで、さほど重視されていなかった。現在ではヨーガは主力プログラムになっている。オウム真理教事件以前からある「ヨーガ道場」の多くは経営者兼指導者が個人経営しており、彼らは実際にインドで修行をした経験を持つ場合が多い。アメリカ式ヨーガ専門スタジオの件数は東京と主要都市が多く、日本における現代ヨーガの流行は都市が中心となっている。
体重を落としたい、スタイルがよくなりたいという若い女性の願望をつかむことで、日本でヨーガを習う人は圧倒的に若い女性が多く、世界に比べて男性のヨーガ実践者は極端に少ない。日本のヨーガには、美の概念の追求（「癒し」、「リラックス」などもこれに含まれる）、妊娠しやすくなるヨーガ、マタニティヨーガ、親子ヨーガ、生理や子宮をよりよくコントロールしようする「月経血コントロールヨガ」「子宮美人ヨガ」等、「生殖」を中心とした女性身体への意味づけ、出産・生殖にまつわるヨーガの活況が特筆される。また、伝統的にヨーガは性と強い関連性を持ち、現代ヨーガ、特に欧米諸国では、性機能の向上やより良いセックスという意味付けがなされ、ヨーガを行う目的にもなっている。アメリカのヨーガ教室では、セックスとヨーガに関する書籍が見られることも少なくないが、日本では性的な要素はほぼ排除されており、言及される場合は「妊娠力を高める」というように、妊娠・生殖に直轄する文脈に限られている。
美しくなるため、癒しとして、内省の時間として（ある意味では、ヨーガの教義を利用して怒りなどの心の動きを「時間の無駄」として止滅させ、ビジネスライクに自己を「効率化」する社会的適応のツールとして）、フィットネスとして、身心のメンテナンスとして、妊娠やよりよい出産のため等、現代の女性たちに受け入れられている。
日本では、仏教伝来から近年まで、上記の異なる時期に発達したヨーガが、重層構造を形成しつつ展開しているものと理解される。
また、2016年よりインド政府認可のヨガ検定が一般社団法人全日本ヨガ連盟によって実施されている。

## 内容

### 座法
静的なヨーガでは、緊張を緩めて体を楽に保ち、心を無限性に集中させ瞑想にふけるために、座法の熟達が目指される。『ヨーガ・スートラ』では座法の名前は挙げられていないが、ヴィヤーサの『注解』では蓮華座（結跏趺坐に相当）、英雄座など12種類があり、後世になるとますます増えて84種類にもなっている。

### 苦行
インド最古の文献『リグ・ヴェーダ』には幻覚作用のある植物とみられるソーマが登場し、祭祀で重要な役目をはたしていたが、アーリア人はインド移住によってソーマを入手できなくなったと思われ、意識の変性を引き起こす苦行とヨーガが発展していった。
梵我一如を達成するための修行は、始めは肉体を酷使する苦行（tapas、熱の意。難行・荒行）であったが、のちに精神統一や集中、人間の内面の探求や分析を重視するヨーガが主流となっていった。苦行が肉体を苦しめることで強い緊張を伴う精神状態を生じるのに対し、ヨーガ（静的なヨーガ）は平静な観想を本質とするものであり、両者は多くの関係があるが、同一であるとは言い難い。ハタ・ヨーガはヨーガが苦行を取り入れて生じた。

### インドリヤ（感官、感覚器官）
インドでは、インドリヤ（感官、感覚器官）は積極的に対象をとらえるもので、感官が対象をとらえることで、欲望、執着が起こると考えられた。感官は外部の情報を受け取る受動的な器官であるという現代的な理解とは非常に異なる。対象を捉えようといわば暴走している感官を制御することが重要であり、インドでは心がどっしりとして冷静で落ち着いている人を「感官を制御した人」（ジーテンドリヤ）と呼んで高く評価する。感官の制御は、現代的に言うと自制心に近い。

### インド思想
ヨーガの技術・身心観は複雑多様であるが、あくまで瞑想の経験・実証をベースとする。インドの思想は極めて形而上学的な印象を与えるが、ヨーガの徹底的な経験と実証によって哲学的・宗教的思索が構築されており、言葉による思索をヨーガの実践に落とし込んだわけではない。サーンキヤ学派、ヴェーダーンタ学派等のインドの宗教諸派の中心的信念は、高度な精神集中による非日常的な意識状態によって体験されるもので、思索とは別の心の働き方といえる。インド思想の、物質的な現実は幻想（マーヤー）であり、自分の心の内から開示されていく世界こそ真の存在であり、高次の現実であるという考え方は、ヨーガの瞑想の体験がベースになっている。

### 世界観
古典ヨーガの哲学がサーンキヤ哲学の世界観をベースとし精神と物質の二元論であるのに対し、ハタ・ヨーガは一元論のヴェーダーンタ哲学により近い概念を採用している。ハタ・ヨーガにおける三昧は、塩が水に溶けて一体になるがごとく個我（ジーヴァートマン）と最高我（パラマートマン）が合一することとされたが、こうした考えは、精神と物質が完全に無関係になった状態を三昧とするヨーガ学派の教説とはかなり異なっている。
純粋に精神的な最高実在である純粋精神は無活動であると考えられていたが、タントラ思想のハタ・ヨーガではこれに力（シャクティ）を認め、この力が現象世界を形成するとしており、逆の立場をとる。
ヨーガは、超越することで得られるであろう個人、個体の精神的至福を確信し、それを追求する行法であり、生きながら物質的な現実世界とその生を否定するという面がある。初期仏教のヨーガ、古典ヨーガ、禅などが心の働きを止滅させることを目指す一方、後期に生じたヒンドゥー教のハタ・ヨーガ、密教のヨーガは心の働きを活性化させるもので、現世肯定的である。

### タントラ
インドにはタントラ、タントリズムと呼ばれる潮流があり、定義は困難であるが、ウパニシャッドの梵我一如に表される大宇宙と小宇宙の相関符合の神秘思想によって世界観が基礎づけられており、絶対的最高原理を認め、これと融合・合一することで生前解脱することを目指し、現世を肯定してそれを自在に支配しようという教義と実践の体系であると言える。ハタ・ヨーガはタントリズムの一部である。
タントリズムでは、解脱と現世の享受が主な関心事であり、解脱と共に神通力・神秘力の体得がもてはやされ、タントリズム特有の行法の秘儀・神秘的人体学が発達した。宇宙生命力としてのプラーナが、人体のナディー（脈管）を循環し、チャクラに集約されると考えられた。ヨーガによって会陰部のムーラダーラ・チャクラのクンダリニー女神を目覚めさせ、頭頂のサハスラーラのシヴァ神と合一することで法悦に浸るとされ、このヨーガに関連して、マンダラ、ヤントラ、チャクラ、ムドラーといった神秘的道具、附属物が考案され、グルによる入信聖別式は秘密性を深めた。
秘儀性は常識を超えた社会的禁忌へと接近させ、肉食、飲酒、乱交の勧めともなった。タントリズムでは、女神から魔女まで女性に帰せられる宇宙のエネルギーであるシャクティが重視され、解脱の障碍にも宇宙支配の具ともなるシャクティをなだめ支配する必要があるとされ、これは性の謳歌に通じたが、退廃の危険性をはらみ、淫乱・狂操という性格も持っていた。人身供儀のような、血なまぐさく陰惨な側面もみられた。

#### チャクラ

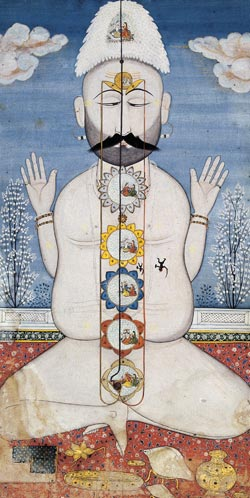
6つのチャクラの図、18世紀

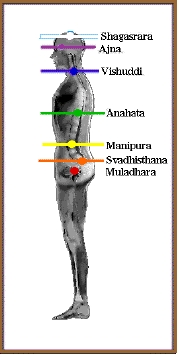
レッドビータに始まる虹色チャクラ説のチャクラの色と場所。

チャクラとそれに関連する信仰は、タントラ的・密教的な伝統の中で重視されてきたが、古典ヨーガ（主流のヨーガ）とは直接関係はない。インド学者のエドウィン・ブライアントらによると、解脱、悟りなどと呼ばれるヨーガの目標である霊的解放は、古典ヨーガでは、チャクラを採用するタントラ的なシステムとは全く異なる方法で達成され、チャクラ、ナディー、クンダリニーといったタントラの生理学は、古典ヨーガにおいて周辺的なものにすぎないとしている。
ハタ・ヨーガの実践はチャクラ理論に依拠しており、これはタントラ的な身体観である。こうしたタントラ的な身体観はヒンドゥー・ヨーガ、密教、チベット仏教に見られるが、そのチャクラの数、言及される色は一定していない。
チャクラを7つに固定し、各チャクラのプラーナの色に虹の7色をあてる考えが現代では普及しているが、これは伝統的なものではなくインド思想を取り入れ近代神智学を唱えた神智学協会のメンバーであるチャールズ・ウェブスター・レッドビータ（1854年 - 1934年）が20世紀に考案したものである。

### 神通力（超能力）の獲得
ヨーガの実践で神通力（超自然力、超能力、自在力）が身につくと考えられていた。古ウパニシャッドの『シュヴェーターシュヴァタラ・ウパニシャッド』では、ヨーガの修練によって「ヨーガの火より成る」身体を得たヨーガ行者は、まず軽快、無病、無欲、喜色、美声、妙香、排泄物が少なくなるなどの生理的変化が起こり、不老不死さえ得られるとされた。
古典ヨーガでは、修行の途中で直観知や識別知などのなどの特別な知と共に、様々な超能力が身につくとされた。ヴィヤーサの『ヨーガ・スートラ』の註、『マハーバーラタ』でヨーガで身につくとされたのは次の8種の神通力である。

1. 微細化：極微になることであり、それにより石にさえも進入する。
2. 軽化：軽くなることであり、それにより、太陽光線を掴み、太陽界に至る。
3. 大化：大きな状態であり、それにより、大きくなる。
4. 獲得：それにより、指先で月に触れることである。
5. 意欲自在：意志が妨害されないことであり、それにより、水においてのごとくに、地面に現れたり、潜ったりできる。
6. 支配：それにより、存在物と〔それから〕生まれたものを確実に支配することである。
7. 統御：存在物と〔それから〕生まれたものの生成・配置・帰滅を統御する。
8. 望み通りの決定（欲望の抑制）：真実〔を実現させる〕意志であり、それにより、ある人が存在物に対し意志があるならば、まさに存在物がその通りに成る。

古典ヨーガでは、こうした超能力は修行が特定の段階まで進むと自然と発現するとされ、自らの修行の段階を知る材料にもなるが、究極的な三昧に至るには妨げになると考えられた。一方ハタ・ヨーガでは、超能力の獲得が重要な目的となっている。
近現代のオカルティストで神智学協会に所属したチャールズ・ウェブスター・レッドビータは、ハタ・ヨーガにより「透視力」を得ると、オーラの感知、さらにはアカシック・レコードと呼ばれる霊的な記憶の場にアクセスすることによる過去視・未来視が可能になるとしている。

## 種類

### バラモン教・ヒンドゥー教

#### 古典ヨーガ

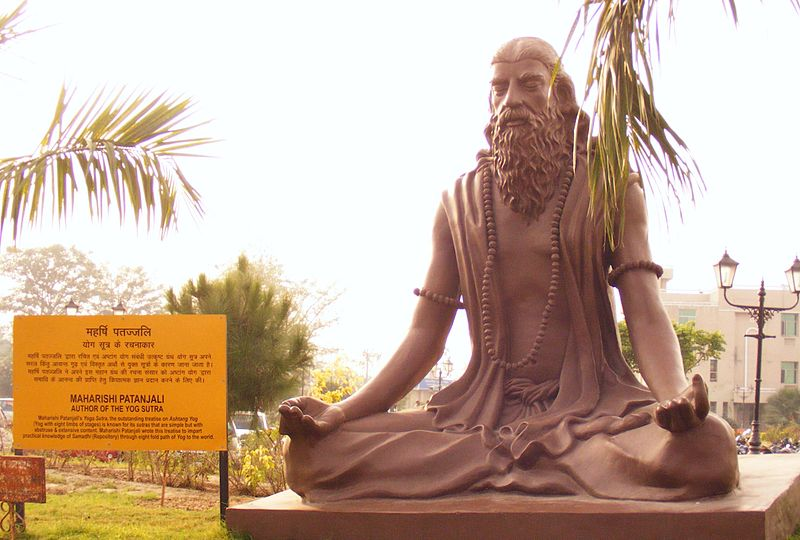
パタンジャリの彫像（ハリドワール）

心の作用の止滅を目指す静的なヨーガである。教典はパタンジャリの『ヨーガ・スートラ』（紀元後4-5世紀ごろ）。サーンキヤ学派同様に、宇宙の究極的な原理として純粋精神（プルシャ）と根本物質（プラクリティ）とを認める二元論であり、根本物質から統覚器官・自我意識・思考器官という心（心理・認識機能を司る器官）を含め、一切が展開するとみなす。よって、心は本来の自己である純粋精神とは本質が異なる物質的なものであるとする。心の作用には煩悩性があり、煩悩を原因とする経験によって業が心の中に蓄積するため、苦行・学習・最高神（イーシュヴァラ、自在神）への祈念という行作ヨーガ（クリヤー・ヨーガ、『ヨーガ・スートラ』2:1。クリヤーは行為の意）の実践で煩悩を弱め、禅定によって煩悩の活動をし止滅させることで、作用を伴う心は根本物質に帰り、輪廻は消滅し、肉体の死とともに完全な解脱が実現できるとされた。古典ヨーガは、後世ではラージャ・ヨーガとも呼ばれた。
『ヨーガ・スートラ』第2章29節は、実修法として以下の八部門が説かれている。
1. ヤマ（禁戒）：不殺生・真実・不盗・不淫・無所有の五戒の実践[260]
2. ニヤマ（勧戒）・内外の清浄・満足・苦行・学習（読誦）・最高神への祈念[260]
3. アーサナ（座法）
4. プラーナーヤーマ（調気、調息）
5. プラティヤーハーラ（制感）
6. ダーラナー（凝念）：心を特定の場所に縛りつけること。縛り付ける対象は『ヨーガ・スートラ』には実例は挙げられていないが、へその輪、心臓の蓮華、頭蓋の光明、鼻の先、舌の先や外部の対象などがあるとされる[20]。ディヤーナへのプロセスである[20]。
7. ディヤーナ（静慮、禅定）：ダーラナーと同一の対象に想念を集中すること[20]。サマーディへのプロセスである[20]。
8. サマーディ（三昧）：ディヤーナと同じ対象だけが顕れていて、本性が無くなったかのような状態[20]。

第1段階と第2段階は、当時の宗教や哲学体系で説かれた実践徳目と共通するものが多い。第2段階（ニヤマ）のうち、タパス（苦行）、スヴァディアーヤ（読誦）、イーシュヴァラ・プラニダーナ（自在神祈念、念神）の3つはクリヤー・ヨーガ（実践ヨーガ、行事ヨーガ）と呼ばれ、準備段階に当たる。安定した座法で（アーサナ）呼吸を調整し（プラーナーヤーマ）、外界の支配から感覚を引き離して対象と感覚を切り離すことで、感覚器官を支配下に置く（プラティヤーハーラ）。心を一か所に集中し（ダーラナー）、さらに他の観念に妨げられずに中断することなく持続し（ディヤーナ）、ついに集中する対象のみとなって自身が対象そのものであるかのようになる（サマーディ）。第6から8段階は同一の対象に対して行い、これをサンヤーマ（綜制）と言い、熟達することで真の智の輝きに達し、解放されると考えられた。
実修法は8つの段階で構成されることから、ラージャ・ヨーガをアシュターンガ・ヨーガ（八支ヨーガ）とも言う。ハタ・ヨーガをラージャ・ヨーガの準備段階として用いることもある。
『ヨーガ・スートラ』に先行し紀元前後に成立した『バガヴァッド・ギーター』では、ヨーガ思想と結合したサーンキヤ説（ヨーガ学派）としてサーンキヤ・ヨーガ説がみられ、サーンキヤ･ヨーガはジュニャーナ・ヨーガとも呼ばれている。サーンキヤ・ヨーガによって「行為（カルマ）の束縛を断つ」ことが目指されており、「ある者は、静慮（dhyāna 禅定）によってアートマンの中に、アートマンによって、アートマンを見る。他の人々は，サーンキヤ・ヨーガ〔の知〕によって、また他の人々は、カルマ・ヨーガ〔の行〕によって〔アートマンを見る〕。」と説かれている。サーンキヤ・ヨーガとカルマ・ヨーガは二つの立脚地であるが、両者は同一であるともされており、どちらの道を進んでも両者の果報を得ると述べられている。
二元論のサーンキヤ学派・ヨーガ学派は、6世紀を過ぎると徐々に支持を弱め、10世紀を過ぎると衰退した。19世紀半ば時点で、古典ヨーガを体系的に指導できるインド人はすでにいなかったようである

##### ラージャ・ヨーガ（राज योग、心理的ヨーガ）
「ラージャ」は「王の」という意味である。「マハー（偉大な）・ヨーガ」とも呼ばれる。ヴィヴェーカーナンダは19世紀末にジュニャーナ、バクティ、カルマ、ハタを四大ヨーガとして、その総称をラージャ・ヨーガとしたが、後にラージャ・ヨーガは第5のヨーガを指す言葉とされるようになった。今日ではラージャ・ヨーガは『ヨーガ・スートラ』に示される古典ヨーガと同義とされる。ただし、ラージャ・ヨーガという言葉の文献上の初出はハタ・ヨーガの教典『ハタ・ヨーガ・プラディーピカー』にある。
インドの宗教哲学の研究者中村元は、佐保田鶴治のヨーガの特徴の解説をベースに、ラージャ・ヨーガを心理的、ジュニャーナ・ヨーガ（知慧のヨーガ）を哲学的と特徴を説明している。『バガヴァッド・ギーター』においてジュニャーナ・ヨーガとはサーンキヤ・ヨーガであるため、ジュニャーナ・ヨーガとラージャ・ヨーガを区別することが可能なのかはわからない。

#### クリヤー・ヨーガ（क्रिया योग、実践ヨーガ、行事ヨーガ）
『ヨーガ・スートラ』において、イーシュヴァラ・プラニダーナ（自在神祈念、念神）、スヴァディアーヤ（読誦）、タパス（苦行）の3つが、クリヤー・ヨーガ（実践ヨーガ、行事ヨーガ）と呼ばれる。三昧を修習し煩悩を弱めるためのもので、三昧を達成するために欠かせないヨーガである。

#### ジュニャーナ・ヨーガ (ज्ञान योग、哲学的ヨーガ)
ジュニャーナ・ヨーガは知のヨーガである。ここでのヨーガは、行法体系ではなく、宗教実践の道や方法を意味している。超越的な真理の認識を重んじ、霊肉の関係を正しく分別することを学ぶ。
『バガヴァッド・ギーター』で説かれた解脱に至る3つの道のうちの一つであり、ジュニャーナ・マールガ（知識の道）は、正しい知識を学び、正しく認識することによって解脱に到達するとされている。『バガヴァッド・ギーター』で言われるジュニャーナ・ヨーガは、無神論・二元論のヨーガであるサーンキヤ・ヨーガ学派のことである。静かに座して観法すること主とする、非行動的な、哲学的ヨーガである。
真我（観照能力）と自性（宇宙的普遍存在）の一致による解脱を目的とした。絶対者との本質的合一を己の精神の中に確立することを目指すもので、ウパニシャッドの梵我一如の思想の流れを汲むものとなっている。唯一絶対なる存在への帰一を目指すものと理解されるようになり、ヴェーダーンタ学派、特にシャンカラに由来する不二一元論派で重視されている）。シャンカラは著書『バガヴァッド・ギーター註解』で、祭祀の実行といった世俗的な繁栄をもたらす「活動を促すことを特徴とするダルマ」は心の浄化を通じて間接的に解脱につながるものにすぎず、ウパニシャッドに説かれる梵我一如の知識である「活動を止滅させることを特徴とするダルマ」ジュニャーナ・マールガこそが至福すなわち解脱への道であり、『バガヴァッド・ギーター』が真に意図するところであるとしている。

#### カルマ・ヨーガ (कर्म योग、倫理的ヨーガ)
カルマ・ヨーガは行のヨーガであり、ここでのヨーガは、行法体系ではなく、宗教実践の道や方法を意味している。日常生活を修行の場ととらえ、行為（カルマ）の結果としての報酬を求めず、願いを持たず、ただ各自の義務・本務（ダルマ）を行う実践倫理のヨーガである。バール・ガンガーダル・ティラクなど、インド独立運動の志士たちが重視した。

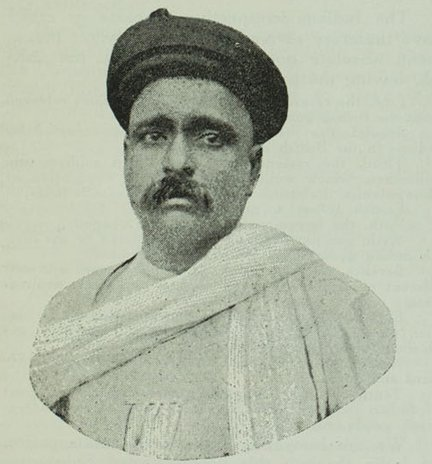
ティラク

この語はウパニシャッドには見られず、『バガヴァッド・ギーター』で初めて強調され、解脱に至る3つの道のうちの一つとして説かれた。『バガヴァッド・ギーター』には、サーンキヤ・ヨーガ（ジュニャーナ・ヨーガ ）と対比されるヨーガ行者の行法としての用法がみられる。サンニヤーサ・ヨーガ（行為の厭離・放擲（ほうてき））とカルマ・ヨーガ（行為の実践による心統一）が比較され、カルマ・ヨーガの方がより優れるとも説かれた。
カルマ・マールガ（行為の道、実践の道）は、先祖祭祀の実行、正しい日常生活、正しいヨーガを学んで実践することで、心身を清め、解脱に到達するものとされている。各ヴァルナ（身分）の義務の遂行を説いており、出家者向けでなく在家者のための教えであると理解されている。ただし、シャンカラはこれを一段低いヨーガとみなしていた。

#### サンニヤーサ・ヨーガ（行為の厭離・放擲）
カルマ・サンニヤーサとも。『バガヴァッド・ギーター』で説かれるヨーガである。行為の放棄であり、行為の結果を他者に委ねるということを、さらには「知」を最高神（ブラフマン）あるいはヴィシュヌ神に、または自身の奥にあるプルシャに全て委ねることである。サンニヤーサ（厭離）のためにはジュニャーナ・ヨーガ（サーンキヤ・ヨーガ、知のヨーガ）に続き、カルマ・ヨーガ（行為のヨーガ）が必要であるとされる。
サンニヤーサ（厭離）によって行為（カルマ）の離脱という最高の完成に到達すると説かれているが、「サンニヤーサ（厭離）のみによって完成に至ることはない」とも説かれ、行為の離脱には行為が必要とされている。『バガヴァッド・ギーター』では、行為の厭離よりも行為の実行が重んじられている。サンニヤーサによって自身のこだわりをクリシュナに、ヴィシュヌに、またはブラフマンに委ね、本性によって定められた行為に徹すれば（カルマ・ヨーガ）、人は罪に至ることはないとされた。一切の行為を神に委ねることによって信頼（バクティ）が生じるため、そう感じられるよう知識をヨーガ（ジュニャーナ・ヨーガ）するよう勧められている。
「サンニヤーサ」は、のちにサンニヤーシン“出家者”という意味でつかわれるようになった。

#### ハタ・ヨーガ (हठयोग、生理的ヨーガ)

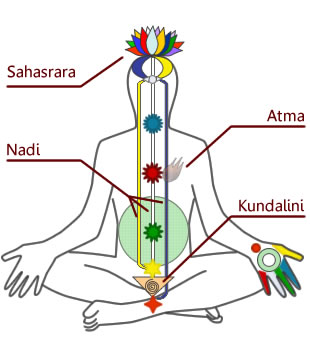
ナディー、チャクラ、クンダリニーの図

「ハタ」は「力」（ちから）を意味する。教義上、「ハ」は太陽、「タ」は月をそれぞれ意味すると説明されることもある。アーサナ（姿勢）、プラーナーヤーマ（呼吸法）、ムドラー（印・手印や象徴的な体位のこと）、クリヤー/シャットカルマ（浄化法）、バンダ（制御・締め付け）などの肉体的操作により、深い瞑想の条件となる強健で清浄な心身を作り出すヨーガ。その萌芽は8-9世紀ないし9-10世紀ごろに遡り、13世紀のゴーラクシャナータによって確立したとされる。『ハタ・ヨーガ』と『ゴーラクシャ・シャタカ』という教典を書き残したと言われているが、前者は現存していない。インドにおいて社会が荒廃していた時期に密教（タントラ）化した集団がハタ・ヨーガの起源と言われる場合もある。欧米など世界的に学習されているハタ・ヨーガの大半は、伝統的なハタ・ヨーガとは別系統である。アーサナが中心で、身体的なエクササイズの側面が重視されている。（→#現代のハタ・ヨーガ）
近代インドでは、ハタ・ヨーガ（あるいはクンダリニー・ヨーガ）とその実践者は、不審で望ましくない、危険なものとして避けられる傾向にあった。（#中世を参照）

##### ラヤ・ヨーガ (クンダリニー・ヨーガ、心霊的ヨーガ)
ラヤ・ヨーガはハタ・ヨーガの奥義とされ、ラヤとは帰入する、没入するという意味である。クンダリニーとの合一を目指し、これをクンダリニー・ヨーガともいう。クンダリニー・ヨーガの行法はハタ・ヨーガからタントラ・ヨーガの諸流派が派生していくなかで発達した。ムーラーダーラに眠るというクンダリニーを覚醒させ、身体中のナディーやチャクラを活性化させ、悟りを目指すヨーガ。密教の軍荼利明王は、性力（シャクティ）を表わすクンダリー（軍荼利）を神格化したものであると言われることもある。クンダリニーの上昇を感じたからヨーガが成就したというのは早計で、その時点ではまだ「初期」の段階にすぎない。「火の呼吸」と呼ばれる呼吸法はクンダリニー・ヨーガの側面もあるがイコールではない。
今日では超心理学的な現象を出現させるヨーガと考えられ、注目されている。
クンダリニー・ヨーガに相似するものとしては、チベット仏教のゾクリム（究竟次第）などがある。

#### バクティ・ヨーガ (भक्ति योग、宗教的ヨーガ)
バクティ・ヨーガは、信のヨーガであり、ここでのヨーガは、行法体系ではなく、宗教実践の道や方法を意味している。呪法祭祀主義のバラモン教を否定して登場した、バクティ（信愛）を精神的支柱とし、ヨーガを実践的支柱とする、ヨーガの歴史の中では比較的新しい運動である。有神論のヨーガであり、神への絶対帰依と全き信愛を重視する宗教的なヨーガである。バクティ・ヨーガは神を招く方法でもあり、三昧の境地で神と一体化することを目指す。

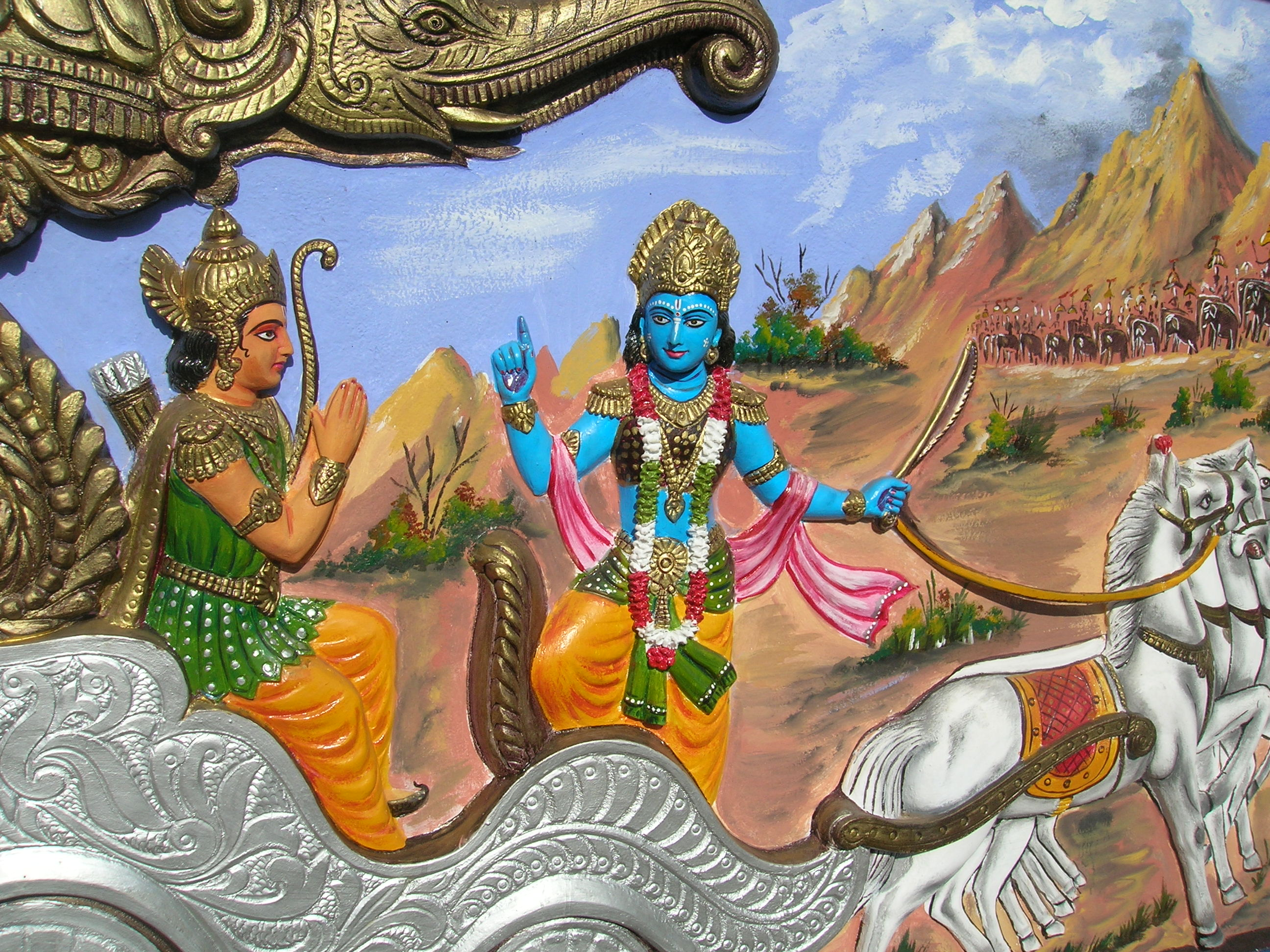
クリシュナが『バガヴァッド・ギーター』をアルジュナに説く場面

ヴェーダ聖典一般、古ウパニシャッドの中にこの語は見られない。『バガヴァッド・ギーター』で説かれた解脱に至る3つの道のうちの一つであり、バクティ・マールガ（信愛の道）は、神の恩寵によって解脱に到達するものとされている。『バガヴァッド・ギーター』では3つの道のうち最後に挙げられ、最も重んじられている。ヒンドゥー教の諸派で重視される道である。

#### マントラ・ヨーガ (मंत्र योग、呪法的ヨーガ)

聖音オーム

神聖な呪句、特に呪術的効果があると考えられる神聖な音節（種子(しゅじ)）を唱えることによって解脱が得られるというヨーガである。マントラ（真言）としてはブラフマンを表す「オーム」が広く知られているが、心の平安を意味する「シャンティ」もよく用いられる。ガーヤトリー・マントラをはじめ、マハー・マントラ、ハレークリシュナ・マントラ等、主にサンスクリット語のインヴォケーション・マントラ（神を讃えるマントラ）などがある。音（ヴァイブレーション＝振動）のヨーガである、ナーダ・ヨーガ（नादयोग）の一種。仏教の中でも、種子を重んじる真言密教と密接な関係がある。
マントラに簡単なメロディをつけ、コール・アンド・レスポンス（初めに一人が一節を歌い、次に参加者が同様に歌う）方式で、複数人から大勢で歌うものをキールタン（कीर्तन）という。キールタンと混同されやすいものにバジャン (भजन) がある。
現代では、ヒンドゥー教系新宗教とも言われる超越瞑想で、マントラを心の中で唱えて雑念を追い払う瞑想（超越瞑想）が行われる。

##### ジャパ・ヨーガ (जप योग)
基本的には、数珠を用いて定数のマントラを唱えるヨーガ。紙に定数のマントラの文字を書いてゆくものを、リキタ・ジャパという。
数珠を繰りながら神名を繰り返す方法は、インドからヨーロッパに伝えられている。

#### ヴィヤーヤーマ・ヨーガ（Vyāyāma-yoga、体育的ヨーガ）
体育を主とするヨーガである。ヨーガの古典には登場しない。

### 仏教

#### 四禅
ブッダが菩提樹の下で行い悟りを開いた瞑想の一形態で、仏教における瞑想の基本形である。実践することで到達できる心の境地を四段階のレベルに分けている。仏教では、ブッダ独自の瞑想法であるとみなされているが、ブッダと同時代の修行者（サマナ、沙門）たちが実践していた禅定が原型であるだろうと考えられている。
- 初禅：もろもろの感覚的な欲望・不健全な状態（欲界）から遠離し、初禅（瞑想状態）に入る。粗い思考（対象を志向する思考）と微細な思考（対象に定着して観察する思考）をまだ伴っているが、遠離によって生じる喜び・安らぎがある状態となる[98][92]。
- 第二禅：粗い思考と微細な思考が修まると、次のステージである第二禅に移る。内心が清浄となり、心が統一し、心の安定によって生じた喜び・安らぎがある状態となる[98][92]。
- 第三禅：喜楽が静まると、平静で、正念（正しい気づき）・正見（正しい知・自覚）があり、身体で安らぎを感受する状態となる[98][92]。
- 第四禅：すでに安楽や苦しみ、喜びや悲しみもないため、苦しみ・安らぎもなく、心の平静さによって気づきが純粋な状態となる[98][92]。これが正しい集中である[98]。

#### 止観
止観（サマタ・バーヴァナーとヴィパッサナー・バーヴァナー）は、三学の定と慧にそれぞれ相当する。

##### 止（サマタ・バーヴァナー）
呼吸など、心を何か一つのものに集中し（心を結びつけ）、心を静める瞑想法。

##### 観（ヴィパッサナー・バーヴァナー）
身体の感覚機能で感じること、五蘊と呼ばれる心の働き等を対象に、複数の対象を次々と気づきながら、頭で考えるのではなく、精神を集中し、物事の本質を洞察し、対象を判断せず、言葉を用いずありのままに見、心を振り向けることを通し、無分別と呼ばれる境地を目指す。パーリ仏典の念処に相当すると考えられる。
心の働きを観察する時に心を結びつける対象は、カンマッターナ（業処）と呼ばれ、初期には、歩く動作などの身体の動き（身）、苦楽などの感受（受）、心の働き（心）、誰もが持つ心の働き（法、一般には五蓋と五蘊）の四つに分類されていた。やがて言葉も対象となり、短い言葉を唱えること、文章に心を結びつけることというように言葉も対象となり、東アジア世界では称名念仏や唱題が盛んにおこなわれた。
慈悲の瞑想は現代でも大乗仏教で広く実践されているが、止観の観点から見ると、観に入る準備段階と位置付けられる。

###### 阿字観
真言宗の伝統的な瞑想法で、僧侶の鍛錬の方法である。仏と行者の一体を観想するものが、阿字の観法である。正式な阿字観への言及は、弘法大師空海が口述したものを、その弟子実慧が記録したといわれる「阿字観用心口決」が最初といわれる。本尊である大日如来の象徴である阿字観掛け軸（大きな月輪（がちりん）の中に梵字の「阿」が蓮華の花の上に鎮座している図・曼荼羅）の前に座禅し、半眼または目を閉じて阿字観本尊を観じ、曼荼羅世界に入っていく。
本来出家者の修行法であるが、近年では高野山に外部から瞑想はないのかという問い合わせがあり、一般向けにも指導が行われるようになった。僧侶の指導の下で行われる。

### インド後期密教・チベット密教

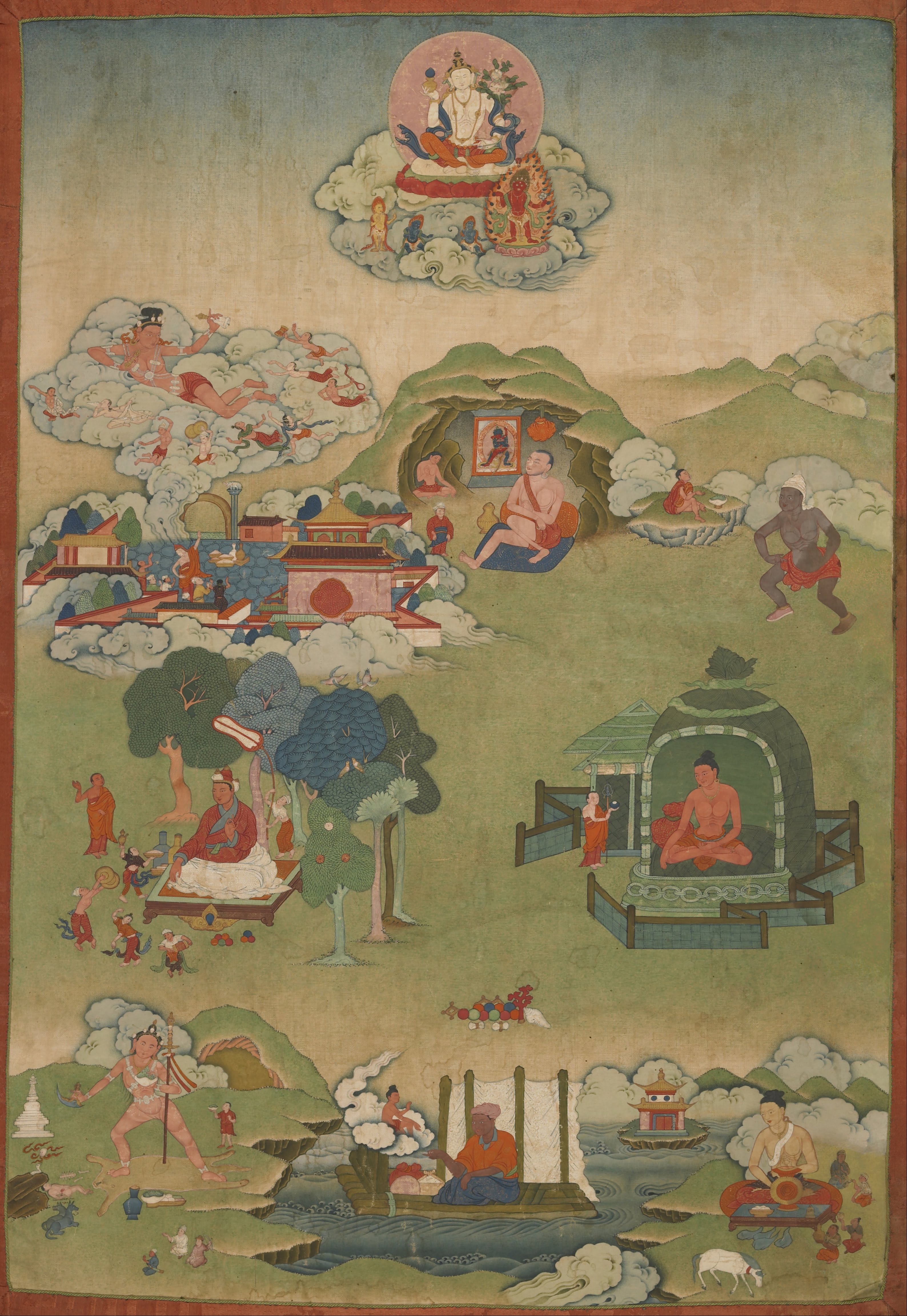
様々なタントラ・ヨーガを行うシッダ（大成就者）達

貪欲行（性ヨーガ）を根幹にもつ金剛乗（密教）は、戒が三昧耶（サマヤ）・愛欲行、定（ヨーガ行）が生起・究竟の二次第を大枠とするバーヴァナー（修習）である。
チベット語ではヨーガのことを ワイリー方式：rnal 'byor （ネンジョル、ネージョル、ナルジョル）という。インド後期密教を受け継いだチベット密教にもさまざまなヨーガが伝承されている。

#### 生起次第（キェーリム）
世界を構成する森羅万象が究極の存在である仏たちの顕現であることを体得する修行で、曼陀羅の観想法(瞑想法)や本尊瑜伽とも類似している。

#### 究竟次第（ゾクリム）
後期密教が究極の修行法として開発した、快楽と叡智の究極の関係をベースにした性ヨーガにまつわる修行法で、インドの後期密教とそれを受け継ぐチベット密教に独特のものである。生起次第と、究竟次第の準備に当たる微細瑜伽に続いて行われるが、チベット密教の究極の修行法で、秘伝であり、ごく少人数にしか伝えられてこなかった。

#### 夢のヨーガ
夢のヨーガ、夢ヨーガ (チベット語: rmi-lam もしくは nyilam; サンスクリット: स्वप्नदर्शन, svapnadarśana)は、チベット仏教の密教の階梯で行われるもの。チベット仏教では伝統的に、明晰夢を訓練で導き出す技術を養ってきた。最初は夢の中で、次は夢のない睡眠の中で、さらに24時間常にはっきり覚醒した状態を保つ訓練を行い、最終的に通常の覚醒そのものが夢であるという認識を目指す。

### 近年の種類

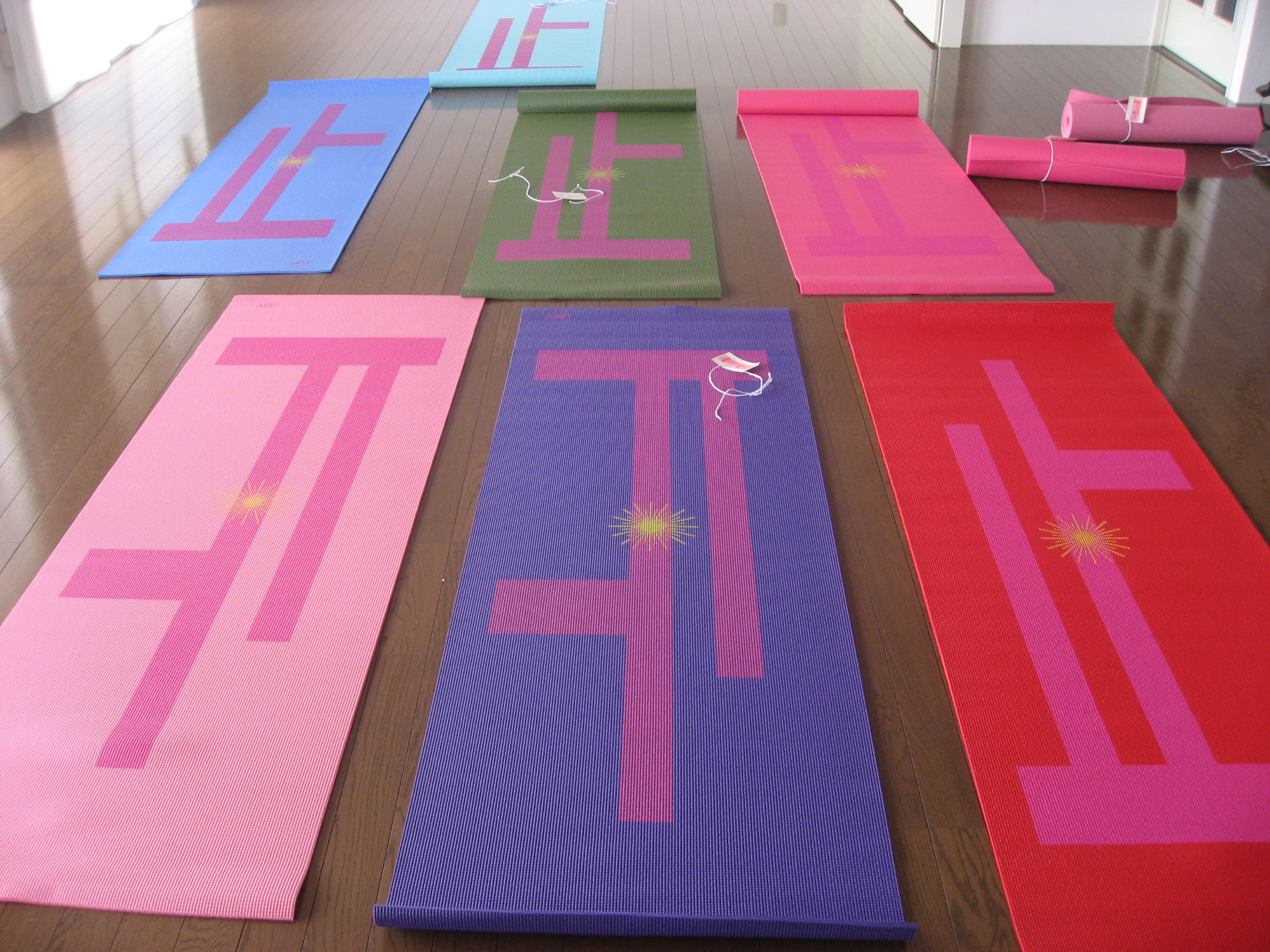
ヨガマット

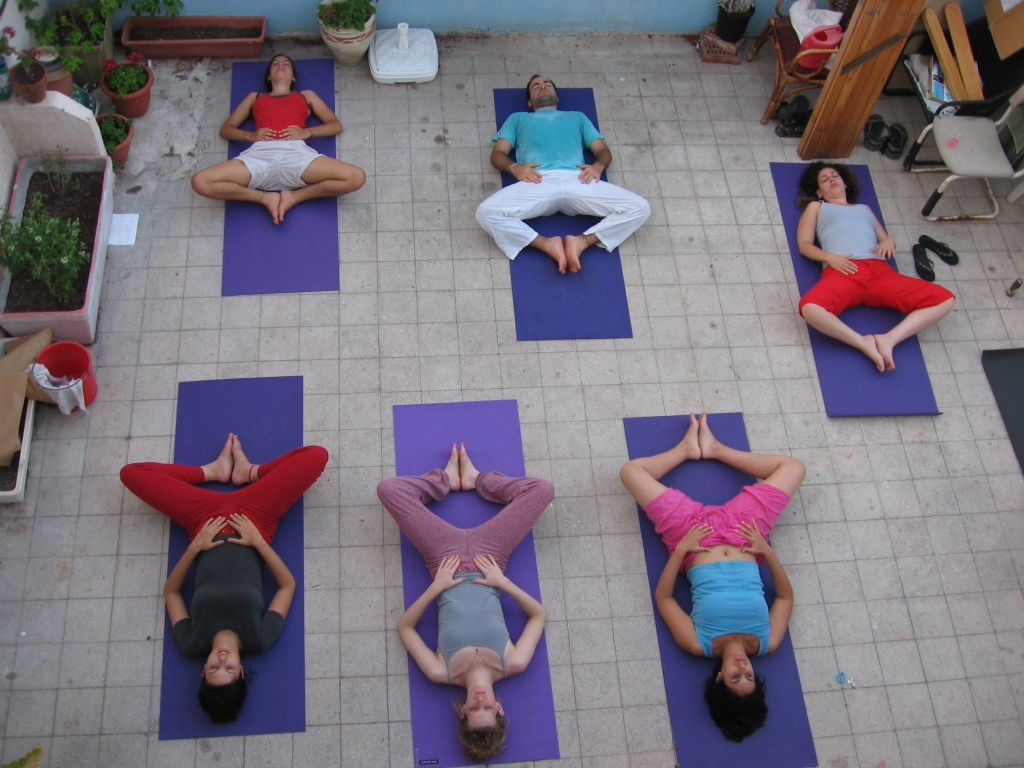
ハタ・ヨーガの練習をする人々

スポーツジムのヨーガ教室

近現代に創られた、新たな「ハタ・ヨーガ」にフィットネス等の要素を取り入れ改良を加えたものが、現代人に人気である。B・K・S・アイアンガー（1918年 - 2014年）によって、滑らない個人用のマット上で実施することや、補助具を利用して安全性や運動の効果を高める工夫がなされた。

#### ハタ・ヨーガ（ヨーガ体操）

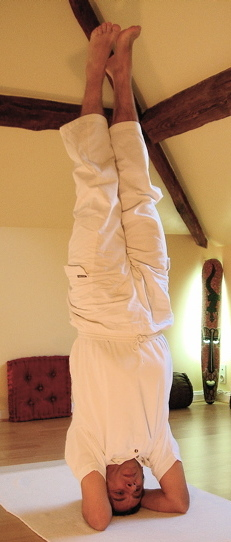
現代になってティルマライ・クリシュナマチャーリヤが重視したといわれる「シールシャーサナ」（頭立ちのポーズ、ヘッドスタンド）。

現代の英語圏ではアーサナに重点を置いた体操的なヨーガがハタ・ヨーガと呼ばれて広まっているが、マーク・シングルトンの研究によると、それは中世のハタ・ヨーガが連綿と現代に伝えられたものではない。その直接的な起源は、西洋の身体鍛錬文化や体操法の影響を受けて20世紀初頭の数十年間にインドで形成された「創られた伝統」であった。
現在世界的に普及している体操的なヨーガのポーズの多くは、イギリスの筋肉的キリスト教などを背景に19世紀後半から20世紀前半に西洋で発達した身体鍛錬運動に由来しており、それらはキリスト教を伝道するYMCAやイギリス陸軍によってインドに輸入されたものである。宗教社会学者の伊藤雅之は、この西洋身体鍛錬に由来するヨーガ体操はハタ・ヨーガと呼ばれるが、現在のハタ・ヨーガのアーサナと、『ヨーガ・スートラ』に代表される伝統的な古典ヨーガや中世以降発展した（本来の）ハタ・ヨーガとのつながりは極めて弱いと指摘している。イギリス人はインド人とインド社会は肉体的、道徳的、精神的に堕落しているという脆弱神話を唱えてインド支配を正当化しようとし、インド人も脆弱神話を内面化していたため、インド人知識人たちは身体鍛錬文化に興味を持ち、肉体を強化して個人と社会の堕落と言われる状態を克服しようとし、またイギリスとの武力闘争の闘士を育てようとした。1920-30年代に、西洋の身体鍛錬から発生した多様な体操法などが融合してインド伝統のハタ・ヨーガの技法として確立した。
「現代ヨーガの父」と呼ばれるティルマライ・クリシュナマチャーリヤ（1888年 - 1989年）も、西洋式体操の影響を受けた身体技法を自らのヨーガ・クラスに取り入れ、思想面にヴィヴェーカーナンダ（1863年 - 1902年）などのヒンドゥー復興運動の思想と『ヨーガ・スートラ』を援用した。現代のハタ・ヨーガはアーサナ（ポーズ）主体で、解剖学を修め、『ヨーガ･スートラ』を聖典とし、現代の多くのヨーガのアーサナは、現代のハタ・ヨーガがベースになっている。シールシャーサナ（頭立ちのポーズ）やサルヴァンガーサナ（肩立ちのポーズ）はクリシュナマチャーリヤが重要視したものといわれ、現代のほとんどのヨーガ教師は、クリシャナマチャーリヤとは別系統の人々も含め、直接的・間接的に彼の影響を受けていると言われる。

#### アシュターンガ・ヴィニヤーサ・ヨーガ
現在のパワー・ヨーガの源流ともなっているヨーガ。呼吸と共にアーサナを行う。
現在、一般的にヨーガのシーンで「アシュタンガ・ヨガ」と呼ばれているものは正式には「アシュターンガ・ヴィニヤーサ・ヨーガ」（アシュタンガ・ヴィンヤサ・ヨガ）という（本来は、アシュターンガ・ヨーガという語は『ヨーガ・スートラ』第2章29節に記述されている八部門ないし八階梯からなる修行体系を指す）。ティルマライ・クリシュナマチャーリヤに教えを受けたパッタビ・ジョイスがこのヨーガの創始者である。現在は継承者でパッタビ・ジョイスの孫であるシャラスが指導している。

#### クリヤー・ヨーガ
マハー・アヴァター・ババジからラヒリ・マハサヤ、パラマハンサ・ヨガナンダへと、グルから弟子への伝統によって伝えられたとされるヨーガも、『ヨーガ・スートラ』におけるクリヤー・ヨーガと同じくクリヤー・ヨーガと呼ばれている。

#### パワー・ヨーガ
「パワー・ヨーガ」（パワーヨガ）は、アシュターンガ・ヴィニヤーサ・ヨーガをベースにしたヨーガで、アーサナを実践することで脂肪を燃焼させ、美しい肉体を作ることを目的として主にアメリカで開発された。ハリウッドスターを中心に一大ブームとなり先進諸国に広がったことから「ハリウッド・ヨーガ」ともいう。
ハタ・ヨーガ（ヨーガ体操）が、1つのポーズをとったまま一定時間静止した上で次のポーズに移行するのに比べ、アシュターンガ・ヴィニヤーサ・ヨーガをベースにしたパワー・ヨーガは、各種ポーズをストレッチのように一連の流れの中で行うのが特徴である。アイソメトリックな運動によるフィットネスが主な目的である。

#### ホット・ヨーガ
ホット・ヨーガ、ホットヨガは、室温35〜39度前後、湿度60%前後に保たれた室内でアーサナを中心としたエクササイズを行うヨーガである。実施する室内環境は、ヨーガ発祥の地インドの気候を模したとも言われる。パワー・ヨーガ、ビクラム・ヨーガ（40度以上で行う）、フォレスト・ヨーガなどの形態がある。アメリカ合衆国西海岸で1970年代に始まり、日本では2009年ごろから広まった。2015年時点で日本で30万人が行っているとも言われる（出典のデータが何の統計によるかは不明）。

## 論争・問題

### オウム真理教におけるヨーガによる自己変容体験の悪用
オウム真理教には、ヨーガがきっかけになって入信した信者が多かった。教祖の麻原彰晃は、阿含宗での修行ののちに『ヨーガ・スートラ』に出合い、『ハタ・ヨーガ・プラディーピカー』、『ゲーランダ・サンヒター』、『シヴァ・サンヒター』（いずれも佐保田鶴治訳）と教典をもとに独学し、空中浮揚するまでに至ったという。新宗教を研究する沼田健哉は、このように正規のグルにつかずに修行をしていたことで、いわゆる「魔境」に陥った可能性を指摘し、のちに様々な問題を生ぜしめた要因のひとつであると述べている。オウム真理教ではヨーガによるクンダリニー覚醒の実践が中心的な位置を占めており、沼田は、「ヨーガによる自己変容としての解脱体験こそ、80年代前半の麻原の宗教的アイデンティティの柱の一つとみなしうる」と述べている。本来ヨーガや瞑想によって常人にない能力を得ることは否定されてはいないが、オウム真理教の信者には超能力を獲得することを主な目的とする者も少なくなかった。
ヨーガや瞑想などの修行法、断食などの苦行も、本来は真の自己を見出すためのセルフ・コントロールの一種である。沼田は、破壊的カルトと呼ばれるような新宗教の教団で行われている行為と、東洋の伝統的なヨーガや瞑想などの修行法は似ている部分が少なくないが、行われるコンテクストが異なっていると反対の結果を生じうると述べている。またオウム真理教にみられる強固な教祖 ＝ グル崇拝は、麻原や幹部による洗脳やマインドコントロールをより容易にしたことを指摘している。

### 指導者の無資格問題・講習の質と時間
ヨーガの指導者になるのに定まった資格はなく、だれでもなることができるが、全米ヨガアライアンス（YA）200時間（週末10-12回分）のYoga Teacher Training（YTT）の修了がスタジオやジムで教えるための必須条件であることが多いため、これを受講する人は多い。200時間YTTを行うYA認定校は5500以上、YA認定指導者は6万人以上にのぼる。2016年には世界中で10万人以上が年間平均3000ドルを200時間YTTに投資した。200時間YTTは、インドである程度長い時間を費やしてヨーガを習得した初期のアメリカの熟練の講師たちによって、講師の短期間での育成を防ぐために設定された。しかし、200時間は初期の欧米のヨーガの指導者たちが教える立場になるまでに費やした時間とは比べ物にならないほど短く、たった200時間のトレーニングで十分なのかという疑問の声もある。200時間YTTでは、生徒の安全を図るための解剖学に十分な時間を費やしておらず、クラスの作り方や生徒の生徒の肉体的、精神的ニーズへの理解、ヨーガの伝統を十分学ぶことは難しい。YTT修了者には、コースの内容が指導者になるには不十分と感じ、生徒をサポートし安全に指導できないと考え、指導者になることをあきらめる人も少なくない。

### 指導者の低収入
全米ヨガアライアンスの調べでは、ヨーガの指導が主要な収入源となっているインストラクターは30%にも満たない。そのため、コロラド州議会では、ヨーガ講師は職業として認められないという論争があった。

### 女性への性的虐待
近年では、ヨーガ教室で、指導者が生徒や関係者に不適切な性関係を強いたり、セクシャルハラスメントをしたり、生徒のアジャスト（姿勢の調整）の際に性的な接触を行ったり、セラピーと称して性行為、性儀式を行うといったスキャンダルが相次いでいる。「ヨガジャーナル」の記者は、ヨーガの歴史の中で、ヨガの流派やしきたり、またはヨーガ道場や関連の組織のなかで、違法な性的行為の問題は正しく認識されないことが多く、対策も講じられてこなかったと指摘している。
後期密教で行われた女性を性ヨーガの相手に行う貪欲行について、高野山大学密教文化研究所の静春樹は、性ヨーガの相手を務める女性にとって貪欲行は男性修行者と同じ意味を持つのか、貪欲行は女性が理論構築しイニシアチブを取るわけではなく、性ヨーガの相手の女性は男性修行者が悟るための手段としてだけでなく、彼女にとっても成就の手段であるのか、女神崇拝の大きな潮流の影響を受け女性性を重視しているが、むしろそれが男女の権力関係、男性による女性支配、女性差別を隠す装置になっていないかと問いかけている。後期密教で、出家者は性的ヨーガを主に性的イメージを用いる観想として行ったと考えられているが、時には男性出家者が在家の女性信者に対し、「我が身を捧げる無上の供養」として性ヨーガの相手を強要する破戒行為に及ぶこともあった。
現代のヨーガの世界でも、男性指導者を教祖や聖者であるかのように思わせる、カリスマ的な物語があふれている。
現代ハタ・ヨーガの一種であるアヌサラ・ヨーガの創始者ジョン・フレンドは、ウイッカのカブンで魔術的な性関係を持ち（セックス・ヨーガを含むタントラ・ヨーガ（ネオタントラ）を指導していたと言われるが、伝統的なものではないと言われる）、既婚者を含む関係者や生徒と不適切な性関係を持っていると告発された。このスキャンダルで教師は次々辞職し、ジョン・フレンドは指導者の地位を退いている（加えて、被雇用者の年金等の雇用条件に関する違法行為の疑惑がある）。
現代ハタ・ヨーガ、ホット・ヨーガの一種であるビクラムヨガでは、創始者で巨大ヨーガスクールを経営し世界的にフランチャイズ展開していたビクラム・チョードリーが、生徒からセクハラ、パワハラ、性犯罪で民事告訴された。
2017年の＃MeToo運動の盛り上がりの際には、ヨーガ教師で企業家のレイチェル・ブラゼンが、ヨーガ教室・コミュニティ内で女性が受けた性的虐待、セクシャルハラスメント、性的暴行の経験の告白を300件以上集め、ヨーガの世界に衝撃を与えた。ブラゼンは、このような被害の申し立ては比較的最近に始まったが（2018年時点）、「何十年もの間、ヨガのコミュニティ内での虐待については皆知っていました」と述べ、長年続く問題であると指摘した。「少なくとも、虐待を行ったティーチャーが信用を失う仕組みが必要です」と苦言を呈しており、生徒や関係者の女性に性的虐待を行ったヨーガ指導者が信用を失うことなく講師を続け、被害者が泣き寝入りをしている現状がうかがえる。ヨーガの生徒には、社会的な立場が弱く、心のバランスや静けさを求めて学びに来る人も多く、虐待の被害者は、神聖で安全であると考えていた場所で、尊敬する教師やメンバーから暴行されたことで非常に大きなショックを受けているという。ヨーガ産業の中心に君臨するアシュターンガ・ヴィニヤーサ・ヨーガを創始したパッタビ・ジョイスは、慈悲深い父親的存在として尊敬を集めてきたが、生前も死後もヨーガの指導での性的虐待の噂があり、#MeToo運動で性的な不正行為および性的暴行を繰り返していたとして、指導者や生徒から告発があった。
スピリチュアルな世界では、権力の乱用による虐待は珍しい話ではない。Kripalu Center for Yoga & Healthの元CEOであるリプシウスは、性的虐待のヨーガ界への影響は壊滅的なものであり、加害者が追放されても被害者の後遺症が数十年間も続く現実を見てきたという。全米ヨガアライアンスは、被害者のためのホットラインと支援を始め、状況の改善を試みている。

## 現代ヨーガの健康への影響と研究
エクササイズとしての現代のヨーガの健康への影響がさまざまに研究されてきたが、多くの研究は対象が少なすぎるなどの問題があり質が低いため、ほとんどの場合、健康管理のために有望であると言えるが、効果があると科学的に証明されているわけではない。ヨーガを行う場合、個々人の健康状態に合わせてインストラクターや医療従事者と話し合うべきであるが、適切に行われれば健康な人にとっては一般的に安全であると考えられている。
2012年のアメリカの全国調査によると、実践者の多くはヨーガが一般的な健康問題を改善すると信じており、ストレス管理、バランス、メンタルヘルスなどの健康を助け、健全な食生活と運動の習慣の向上に役立つというエビデンスも出始めている。腰痛や首の痛みを和らげ、糖尿病患者の血糖値をコントロールするのに役立ち、太りすぎ、肥満の人が体重を減らす助けになると考えられている。がん、多発性硬化症、慢性閉塞性肺疾患などの慢性疾患を持つ人々の症状の管理、生活の質の向上の援助に役立つ可能性があるという有望な証拠がある。女性の更年期障害の肉体的・精神的な症状の改善を助け、睡眠障害の改善、禁煙の実行を助ける可能性が示唆されている。人生の困難な状況における不安や気分の落ち込みの改善に役立つかもしれないが、不安障害、うつ病、または心的外傷後ストレス障害の管理に役立つという証拠はない。Oxidative Medicine and Cellular Longevity に掲載された研究では、12週間、週5日、動作・呼吸法・瞑想を含む90分のヨーガを実践することで、炎症レベルの低下とコルチゾールレベルの大幅な低下の兆候が見られ、細胞の老化を遅らせることが示された。この研究では、ヨーガプログラム後に脳由来神経栄養因子（BDNF）のレベルが高くなることもわかり、ヨーガが脳を守る効果がある可能性が示唆された。
男性と女性では、ヨーガのポーズが筋肉に与える影響が異なるというエビデンスがある。ヨーガを行っている人の3分の2は、そのことを医療従事者に話していなかった。
アメリカのヨーガの研究は、主にヨーガが最も人気がある層、比較的裕福で高度な教育を受けた白人女性のグループが対象で、他の人々、特に少数民族のグループやより収入の少ない人々は過小評価されている。

### 怪我・身心への悪影響

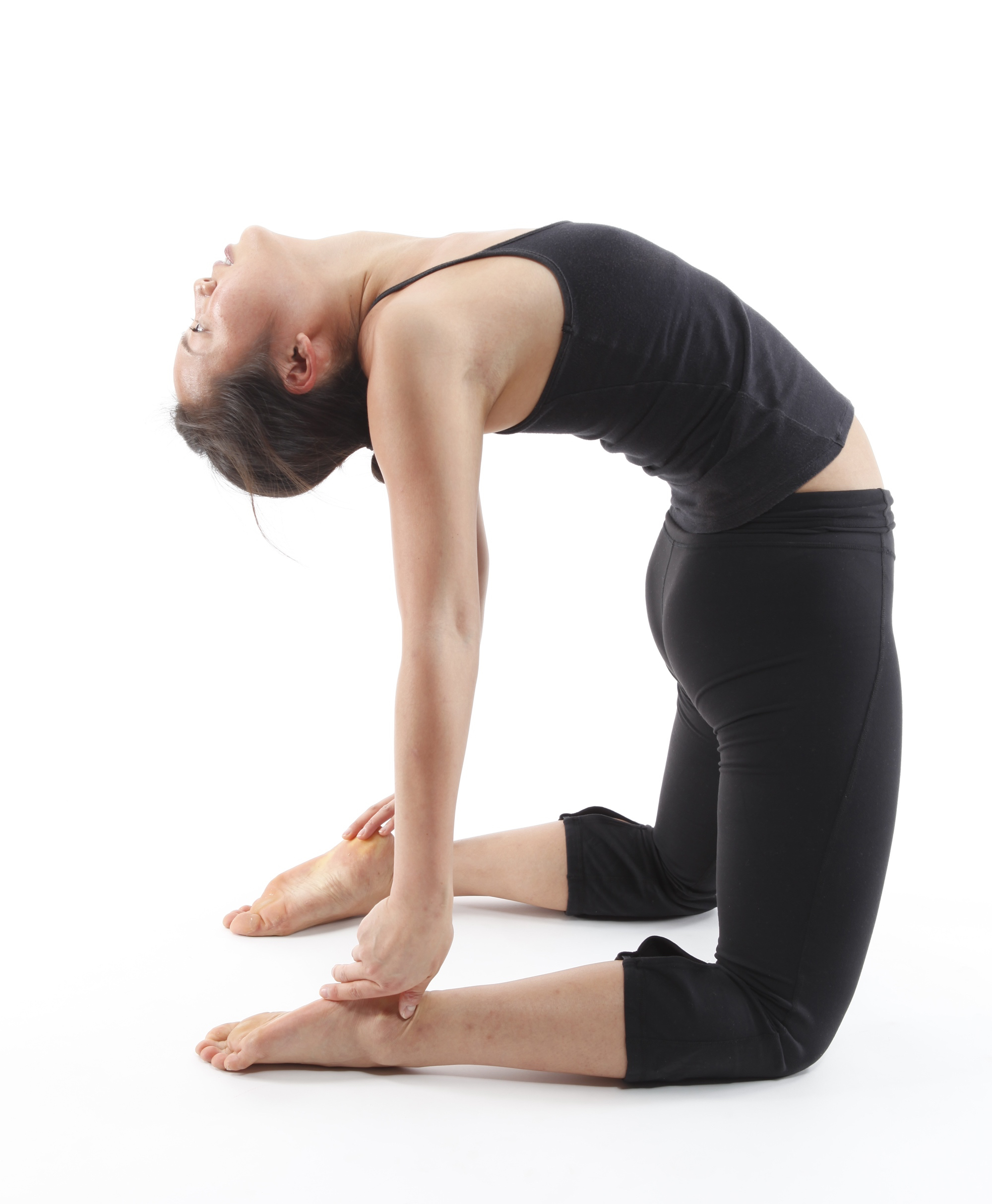
後屈のポーズ

現代の一般的なヨーガは、十分に訓練されたインストラクターの指導の下で適切に行われる場合、健康な人にとっては安全な身体運動であるとみなされているが、他の運動同様に怪我のリスクはあり、スポーツ障害と同様の肉体的な損傷が生じうるポーズがある。ヨーガが原因の怪我で最も一般的なものは捻挫と肉離れである。65歳以上の怪我の割合は、若年者より多い。衝撃の大きなスポーツより怪我のリスクは低く、重傷はまれである。
オーストラリアのヨーガ関係者の調査によると、回答者の約20%が練習中に何らかの身体的傷害を負っていた。過去12か月間で、回答者の4.6%が長期的な痛みのある、または医療による治療が必要な怪我を負っていた。頭立ち、肩立ち、蓮華座及び半蓮華座、前屈、後屈、倒立が最も多く負傷者を出していた。
専門家が指摘するヨーガの悪影響は、初心者の競争心とインストラクターに資格がないことが理由として挙げられる。教室の需要が高まるにつれて、多くの人が各々の組織や教室でヨーガ・インストラクターとして独自に認定されたが、インストラクターになるのに特別な資格は必要なく、骨格や筋肉など、体の仕組みについての専門知識を学ぶことは義務づけられていない。新しいインストラクターのすべてが、教室の初心者全員に十分目を配り、けがを防ぐのに適切な指導を行えるわけではない。同様に初心者は、自分の身体能力を過大評価し、ポーズを行うの十分な柔軟性や筋力を備える前に、高度なポーズができるよう間違った努力をしがちである。『メディカルヨガ（原題：Yoga as Medicine）』の著者で、「ヨガジャーナル」の編集者である医学博士のティモシー・マッコールは、生徒は怪我をしても「先生を慕っているから、歯を食いしばって大丈夫だと言う。だがひそかに整形外科に通っているんだ」、そのため、指導者は生徒の怪我の問題を把握できず、生徒を管理しきれないだろうと語っている。なお、初心者や生徒だけでなく、指導する方・される方の双方がベテランの指導者であっても、不適切なアジャストで大怪我を負うこともある。

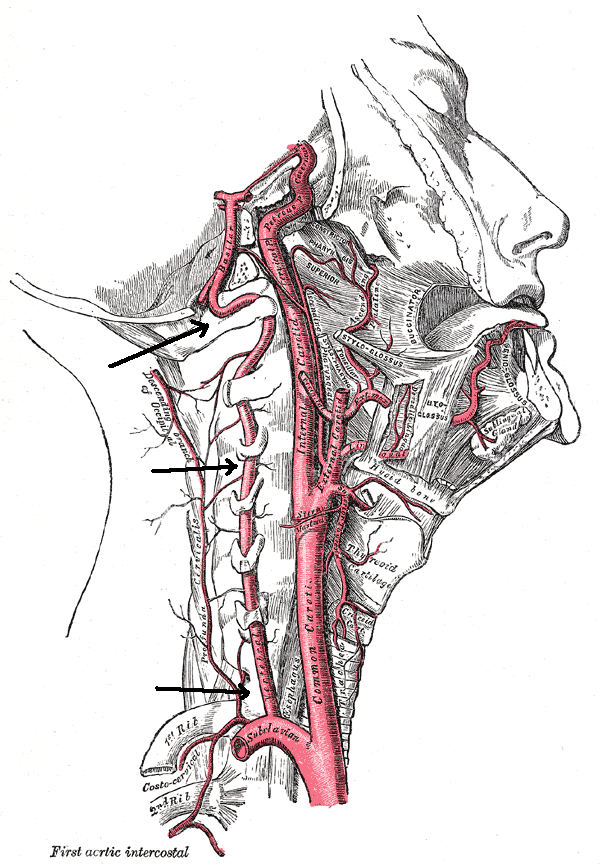
ヨーガの練習で裂傷が生じる可能性のある頸部動脈

血液を脳に供給する頸部動脈の裂傷である椎骨動脈解離は、首を伸ばしながら回すことで起こる可能性があり、幾つかのヨガのポーズで起こりうる。これは非常に深刻な症状であり、血管の裂ける場所や程度によっては、脳梗塞、脳卒中、くも膜下出血等を引き起こすこともある。
大腿骨と股関節を結ぶ股関節唇（こかんせつしん：臼蓋部分を覆う軟骨の一種）損傷は、股関節を大きく開く動きをするスポーツなどで多く見受けられるが、ヨーガの練習で生じたという報告がある。ヨーガの練習で股関節に筋断裂、大腿骨骨挫傷、股関節唇損傷の大怪我を負った現役講師は、原因はポーズの指導で受けた強いアジャストであり、指導者によるアジャストの負荷が自分の限界を超えていたことはわかったが、強い力で固定されて逃げ場がなく、痛みを訴える言葉も聞き流されてしまったと語っている。
日本でもヨーガのブームによる教室の急増で被害の訴えが増加しており、国民生活センターには、「肩の腱板（肩甲骨と腕の骨をつなぐ重要な腱）を損傷した」、「運動中に圧迫骨折した」など、重大な怪我をしたという相談があり、ホットヨーガで「アレルギー症状が出た」、「じんましんになった」、「皮膚がただれた」等の訴えもある。
国際医療福祉大学の岡孝和は、2013年に厚生労働省の研究班の代表としてヨーガの効果や安全性を調査し、全国200か所余りの教室で、ヨーガを行った直後の2508人の生徒に聞き取りをしたところ、3割近くが心身に何らかの異常を訴えていた。岡孝和は、国民生活センターに寄せられた相談件数について「氷山の一角にすぎないと思います」と述べている。
ホット・ヨーガは様々な利点が主張されているが、エクササイズやダイエットの効果は通常のヨーガと変わらないと指摘されており、高温多湿の環境で行うことが肉体に悪い影響を及ぼすこともある。
健康に問題がある人、年配の人、妊娠中の女性は、いくつかのヨーガのポーズや練習を避けるか、修正して行う必要があると考えられている。

## 近現代ヨーガに関連する著名な人物
- チャールズ・W・レッドビーター（1854年 - 1934年、男性）：イギリス人神智学徒。7色のチャクラ理論を考案し、ヨーガにより透視力を得たと主張。
- ウィリアム・ウォーカー・アトキンソン（英語版） （1862 - 1932、ヨギ・ラマチャラカ）：ニューソート著作家。
- ヴィヴェーカーナンダ（1863年 - 1902年、男性）：西洋にヨーガ含むヒンドゥー教を紹介。ラーマクリシュナの弟子でラーマクリシュナ・ミッションの創始者。
- オーロビンド・ゴーシュ（1872年 - 1950年、男性）：進化の概念を取り入れてインテグラル・ヨーガ（綜合ヨーガ）を創始し、人類の超人化を目指す。
- ニコライ・リョーリフ（1874年 - 1947年、男性）：ロシア人神智学徒。妻ヘレナ・レーリヒと共に神智学の修行法アグニ・ヨーガ（英語版）を創始。
- 中村天風（1876年 - 1968年、男性）：ヨーガ行者、自己啓発講演家。日本のヨーガの「草分け的存在」の一人。
- ヘレナ・レーリヒ（英語版）（1879年 - 1955年、女性）：ロシア人神智学徒。夫とともにアグニ・ヨーガを創始。
- ラマナ・マハルシ（1879年 - 1950年、男性）：南インドの聖者。
- スワーミー・クヴァラヤーナンダ（英語版）（1883年 - 1966年、男性）：現代ヨーガとヨーガの科学的研究のパイオニアの一人。カイヴァリヤダーマ・ヨーガ研究所（英語版）を設立。
- 三浦関造（1883年 - 1960年、男性）：神智学徒。日本のヨーガの「草分け的存在」の一人。
- ハリー・クロウ・バック（英語版）（1884年 – 1943年、男性）：アメリカ人。YMCAの指導者・体育教師。アーサナを西洋式体操に取り入れた。「インドの体育の父」と呼ばれる。
- シヴァーナンダ（英語版）（1887年 - 1963年、男性）：シヴァナンダ・ヨーガ（英語版）を創始し、ヴェーダーンタ思想やヨーガの本を多数執筆。
- ティルマライ・クリシュナマチャーリヤ（英語版）（1888年 - 1989年、男性）：「現代ヨーガの父」と呼ばれる。
- パラマハンサ・ヨガナンダ（1893年 - 1952年、男性）：クリヤー・ヨーガ（英語版）を西洋に紹介し、アメリカのヨーガ文化に多大な影響を与える。
- アーナンダ・マイー・マー（英語版）（1896年 - 1982年、女性[325]）：ベンガルの聖者。
- A・C・バクティヴェーダンタ・スワミ・プラブパーダ（1896年 - 1977年、男性）：クリシュナ意識国際協会の創設者。クリシュナへのバクティ運動を世界的に展開。
- シュリー・ヨーゲーンドラ（英語版）（1897年 - 1989年、男性）：現代ヨーガのパイオニアの一人で、現代ハタ・ヨーガ成立の立役者。ヨーガ研究所（英語版）を設立。
- K・V・アイヤー（英語版）（1897年 - 1980年、男性）：ボディビルダー、体操選手。シータラマン・スンダラムと共に、運動のシステムとして現代ヨーガを発展させ、普及に貢献。
- 佐保田鶴治（1899年 - 1986年、男性）：インド哲学の権威で日本のヨーガの「草分け的存在」の一人。
- シータラマン・スンダラム（英語版）（1901年 - 1994年、男性）：現代ヨーガのパイオニアの一人、弁護士。写真でアーサナを示す初のヨーガガイド本を出版。
- ゴーピ・クリシュナ（1903年 - 1984年、男性）：クンダリニーの覚醒体験を西洋に紹介し、クンダリニー・ヨーガへの興味を掻き立てた。
- テオス・カシミール・バーナード（英語版）（1908年 - 1947年、男性）：ヨーガとチベット仏教をテーマにした探検家・著作家。アメリカ人。
- サッチナンダ（英語版）（1914年 - 2002年、男性）：インテグラル・ヨーガの創始者[† 17]。シヴァーナンダの弟子。
- パッタビ・ジョイス（英語版）（1915年 - 2009年、男性）：アシュターンガ・ヴィニヤーサ・ヨーガの創始者。クリシュナマチャーリヤの弟子。
- シュリー・マータージー・ニルマラー・デーヴィー（英語版）（ニルマラー・スリヴァスターヴァ、1915年 - 2009年、女性）：クンダリニーの覚醒を目指す新宗教運動サハジャ・ヨーガ（英語版）を設立。元ラジニーシの弟子。
- マハリシ・マヘーシュ・ヨーギー（1917年 - 2008年、男性）：超越瞑想の創始者。スワミ・ブラフマナンダ・サラスワティ（英語版）の弟子。
- B・K・S・アイアンガー（1918年 - 2014年、男性）： アイアンガー・ヨーガ（英語版）の創始者でクリシュナマチャーリヤの義弟・弟子。ヴァイオリニストのユーディ・メニューインを指導したことを契機に国際的な第一人者となる。
- 沖正弘（1921年 - 1985年、男性）：日本におけるヨーガ普及のパイオニアの一人で、ヨーガを体系的に指導。
- 桐山靖雄（1921年 - 2016年、男性）：阿含宗教祖。密教の修行、ハタ・ヨーガによる超能力開発、人類の進化を説く。
- サティヤーナンダ（英語版）（1923年 - 2009年、男性）：80冊以上のヨーガのマニュアルを執筆。シヴァーナンダの弟子。
- インドラ・デーヴィー（英語版）（1923年 - 2009年、女性）：ロシア人。クリシュナマチャーリヤの弟子で、ハリウッドセレブ達にヨガを教えた。
- 松島茂雄（1924年 - 1982年、男性）：ヨーガを美容健康法として日本に普及。
- 本山博 (1925年 - 2015年、男性)：超心理学者。ヨーガの電気生理学的研究を行い、ハタ・ヨーガの著作を刊行し道場を開き指導を行う。
- ヴィシュヌデヴァーナンダ（英語版）（1927年 - 1993年）：シヴァーナンダの弟子。西洋で最初期のヨーガ教師トレーニングプログラムを創始。
- ヨギ・バジャン（英語版）（ハルバジャン・シン・カルサ、1929年 - 2004年、男性）：アメリカにクンダリニー・ヨーガを紹介。シク教の指導者。阿含宗にヨーガを指導。
- ラム・ダス（英語版）（1931年– 2019年、男性）：アメリカ人心理学者、作家、精神指導者。薬物の治療効果を研究。ヨーガ・瞑想・スピリチュアリティに関する著作を通し、西洋のベビーブーム世代に東洋宗教とヨーガを広めた。
- バグワン・シュリ・ラジニーシ（1931年 - 1990年、男性）：悟りの道として自由な性愛を説いて物議を醸し、西洋人の若者の人気を集めた。ダイナミック瞑想（英語版）を考案。教団はアメリカで地域社会と対立しバイオテロ事件を起こした。
- シュリ・チンモイ（1931年 - 2007年、男性）：アメリカでヨーガを指導。オーロビンド・ゴーシュの弟子。
- リン・マーシャル（英語版）（1944年 - 1992年、女性）：イギリスのヨーガ指導者、現代ヨーガの番組のホストを務め普及に寄与。
- 麻原彰晃（1955年 - 2018年、男性）：オウム真理教教祖。ハタ・ヨーガで進化し超能力を得た神仙民族による日本支配を目指し、数々のテロ行為を主導。死刑となった。

存命人物
- 山口恵照（1918年 -、男性） - 理論家。古代インド哲学、サーンキヤ哲学研究者。
- アムリット・デサイ（英語版）（1932年 -、男性）：西洋ヨーガのパイオニアの一人。現代ハタ・ヨーガの一形式であるクリパル・ヨーガを創始。クリパルヴァーナーンダ（英語版）（スワミ・クリパル）の弟子。
- アンジェラ・ファーマー（英語版）（1939年 -、女性）：ヨガマットの考案者。B・K・S・アイアンガーの弟子。
- グルムク・カウル・カルサ（英語版）（1943年 -、女性）：ヨギ・バジャンにクンダリニー・ヨーガを学ぶ。妊婦向けヨーガのパイオニア。
- ベリル・ベンダー・バーチ（英語版）（1942年 -、女性）：パワー・ヨーガの一形式の創始者。パッタビ・ジョイスの弟子ノーマン・アレンに学ぶ。
- ジョン・カバット・ジン（1944年 -、男性）：生物学者・心理学者。痛みの緩和を目的にマインドフル・ヨーガ（英語版）を含むマインドフルネスストレス低減法を創始。
- ビクラム・チョードリー（英語版）（1944年 -、男性）：ビクラム・ヨガの創始者で、ホット・ヨーガのパイオニアの一人。ヴィシュヌ・チャラン・ゴーシュの弟子。
- ジュディス・ハンソン・ラサター（英語版）（1947年 -、女性）：理学療法士。リストラティブ・ヨーガ（英語版）を創始。B・K・S・アイアンガーの弟子。
- ジョン・フレンド（英語版）（1959年 -、男性）：アヌサラ・ヨーガ（英語版）の創始者。パッタビ・ジョイス、B・K・S・アイアンガーに学ぶ。
- ブライアン・ケスト（英語版）（1964年 -、男性）：パワー・ヨーガの一形式の創始者。デイヴィッド・ウィリアムズ、パッタビ・ジョイスに学ぶ。
- ポーリー・ジンク（英語版）（男性）：ハタ・ヨーガに道教を取り入れ陰ヨーガを創始。
- レイチェル・ブラゼン（英語版）（女性）：ヨーガ指導者、ベストセラー「Yoga Girl」の著者。ヨーガにおける女性に対するセクハラ・性的虐待の実態を集める。

### 補注
1. ↑  禅定はヨーガの一種であるが[14]、禅宗の坐禅とインドの古典ヨーガの瞑想は、思想・方法とも、必ずしも同じというわけではない[15]。
2. ↑  唯物論のチャールヴァーカと祭事に専念するミーマーンサー学派を除く[2]。
3. ↑  「カタ・ウパニシャッド」では、「感官（感覚器官）の彼方に対象あり、対象の彼方に意あり…未顕現の彼方に純粋精神あり。純粋精神の彼方には何ものもなし。」とサーンキヤ哲学（数論学派。ヨーガ学派との関係が深い）の諸原理が説かれており、今西順吉によると、これはヨーガによる精神の沈潜の深まりに対応すると考えられる[13]。
4. ↑  ただし、日本語の長母音はサンスクリット語の三倍母音なので長くのばしすぎるのも問題である。インド人の発音を聞くとヨゥガと言っているように聞こえる。
5. ↑  『マヌ法典』では、女性はどのヴァルナ（身分）であっても、入門式（ウパナヤナ）を受けてヴェーダを学ぶ男子として「再生」するドヴィジャ（二度生まれる者、再生族）ではなく、入門式を受けられず一度生まれるだけのエーカージャ（一生族）とされていたシュードラ（隷民）と同等視され、女性は再生族である夫と食事を共にすることはなく、祭祀を主催したり、マントラを唱えることも禁止されていた[67]。
6. ↑  伊藤武によると、ヨーギニーという言葉は本来、尸林（英語版）（シュマシャーナ、墓場）で土俗信仰の女神を祀り特異な儀礼にたずさわった巫女たちを指す言葉で、魔女の意味合いを帯びるようになった。その多くは被差別カーストの出身であった[68]。性ヨーガの相手をする女性たちは特殊な階級に属し、母から娘へと特殊な性的テクニックを伝承する娼婦だったともいわれる[69]。母系制社会を形成していた彼女たちは、中世インドの後期密教の時代にヨーギニー（瑜伽女）またはダーキニー（拏吉尼）と呼ばれた[70]。密教で説かれる性ヨーガの相手のステレオタイプは16歳の処女であるが、男を食い殺すような獰猛な女とも描写される[69]。経典では同時的に複数の女性を愛せとも説かれるが、実践者の記録では、おおむね一人の女性と長期的に性ヨーガを行ったようである[69]。彼女らは男性行者を導く師の役割を演じることもあり[71]、9-12世紀ごろのインドの後期密教時代に活躍した大成就者（英語版）たちの伝記である『八十四成就者伝』には悟りを得た女性が5名登場する[72][69]。後期密教の性的儀礼における男性行者の相手の女性はムドラー（印契）とも呼ばれた[73]。『ハタヨーガ・プラディーピカー』は、ヴァジュローリー・ムドラーでラジャス（性分泌物と解される）を再吸収し、保持することのできる女性をヨーギニーと呼んでいる[74]。
7. ↑  これらは正統バラモン教とも呼ばれるが、ヴェーダ聖典の権威と明確に対立していない学派に対するおおざっぱなくくりであり、名目的な分類に過ぎない[106]。ヨーガ学派は、現代ではダルシャナ（インド哲学）のうちシャド・ダルシャナ（六派哲学）の1つに位置づけられている。六派哲学という言葉は古いが、もともと取り上げられる六派は一定しておらず、サーンキヤ学派、ヨーガ学派、ミーマーンサー学派、バイシェーシカ学派、ニヤーヤ学派、ヴェーダーンダ学派を六派哲学と呼ぶことは、おそらくフリードリヒ・マックス・ミュラーや木村泰賢に始まると思われる[107]。
8. ↑  例えば、近代インドを代表する聖者であるラマナ・マハルシ[156]の『あるがままに - ラマナ・マハルシの教え』は、修練方法としてジュニャーナ・ヨーガ、バクティ・ヨーガ、ラージャ・ヨーガを勧めている。ラマナは、霊性の向上は「心」そのものを扱うことで解決ができるという基本的前提から、ハタ・ヨーガには否定的であった。また、クンダリニー・ヨーガは、潜在的に危険であり必要もないものであり、クンダリニーがサハスラーラに到達したとしても真我の実現は起こらないと発言している[157]。
9. ↑  伊藤雅之はこれを1920年代から1930年代のこととしているが、シングルトン 2014によれば、少なくともクリシュナマチャーリヤに関して言えば1930年代以降のことである。伊藤論文では西洋式体操から編み出された近代ハタ・ヨーガをひとりクリシュナマチャーリヤのみに帰しているような記述となっているが[43]、シングルトンによれば同時代のスワーミー・クヴァラヤーナンダ（英語版）とシュリー・ヨーゲーンドラ（英語版）も重要であり、クヴァラヤーナンダの活動はクリシュナマチャーリヤに先行している。また、伊藤は近代ハタ・ヨーガにはインド伝統武術に由来する要素もあるとしているが、シングルトンの著書にはそれを示唆する記述はない。
10. ↑  AYUSHは、次の頭文字をとった略語。AはAyurveda（アーユルヴェーダ）、YはYoga&Naturopathy（ヨーガとナチュロパシー＝自然療法）、UはUnani（ユナニ医学）、SはSiddha（シッダ医学）、HはHomeopathy（ホメオパシー）。
11. ↑  宗教学者の大田俊寛は、「シャクティーパット」を一言でいうと催眠術であり、フランツ・アントン・メスメルのメスメリズム（動物磁気療法）の方法と酷似していると述べている[238]。
12. ↑  オウム真理教犯罪被害者等を救済するための給付金の支給に関する法律に基づき給付金の支給を受けた被害者数（公安調査庁）
13. ↑  アシュタ＝8つ、アンガ＝枝、支分、部門。
14. ↑  伊藤武の解釈するところによると、『ハタ・ヨーガ・プラディーピカー』のいうラージャ・ヨーガはハタ・ヨーガの奥義を意味し、ラヤ・ヨーガ（クンダリニー・ヨーガ）のことを指している[267]。
15. ↑  印度哲学研究者の山下博司によると、これは通俗語源的な解釈である。
16. ↑  ゴーラクシャを山下は10-12世紀[10]、伊藤は12世紀前半の人物とする[11]。
17. ↑  オーロビンド・ゴーシュのインテグラル・ヨーガとは別。